# Брайич, Вукашин
Вукашин (Вуки (Wookee)) Брайич (серб. Вукашин Брајић; 9 февраля 1984, Сански-Мост, Босния и Герцеговина) — поп-рок музыкант, прославившийся благодаря участию в реалити-шоу Операция Триумф (2008 - 2009), в котором участвовали певцы из Боснии и Герцеговины, Сербии, Хорватии, Черногории и Македонии, и на котором он занял второе место. Представлял Боснию и Герцеговину на конкурсах «Евровидение-2010» (17 место) и «Славянский базар в Витебске (2010)».

## Биография
Вукашин Брайич родился в 1984 году в городе Сански Мост, Босния и Герцеговина. Он — первый из троих детей Симы и Душанки: у него есть младший брат Ненад и младшая сестра Невена.
Музыкой он заинтересовался уже в детстве: в третьем классе он потребовал у родителей, чтобы они его записали в музыкальную школу, но это в военное время было невозможно. Именно из-за войны семья Вукашина в 1995 году переселилась из Боснии и Герцеговины в Сербию, в Малый Пожаревац, г. Сопот, где они жили один год, после чего они переселились в город Чачак, в котором семья Брайич живёт до сих пор.
В городе Чачак Вукашин окончил начальную школу и гимназию, а также начал заниматься музыкой. Хотя его родители не могли обеспечить ему музыкальное образование, Вушашин самостоятельно обучался при помощи книг и Интернета. Таким образом он начал играть на клавикордах и гитаре, которую он получил в 15 лет от дяди, после чего он сказал семье: «Придет день, и эта гитара всех Вас будет кормить». Он стал петь в хоре, танцевать в танцевальном клубе, стал членом Драматического клуба литературной молодежи. Таким образом он получил первый опыт в публичных выступлениях и соревнованиях.
Когда ему исполнилось 19 лет, он покинул город Чачак и переехал в Неготин. Там он поступил в Педагогический институт, обучался сценическим движениям, музыке и пению. Вукашин полюбил работу с детьми, он говорил, что ученики являются его публикой, а класс — сценой. У него осталась дипломная работа, которую он ещё не выполнил, поскольку он начал свою музыкальную карьеру. В городе Неготин он снимал квартиру совместно с гитаристом группы, у которого Вукашин многому научился и совершенствовал игру на гитаре.

## Affect

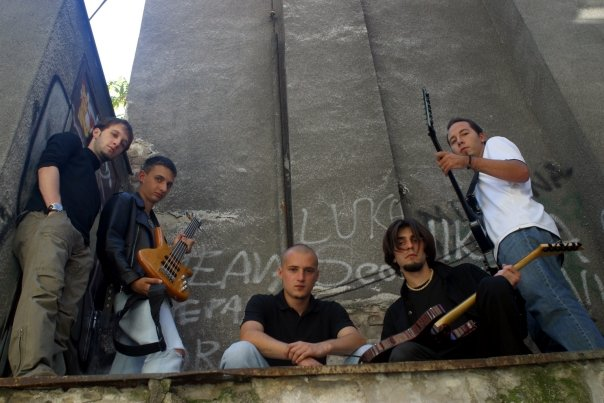
Affect

На третьем курсе он покинул Неготин и переехал в Белград. Дело в том, что в 2003 года он познакомился с Дарко Никодиевичем, и Неманей Анджелковичем, которые в этом году сделали несколько песен в мелодичном металл-рок стиле, и решили создать бэнд под названием Affect. Поскольку у них не было певца, поняв, что Вукашин хорошо поет, любит музыку и играет на гитаре, они его пригласили. 
Летом 2004 года Вукашин записал с ними четыре песни. Вукашину песни понравились, он с ними быстро справился. В начале 2005 года в группе Аффект уже были постоянные участники (после того, как к ней присоединились барабанщик Желько Деспич и бас гитарист Николай Димитриевич). Ввиду ограниченных условий, до 2006 года они записали 10 песен для альбома. Летом 2006 года они вступили в контакт с Огненом Узелацем, директором ПГП РТС, который дал им возможность выпустить промо диск-сингл с двумя песнями. Осенью 2006 года, в студии 5 ПГП РТС, они записали две песни: «Ничего больше не остается» (на английском языке «Read from my eyes»), и инструментальную обработку традиционной сербской песни «Айде Йано», которую они играли в хеви-металл стиле. В апреле 2007 года, они выпустили промо сингл, опубликованный в 150 экземплярах. Вживую они выступали в Белграде, в местах, где играется рок-н-ролл, а при участи группы радио Белград 202 они выступали и за пределами Белграда. По целому причин, в частности потому, что только Вукашин из всех членов бэнда хотел заниматься музыкой профессионально, с конца 2007 года Affect находится «stand by», однако Дарко Никодиевич и Неманя Анджелкович по-прежнему вместе с Вукашином являются членами команды, которая будет работать вместе с ними на следующих проектах.

## Lucky Luke

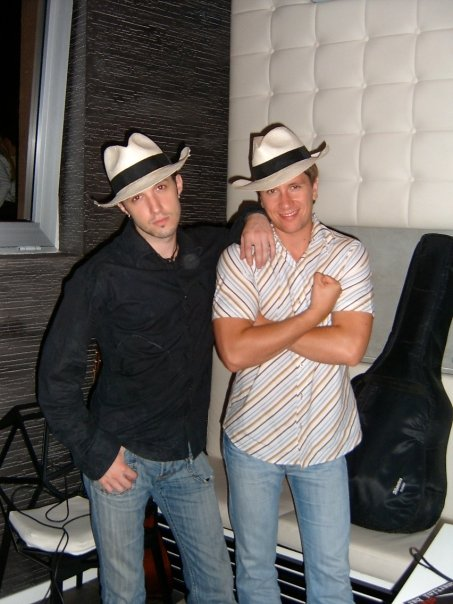
Lucky Luke

Вукашин после прекращения работы Аффекта по-прежнему занимается музыкой, в акустическом дуэте Lucky Luke (бывший Ausonia Duo) с Марко Маричем. Они вдвоем выступали, прежде чем Вукашин начал участвовать в Операции Триумф. У них также имелся ряд выступлений по телевидению в утренних программах и суточных хрониках.

## Операция Триумф
Рассказ Вукашина об Операции Триумф начинается с того,его друг его Неготина Боян принес новость, что началась подача заявлений на участие, а кум Марко заполнил заявление. Вукашин, который все это время жил в городе Неготин, где он учился на институте, сразу приступил к подготовке. Он поехал в Белград и все деньги, заработанные благодаря музыке, истратил на уроки пения у профессора Тани Андреич, с которой он работал три месяца. В течение лета он выступал на нескольких промо концертах в Сербии вместе с остальными участниками шоу. Он участвовал как представитель Боснии и Герцеговины.

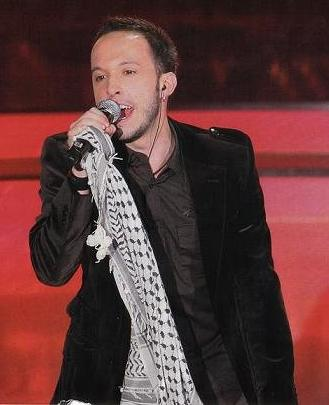
Вукашин Брайич — финал ОТ

29 сентября 2008 года прошёл первый гала-концерт шоу, на котором Вукашин в дуэте с Иваном Никодиевичем спел песни «Когда спустится ночь» группы Рыбный Суп и «Enter Sandman» (Metallica). Уже на второй Гале он участвовал в номинации после исполнения песни «Кислота» группы Ван Гог (Van Gogh). Причину номинации Вукашин не узнал. При этом его спас директор. На следующем Гала он спел песню «Супермэн» в дуэте с Игорем Цукровым. После этого он пел песню «Apologize» группы OneRepublic в дуэте с Соней Бакич, а потом песню «Kids» Робби Уильямса и Кайли Миноуг, которую он спел с Анной Бебич. 
На шестом Гала с Николой Саричем он спел песню Метка 1980 «Мне бы хотелось быть акулой» и «Я люблю только себя» группы Психомодо Поп. На следующем Гала произошла его номинация, после которой Вукашин остался в соревновании. При этом он всех воодушевил отличной реализацией и сценическим выступлением с песней «Маятник» группы Ван Гог, однако после следующего выступления, на котором он спел песню «Highway To Hell» группы AC/DC, он получил первую номинацию, после чего публика приняла решение о том, что он останется на академии. В ходе опасной борьбы с Джордже Гоговым, который до этого неоднократно был фаворитом публики, Вукашину удалось пробиться. В этот вечер он спел песню «More Than Words» группы Extreme, это одно из его лучших выступлений, в течение которого он проявил своё умение игры на акустической гитаре. В дуэте с Джордже Гоговым он спел песню Ленни Кравитца «Are You Gonna Go My Way». Уже на следующем Гала он продолжил традицию, по которой его место зависело от публики. 
На 10-м Гала после выступления с песней «Пойди ко мне» Партибрейкерса и The Beatles «Help!» и «A Hard Day’s Night» он опять вошёл в номинацию, в этот раз с Николой Саричем. Опять оставшись на академии, в качестве одного из фаворитов публики, он получил прозвище «убийца фаворитов». На этом Гала он спел песню «Smells Like Teen Spirit» группы Nirvana, Азры «Балкан» в дуэте с Николой Саричем и песни группы Queen «We Will Rock You» и «We Are The Champions». Однако жюри опять объявил его номинацию, в этот раз с Соней Бакич. 
На следующем Гала он спел песню «Nothing Else Matters» группы Металлика, в очередной раз показав умение игры на гитаре, в дуэте с Соней он спел песню «Мир грусти» Негатива, а также песни «Мы танцуем» и «Маљчики» с Анной Бебич и Игорем Цукровым. Вукашин и эту номинацию «пережил» к счастью многочисленных фанатов, количество которых ежедневно увеличивалось. Однако жюри опять сделало шаг, ставший обычным, в этот раз в Игорем Цукровым. На следующем Гала он спел песню «Годы проходят» группы Парни Валяк, а с Игорем — песню группы U2 «With Or Without you». Публика его опять оставила в академии, и Вукашин попал в полуфинал. В полуфинале он всех воодушевил исполнением песни «Angels» Робби Уильямса и «Потуши меня», которую он спел вместе с Аки Рахимовски. В финал он вошёл на втором месте. Финал открыла песня «Live And Let Die», которую вместе спели все финалисты. Вукашин вместе с ней спел ещё три песни: «Easy» Commodores, и уже исполненные «More Than Words» и «Highway To Hell». Соревнование он закончил на втором вместе. Победителем был Аднан Бабаич. Судя по объявленным данным, Вукашин получил примерно 330 000 голосов. Конечно, для своих фанатов он является моральным победителем!
Вукашин проявил себя положительным образом во время шоу, он приобрел благосклонность многочисленной публики из всех стран бывшей Югославии. О нём говорят как о человеке, который объединил пространство целого бывшего государства. Его запомнили по отличным вокальным и сценическим выступлениям, которые, по оценке жюри, принесли ему «лучшую среднюю оценку всех студентов». Его помнят по заявлению: «Участники форума — самые плохие люди. Я также участник Форума!», которое его сделало любимцем участников форума.

### Выступления и результаты
| Гала#     | Гала#     | Гала#     | Гала#     | Гала#     | Гала#     | Гала#     | Гала#     | Гала#     | Гала#     | Гала#     | Гала#     | Гала#     | Гала#     | Гала#     | Гала#     | Гала#     | Гала#     | Гала#     | Гала#     | Гала#     | Гала#     | Гала#     | Гала#     | Гала#     | Гала#     | Гала#     | Гала#     | Гала#     | Гала#     | Гала#     | Гала#     | Гала#     | Гала#     | Гала#     | Гала#     | Гала#     | Гала#     | Гала#     | Гала#     | Гала#     | Гала#     | Гала#     | Гала#     | Гала#     | Гала#     | Гала#     | Гала#     | Гала#     | Гала#     | Гала#     | Гала#     | Гала#     | Гала#     | Гала#     | Гала#     | Гала#     | Гала#     | Гала#     | Гала#     | Гала#     | Гала#     | Гала#     | Гала#     | Гала#     | Гала#     | Гала#     | Гала#     | Гала#     | Гала#     | Гала#     | Гала#     | Гала#     | Гала#     | Гала#     | Гала#     | Гала#     | Гала#     | Гала#     | Гала#     | Гала#     | Гала#     | Гала#     | Гала#     | Гала#     | Гала#     | Гала#     | Гала#     | Гала#     | Гала#     | Песня                                                                         | Песня                                                                         | Песня                                                                         | Песня                                                                         | Песня                                                                         | Песня                                                                         | Песня                                                                         | Песня                                                                         | Песня                                                                         | Песня                                                                         | Песня                                                                         | Песня                                                                         | Песня                                                                         | Песня                                                                         | Песня                                                                         | Песня                                                                         | Песня                                                                         | Песня                                                                         | Песня                                                                         | Песня                                                                         | Песня                                                                         | Песня                                                                         | Песня                                                                         | Песня                                                                         | Песня                                                                         | Песня                                                                         | Песня                                                                         | Песня                                                                         | Песня                                                                         | Песня                                                                         | Песня                                                                         | Песня                                                                         | Песня                                                                         | Песня                                                                         | Песня                                                                         | Песня                                                                         | Песня                                                                         | Песня                                                                         | Песня                                                                         | Песня                                                                         | Песня                                                                         | Песня                                                                         | Песня                                                                         | Песня                                                                         | Песня                                                                         | Песня                                                                         | Песня                                                                         | Песня                                                                         | Песня                                                                         | Песня                                                                         | Песня                                                                         | Песня                                                                         | Песня                                                                         | Песня                                                                         | Песня                                                                         | Песня                                                                         | Песня                                                                         | Песня                                                                         | Песня                                                                         | Песня                                                                         | Песня                                                                         | Песня                                                                         | Песня                                                                         | Песня                                                                         | Песня                                                                         | Песня                                                                         | Песня                                                                         | Песня                                                                         | Песня                                                                         | Песня                                                                         | Песня                                                                         | Песня                                                                         | Песня                                                                         | Песня                                                                         | Песня                                                                         | Песня                                                                         | Песня                                                                         | Песня                                                                         | Песня                                                                         | Песня                                                                         | Песня                                                                         | Песня                                                                         | Песня                                                                         | Песня                                                                         | Песня                                                                         | Песня                                                                         | Песня                                                                         | Песня                                                                         | Песня                                                                         | Песня                                                                         | Песня                                                                         | Песня                                                                         | Песня                                                                         | Песня                                                                         | Песня                                                                         | Песня                                                                         | Песня                                                                         | Песня                                                                         | Песня                                                                         | Песня                                                                         | Исполнение                                                                         | Исполнение                                                                         | Исполнение                                                                         | Исполнение                                                                         | Исполнение                                                                         | Исполнение                                                                         | Исполнение                                                                         | Исполнение                                                                         | Исполнение                                                                         | Исполнение                                                                         | Исполнение                                                                         | Исполнение                                                                         | Исполнение                                                                         | Исполнение                                                                         | Исполнение                                                                         | Исполнение                                                                         | Исполнение                                                                         | Исполнение                                                                         | Исполнение                                                                         | Исполнение                                                                         | Исполнение                                                                         | Исполнение                                                                         | Исполнение                                                                         | Исполнение                                                                         | Исполнение                                                                         | Исполнение                                                                         | Исполнение                                                                         | Исполнение                                                                         | Исполнение                                                                         | Исполнение                                                                         | Исполнение                                                                         | Исполнение                                                                         | Исполнение                                                                         | Исполнение                                                                         | Исполнение                                                                         | Исполнение                                                                         | Исполнение                                                                         | Исполнение                                                                         | Исполнение                                                                         | Исполнение                                                                         | Исполнение                                                                         | Исполнение                                                                         | Исполнение                                                                         | Исполнение                                                                         | Исполнение                                                                         | Исполнение                                                                         | Исполнение                                                                         | Исполнение                                                                         | Исполнение                                                                         | Исполнение                                                                         | Исполнение                                                                         | Исполнение                                                                         | Исполнение                                                                         | Исполнение                                                                         | Исполнение                                                                         | Исполнение                                                                         | Исполнение                                                                         | Исполнение                                                                         | Исполнение                                                                         | Исполнение                                                                         | Исполнение                                                                         | Исполнение                                                                         | Исполнение                                                                         | Исполнение                                                                         | Исполнение                                                                         | Исполнение                                                                         | Исполнение                                                                         | Исполнение                                                                         | Исполнение                                                                         | Исполнение                                                                         | Исполнение                                                                         | Исполнение                                                                         | Исполнение                                                                         | Исполнение                                                                         | Исполнение                                                                         | Исполнение                                                                         | Исполнение                                                                         | Исполнение                                                                         | Исполнение                                                                         | Исполнение                                                                         | Исполнение                                                                         | Исполнение                                                                         | Исполнение                                                                         | Исполнение                                                                         | Исполнение                                                                         | Исполнение                                                                         | Исполнение                                                                         | Исполнение                                                                         | Исполнение                                                                         | Исполнение                                                                         | Исполнение                                                                         | Исполнение                                                                         | Исполнение                                                                         | Исполнение                                                                         | Исполнение                                                                         | Исполнение                                                                         | Исполнение                                                                         | Исполнение                                                                         | Исполнение                                                                         | Исполнение                                                                         | Исполнение                                                                         | Исполнение                                                                         | Исполнение                                                                         | Исполнение                                                                         | Исполнение                                                                         | Исполнение                                                                         | Исполнение                                                                         | Исполнение                                                                         | Исполнение                                                                         | Исполнение                                                                         | Исполнение                                                                         | Исполнение                                                                         | Исполнение                                                                         | Исполнение                                                                         | Исполнение                                                                         | Исполнение                                                                         | Исполнение                                                                         | Исполнение                                                                         | Исполнение                                                                         | Исполнение                                                                         | Исполнение                                                                         | Исполнение                                                                         | Исполнение                                                                         | Исполнение                                                                         | Исполнение                                                                         | Исполнение                                                                         | Исполнение                                                                         | Исполнение                                                                         | Исполнение                                                                         | Исполнение                                                                         | Оригинальный исполнитель                  | Оригинальный исполнитель                  | Оригинальный исполнитель                  | Оригинальный исполнитель                  | Оригинальный исполнитель                  | Оригинальный исполнитель                  | Оригинальный исполнитель                  | Оригинальный исполнитель                  | Оригинальный исполнитель                  | Оригинальный исполнитель                  | Оригинальный исполнитель                  | Оригинальный исполнитель                  | Оригинальный исполнитель                  | Оригинальный исполнитель                  | Оригинальный исполнитель                  | Оригинальный исполнитель                  | Оригинальный исполнитель                  | Оригинальный исполнитель                  | Оригинальный исполнитель                  | Оригинальный исполнитель                  | Оригинальный исполнитель                  | Оригинальный исполнитель                  | Оригинальный исполнитель                  | Оригинальный исполнитель                  | Оригинальный исполнитель                  | Оригинальный исполнитель                  | Оригинальный исполнитель                  | Оригинальный исполнитель                  | Оригинальный исполнитель                  | Оригинальный исполнитель                  | Оригинальный исполнитель                  | Оригинальный исполнитель                  | Оригинальный исполнитель                  | Оригинальный исполнитель                  | Оригинальный исполнитель                  | Оригинальный исполнитель                  | Оригинальный исполнитель                  | Оригинальный исполнитель                  | Оригинальный исполнитель                  | Оригинальный исполнитель                  | Оригинальный исполнитель                  | Оригинальный исполнитель                  | Оригинальный исполнитель                  | Оригинальный исполнитель                  | Оригинальный исполнитель                  | Оригинальный исполнитель                  | Оригинальный исполнитель                  | Оригинальный исполнитель                  | Оригинальный исполнитель                  | Оригинальный исполнитель                  | Оригинальный исполнитель                  | Оригинальный исполнитель                  | Оригинальный исполнитель                  | Оригинальный исполнитель                  | Оригинальный исполнитель                  | Оригинальный исполнитель                  | Оригинальный исполнитель                  | Оригинальный исполнитель                  | Оригинальный исполнитель                  | Оригинальный исполнитель                  | Оригинальный исполнитель                  | Оригинальный исполнитель                  | Оригинальный исполнитель                  | Оригинальный исполнитель                  | Оригинальный исполнитель                  | Оригинальный исполнитель                  | Оригинальный исполнитель                  | Оригинальный исполнитель                  | Оригинальный исполнитель                  | Оригинальный исполнитель                  | Оригинальный исполнитель                  | Оригинальный исполнитель                  | Оригинальный исполнитель                  | Оригинальный исполнитель                  | Оригинальный исполнитель                  | Оригинальный исполнитель                  | Оригинальный исполнитель                  | Оригинальный исполнитель                  | Оригинальный исполнитель                  | Оригинальный исполнитель                  | Оригинальный исполнитель                  | Оригинальный исполнитель                  | Оригинальный исполнитель                  | Оригинальный исполнитель                  | Оригинальный исполнитель                  | Оригинальный исполнитель                  | Оригинальный исполнитель                  | Оригинальный исполнитель                  | Оригинальный исполнитель                  | Оригинальный исполнитель                  | Оригинальный исполнитель                  | Оригинальный исполнитель                  | Оригинальный исполнитель                  | Оригинальный исполнитель                  | Оригинальный исполнитель                  | Оригинальный исполнитель                  | Оригинальный исполнитель                  | Оригинальный исполнитель                  | Оригинальный исполнитель                  | Оригинальный исполнитель                  | Номинации / результат         | Номинации / результат         | Номинации / результат         | Номинации / результат         | Номинации / результат         | Номинации / результат         | Номинации / результат         | Номинации / результат         | Номинации / результат         | Номинации / результат         | Номинации / результат         | Номинации / результат         | Номинации / результат         | Номинации / результат         | Номинации / результат         | Номинации / результат         | Номинации / результат         | Номинации / результат         | Номинации / результат         | Номинации / результат         | Номинации / результат         | Номинации / результат         | Номинации / результат         | Номинации / результат         | Номинации / результат         | Номинации / результат         | Номинации / результат         | Номинации / результат         | Номинации / результат         | Номинации / результат         | Номинации / результат         | Номинации / результат         | Номинации / результат         | Номинации / результат         | Номинации / результат         | Номинации / результат         | Номинации / результат         | Номинации / результат         | Номинации / результат         | Номинации / результат         | Номинации / результат         | Номинации / результат         | Номинации / результат         | Номинации / результат         | Номинации / результат         | Номинации / результат         | Номинации / результат         | Номинации / результат         | Номинации / результат         | Номинации / результат         | Номинации / результат         | Номинации / результат         | Номинации / результат         | Номинации / результат         | Номинации / результат         | Номинации / результат         | Номинации / результат         | Номинации / результат         | Номинации / результат         | Номинации / результат         | Номинации / результат         | Номинации / результат         | Номинации / результат         | Номинации / результат         | Номинации / результат         | Номинации / результат         | Номинации / результат         | Номинации / результат         | Номинации / результат         | Номинации / результат         | Номинации / результат         | Номинации / результат         | Номинации / результат         | Номинации / результат         | Номинации / результат         | Номинации / результат         | Номинации / результат         | Номинации / результат         | Номинации / результат         | Номинации / результат         | Номинации / результат         | Номинации / результат         | Номинации / результат         | Номинации / результат         | Номинации / результат         | Номинации / результат         | Номинации / результат         | Номинации / результат         | Номинации / результат         | Номинации / результат         | Номинации / результат         | Номинации / результат         | Номинации / результат         | Номинации / результат         | Номинации / результат         | Номинации / результат         | Номинации / результат         | Номинации / результат         | Номинации / результат         | Номинации / результат         |
| 1         | 1         | 1         | 1         | 1         | 1         | 1         | 1         | 1         | 1         | 1         | 1         | 1         | 1         | 1         | 1         | 1         | 1         | 1         | 1         | 1         | 1         | 1         | 1         | 1         | 1         | 1         | 1         | 1         | 1         | 1         | 1         | 1         | 1         | 1         | 1         | 1         | 1         | 1         | 1         | 1         | 1         | 1         | 1         | 1         | 1         | 1         | 1         | 1         | 1         | 1         | 1         | 1         | 1         | 1         | 1         | 1         | 1         | 1         | 1         | 1         | 1         | 1         | 1         | 1         | 1         | 1         | 1         | 1         | 1         | 1         | 1         | 1         | 1         | 1         | 1         | 1         | 1         | 1         | 1         | 1         | 1         | 1         | 1         | 1         | 1         | 1         | 1         | 1         | 1         | «Кода спустится ночь»/ «Enter Sandman»                                        | «Кода спустится ночь»/ «Enter Sandman»                                        | «Кода спустится ночь»/ «Enter Sandman»                                        | «Кода спустится ночь»/ «Enter Sandman»                                        | «Кода спустится ночь»/ «Enter Sandman»                                        | «Кода спустится ночь»/ «Enter Sandman»                                        | «Кода спустится ночь»/ «Enter Sandman»                                        | «Кода спустится ночь»/ «Enter Sandman»                                        | «Кода спустится ночь»/ «Enter Sandman»                                        | «Кода спустится ночь»/ «Enter Sandman»                                        | «Кода спустится ночь»/ «Enter Sandman»                                        | «Кода спустится ночь»/ «Enter Sandman»                                        | «Кода спустится ночь»/ «Enter Sandman»                                        | «Кода спустится ночь»/ «Enter Sandman»                                        | «Кода спустится ночь»/ «Enter Sandman»                                        | «Кода спустится ночь»/ «Enter Sandman»                                        | «Кода спустится ночь»/ «Enter Sandman»                                        | «Кода спустится ночь»/ «Enter Sandman»                                        | «Кода спустится ночь»/ «Enter Sandman»                                        | «Кода спустится ночь»/ «Enter Sandman»                                        | «Кода спустится ночь»/ «Enter Sandman»                                        | «Кода спустится ночь»/ «Enter Sandman»                                        | «Кода спустится ночь»/ «Enter Sandman»                                        | «Кода спустится ночь»/ «Enter Sandman»                                        | «Кода спустится ночь»/ «Enter Sandman»                                        | «Кода спустится ночь»/ «Enter Sandman»                                        | «Кода спустится ночь»/ «Enter Sandman»                                        | «Кода спустится ночь»/ «Enter Sandman»                                        | «Кода спустится ночь»/ «Enter Sandman»                                        | «Кода спустится ночь»/ «Enter Sandman»                                        | «Кода спустится ночь»/ «Enter Sandman»                                        | «Кода спустится ночь»/ «Enter Sandman»                                        | «Кода спустится ночь»/ «Enter Sandman»                                        | «Кода спустится ночь»/ «Enter Sandman»                                        | «Кода спустится ночь»/ «Enter Sandman»                                        | «Кода спустится ночь»/ «Enter Sandman»                                        | «Кода спустится ночь»/ «Enter Sandman»                                        | «Кода спустится ночь»/ «Enter Sandman»                                        | «Кода спустится ночь»/ «Enter Sandman»                                        | «Кода спустится ночь»/ «Enter Sandman»                                        | «Кода спустится ночь»/ «Enter Sandman»                                        | «Кода спустится ночь»/ «Enter Sandman»                                        | «Кода спустится ночь»/ «Enter Sandman»                                        | «Кода спустится ночь»/ «Enter Sandman»                                        | «Кода спустится ночь»/ «Enter Sandman»                                        | «Кода спустится ночь»/ «Enter Sandman»                                        | «Кода спустится ночь»/ «Enter Sandman»                                        | «Кода спустится ночь»/ «Enter Sandman»                                        | «Кода спустится ночь»/ «Enter Sandman»                                        | «Кода спустится ночь»/ «Enter Sandman»                                        | «Кода спустится ночь»/ «Enter Sandman»                                        | «Кода спустится ночь»/ «Enter Sandman»                                        | «Кода спустится ночь»/ «Enter Sandman»                                        | «Кода спустится ночь»/ «Enter Sandman»                                        | «Кода спустится ночь»/ «Enter Sandman»                                        | «Кода спустится ночь»/ «Enter Sandman»                                        | «Кода спустится ночь»/ «Enter Sandman»                                        | «Кода спустится ночь»/ «Enter Sandman»                                        | «Кода спустится ночь»/ «Enter Sandman»                                        | «Кода спустится ночь»/ «Enter Sandman»                                        | «Кода спустится ночь»/ «Enter Sandman»                                        | «Кода спустится ночь»/ «Enter Sandman»                                        | «Кода спустится ночь»/ «Enter Sandman»                                        | «Кода спустится ночь»/ «Enter Sandman»                                        | «Кода спустится ночь»/ «Enter Sandman»                                        | «Кода спустится ночь»/ «Enter Sandman»                                        | «Кода спустится ночь»/ «Enter Sandman»                                        | «Кода спустится ночь»/ «Enter Sandman»                                        | «Кода спустится ночь»/ «Enter Sandman»                                        | «Кода спустится ночь»/ «Enter Sandman»                                        | «Кода спустится ночь»/ «Enter Sandman»                                        | «Кода спустится ночь»/ «Enter Sandman»                                        | «Кода спустится ночь»/ «Enter Sandman»                                        | «Кода спустится ночь»/ «Enter Sandman»                                        | «Кода спустится ночь»/ «Enter Sandman»                                        | «Кода спустится ночь»/ «Enter Sandman»                                        | «Кода спустится ночь»/ «Enter Sandman»                                        | «Кода спустится ночь»/ «Enter Sandman»                                        | «Кода спустится ночь»/ «Enter Sandman»                                        | «Кода спустится ночь»/ «Enter Sandman»                                        | «Кода спустится ночь»/ «Enter Sandman»                                        | «Кода спустится ночь»/ «Enter Sandman»                                        | «Кода спустится ночь»/ «Enter Sandman»                                        | «Кода спустится ночь»/ «Enter Sandman»                                        | «Кода спустится ночь»/ «Enter Sandman»                                        | «Кода спустится ночь»/ «Enter Sandman»                                        | «Кода спустится ночь»/ «Enter Sandman»                                        | «Кода спустится ночь»/ «Enter Sandman»                                        | «Кода спустится ночь»/ «Enter Sandman»                                        | «Кода спустится ночь»/ «Enter Sandman»                                        | «Кода спустится ночь»/ «Enter Sandman»                                        | «Кода спустится ночь»/ «Enter Sandman»                                        | «Кода спустится ночь»/ «Enter Sandman»                                        | «Кода спустится ночь»/ «Enter Sandman»                                        | «Кода спустится ночь»/ «Enter Sandman»                                        | «Кода спустится ночь»/ «Enter Sandman»                                        | «Кода спустится ночь»/ «Enter Sandman»                                        | «Кода спустится ночь»/ «Enter Sandman»                                        | «Кода спустится ночь»/ «Enter Sandman»                                        | «Кода спустится ночь»/ «Enter Sandman»                                        | в дуэте с Иваном Никодиевичем                                                      | в дуэте с Иваном Никодиевичем                                                      | в дуэте с Иваном Никодиевичем                                                      | в дуэте с Иваном Никодиевичем                                                      | в дуэте с Иваном Никодиевичем                                                      | в дуэте с Иваном Никодиевичем                                                      | в дуэте с Иваном Никодиевичем                                                      | в дуэте с Иваном Никодиевичем                                                      | в дуэте с Иваном Никодиевичем                                                      | в дуэте с Иваном Никодиевичем                                                      | в дуэте с Иваном Никодиевичем                                                      | в дуэте с Иваном Никодиевичем                                                      | в дуэте с Иваном Никодиевичем                                                      | в дуэте с Иваном Никодиевичем                                                      | в дуэте с Иваном Никодиевичем                                                      | в дуэте с Иваном Никодиевичем                                                      | в дуэте с Иваном Никодиевичем                                                      | в дуэте с Иваном Никодиевичем                                                      | в дуэте с Иваном Никодиевичем                                                      | в дуэте с Иваном Никодиевичем                                                      | в дуэте с Иваном Никодиевичем                                                      | в дуэте с Иваном Никодиевичем                                                      | в дуэте с Иваном Никодиевичем                                                      | в дуэте с Иваном Никодиевичем                                                      | в дуэте с Иваном Никодиевичем                                                      | в дуэте с Иваном Никодиевичем                                                      | в дуэте с Иваном Никодиевичем                                                      | в дуэте с Иваном Никодиевичем                                                      | в дуэте с Иваном Никодиевичем                                                      | в дуэте с Иваном Никодиевичем                                                      | в дуэте с Иваном Никодиевичем                                                      | в дуэте с Иваном Никодиевичем                                                      | в дуэте с Иваном Никодиевичем                                                      | в дуэте с Иваном Никодиевичем                                                      | в дуэте с Иваном Никодиевичем                                                      | в дуэте с Иваном Никодиевичем                                                      | в дуэте с Иваном Никодиевичем                                                      | в дуэте с Иваном Никодиевичем                                                      | в дуэте с Иваном Никодиевичем                                                      | в дуэте с Иваном Никодиевичем                                                      | в дуэте с Иваном Никодиевичем                                                      | в дуэте с Иваном Никодиевичем                                                      | в дуэте с Иваном Никодиевичем                                                      | в дуэте с Иваном Никодиевичем                                                      | в дуэте с Иваном Никодиевичем                                                      | в дуэте с Иваном Никодиевичем                                                      | в дуэте с Иваном Никодиевичем                                                      | в дуэте с Иваном Никодиевичем                                                      | в дуэте с Иваном Никодиевичем                                                      | в дуэте с Иваном Никодиевичем                                                      | в дуэте с Иваном Никодиевичем                                                      | в дуэте с Иваном Никодиевичем                                                      | в дуэте с Иваном Никодиевичем                                                      | в дуэте с Иваном Никодиевичем                                                      | в дуэте с Иваном Никодиевичем                                                      | в дуэте с Иваном Никодиевичем                                                      | в дуэте с Иваном Никодиевичем                                                      | в дуэте с Иваном Никодиевичем                                                      | в дуэте с Иваном Никодиевичем                                                      | в дуэте с Иваном Никодиевичем                                                      | в дуэте с Иваном Никодиевичем                                                      | в дуэте с Иваном Никодиевичем                                                      | в дуэте с Иваном Никодиевичем                                                      | в дуэте с Иваном Никодиевичем                                                      | в дуэте с Иваном Никодиевичем                                                      | в дуэте с Иваном Никодиевичем                                                      | в дуэте с Иваном Никодиевичем                                                      | в дуэте с Иваном Никодиевичем                                                      | в дуэте с Иваном Никодиевичем                                                      | в дуэте с Иваном Никодиевичем                                                      | в дуэте с Иваном Никодиевичем                                                      | в дуэте с Иваном Никодиевичем                                                      | в дуэте с Иваном Никодиевичем                                                      | в дуэте с Иваном Никодиевичем                                                      | в дуэте с Иваном Никодиевичем                                                      | в дуэте с Иваном Никодиевичем                                                      | в дуэте с Иваном Никодиевичем                                                      | в дуэте с Иваном Никодиевичем                                                      | в дуэте с Иваном Никодиевичем                                                      | в дуэте с Иваном Никодиевичем                                                      | в дуэте с Иваном Никодиевичем                                                      | в дуэте с Иваном Никодиевичем                                                      | в дуэте с Иваном Никодиевичем                                                      | в дуэте с Иваном Никодиевичем                                                      | в дуэте с Иваном Никодиевичем                                                      | в дуэте с Иваном Никодиевичем                                                      | в дуэте с Иваном Никодиевичем                                                      | в дуэте с Иваном Никодиевичем                                                      | в дуэте с Иваном Никодиевичем                                                      | в дуэте с Иваном Никодиевичем                                                      | в дуэте с Иваном Никодиевичем                                                      | в дуэте с Иваном Никодиевичем                                                      | в дуэте с Иваном Никодиевичем                                                      | в дуэте с Иваном Никодиевичем                                                      | в дуэте с Иваном Никодиевичем                                                      | в дуэте с Иваном Никодиевичем                                                      | в дуэте с Иваном Никодиевичем                                                      | в дуэте с Иваном Никодиевичем                                                      | в дуэте с Иваном Никодиевичем                                                      | в дуэте с Иваном Никодиевичем                                                      | в дуэте с Иваном Никодиевичем                                                      | в дуэте с Иваном Никодиевичем                                                      | в дуэте с Иваном Никодиевичем                                                      | в дуэте с Иваном Никодиевичем                                                      | в дуэте с Иваном Никодиевичем                                                      | в дуэте с Иваном Никодиевичем                                                      | в дуэте с Иваном Никодиевичем                                                      | в дуэте с Иваном Никодиевичем                                                      | в дуэте с Иваном Никодиевичем                                                      | в дуэте с Иваном Никодиевичем                                                      | в дуэте с Иваном Никодиевичем                                                      | в дуэте с Иваном Никодиевичем                                                      | в дуэте с Иваном Никодиевичем                                                      | в дуэте с Иваном Никодиевичем                                                      | в дуэте с Иваном Никодиевичем                                                      | в дуэте с Иваном Никодиевичем                                                      | в дуэте с Иваном Никодиевичем                                                      | в дуэте с Иваном Никодиевичем                                                      | в дуэте с Иваном Никодиевичем                                                      | в дуэте с Иваном Никодиевичем                                                      | в дуэте с Иваном Никодиевичем                                                      | в дуэте с Иваном Никодиевичем                                                      | в дуэте с Иваном Никодиевичем                                                      | в дуэте с Иваном Никодиевичем                                                      | в дуэте с Иваном Никодиевичем                                                      | в дуэте с Иваном Никодиевичем                                                      | в дуэте с Иваном Никодиевичем                                                      | в дуэте с Иваном Никодиевичем                                                      | в дуэте с Иваном Никодиевичем                                                      | в дуэте с Иваном Никодиевичем                                                      | Рыбий Суп/ Metallica                      | Рыбий Суп/ Metallica                      | Рыбий Суп/ Metallica                      | Рыбий Суп/ Metallica                      | Рыбий Суп/ Metallica                      | Рыбий Суп/ Metallica                      | Рыбий Суп/ Metallica                      | Рыбий Суп/ Metallica                      | Рыбий Суп/ Metallica                      | Рыбий Суп/ Metallica                      | Рыбий Суп/ Metallica                      | Рыбий Суп/ Metallica                      | Рыбий Суп/ Metallica                      | Рыбий Суп/ Metallica                      | Рыбий Суп/ Metallica                      | Рыбий Суп/ Metallica                      | Рыбий Суп/ Metallica                      | Рыбий Суп/ Metallica                      | Рыбий Суп/ Metallica                      | Рыбий Суп/ Metallica                      | Рыбий Суп/ Metallica                      | Рыбий Суп/ Metallica                      | Рыбий Суп/ Metallica                      | Рыбий Суп/ Metallica                      | Рыбий Суп/ Metallica                      | Рыбий Суп/ Metallica                      | Рыбий Суп/ Metallica                      | Рыбий Суп/ Metallica                      | Рыбий Суп/ Metallica                      | Рыбий Суп/ Metallica                      | Рыбий Суп/ Metallica                      | Рыбий Суп/ Metallica                      | Рыбий Суп/ Metallica                      | Рыбий Суп/ Metallica                      | Рыбий Суп/ Metallica                      | Рыбий Суп/ Metallica                      | Рыбий Суп/ Metallica                      | Рыбий Суп/ Metallica                      | Рыбий Суп/ Metallica                      | Рыбий Суп/ Metallica                      | Рыбий Суп/ Metallica                      | Рыбий Суп/ Metallica                      | Рыбий Суп/ Metallica                      | Рыбий Суп/ Metallica                      | Рыбий Суп/ Metallica                      | Рыбий Суп/ Metallica                      | Рыбий Суп/ Metallica                      | Рыбий Суп/ Metallica                      | Рыбий Суп/ Metallica                      | Рыбий Суп/ Metallica                      | Рыбий Суп/ Metallica                      | Рыбий Суп/ Metallica                      | Рыбий Суп/ Metallica                      | Рыбий Суп/ Metallica                      | Рыбий Суп/ Metallica                      | Рыбий Суп/ Metallica                      | Рыбий Суп/ Metallica                      | Рыбий Суп/ Metallica                      | Рыбий Суп/ Metallica                      | Рыбий Суп/ Metallica                      | Рыбий Суп/ Metallica                      | Рыбий Суп/ Metallica                      | Рыбий Суп/ Metallica                      | Рыбий Суп/ Metallica                      | Рыбий Суп/ Metallica                      | Рыбий Суп/ Metallica                      | Рыбий Суп/ Metallica                      | Рыбий Суп/ Metallica                      | Рыбий Суп/ Metallica                      | Рыбий Суп/ Metallica                      | Рыбий Суп/ Metallica                      | Рыбий Суп/ Metallica                      | Рыбий Суп/ Metallica                      | Рыбий Суп/ Metallica                      | Рыбий Суп/ Metallica                      | Рыбий Суп/ Metallica                      | Рыбий Суп/ Metallica                      | Рыбий Суп/ Metallica                      | Рыбий Суп/ Metallica                      | Рыбий Суп/ Metallica                      | Рыбий Суп/ Metallica                      | Рыбий Суп/ Metallica                      | Рыбий Суп/ Metallica                      | Рыбий Суп/ Metallica                      | Рыбий Суп/ Metallica                      | Рыбий Суп/ Metallica                      | Рыбий Суп/ Metallica                      | Рыбий Суп/ Metallica                      | Рыбий Суп/ Metallica                      | Рыбий Суп/ Metallica                      | Рыбий Суп/ Metallica                      | Рыбий Суп/ Metallica                      | Рыбий Суп/ Metallica                      | Рыбий Суп/ Metallica                      | Рыбий Суп/ Metallica                      | Рыбий Суп/ Metallica                      | Рыбий Суп/ Metallica                      | Рыбий Суп/ Metallica                      | Рыбий Суп/ Metallica                      | Рыбий Суп/ Metallica                      | в безопасности                | в безопасности                | в безопасности                | в безопасности                | в безопасности                | в безопасности                | в безопасности                | в безопасности                | в безопасности                | в безопасности                | в безопасности                | в безопасности                | в безопасности                | в безопасности                | в безопасности                | в безопасности                | в безопасности                | в безопасности                | в безопасности                | в безопасности                | в безопасности                | в безопасности                | в безопасности                | в безопасности                | в безопасности                | в безопасности                | в безопасности                | в безопасности                | в безопасности                | в безопасности                | в безопасности                | в безопасности                | в безопасности                | в безопасности                | в безопасности                | в безопасности                | в безопасности                | в безопасности                | в безопасности                | в безопасности                | в безопасности                | в безопасности                | в безопасности                | в безопасности                | в безопасности                | в безопасности                | в безопасности                | в безопасности                | в безопасности                | в безопасности                | в безопасности                | в безопасности                | в безопасности                | в безопасности                | в безопасности                | в безопасности                | в безопасности                | в безопасности                | в безопасности                | в безопасности                | в безопасности                | в безопасности                | в безопасности                | в безопасности                | в безопасности                | в безопасности                | в безопасности                | в безопасности                | в безопасности                | в безопасности                | в безопасности                | в безопасности                | в безопасности                | в безопасности                | в безопасности                | в безопасности                | в безопасности                | в безопасности                | в безопасности                | в безопасности                | в безопасности                | в безопасности                | в безопасности                | в безопасности                | в безопасности                | в безопасности                | в безопасности                | в безопасности                | в безопасности                | в безопасности                | в безопасности                | в безопасности                | в безопасности                | в безопасности                | в безопасности                | в безопасности                | в безопасности                | в безопасности                | в безопасности                | в безопасности                |
| 2         | 2         | 2         | 2         | 2         | 2         | 2         | 2         | 2         | 2         | 2         | 2         | 2         | 2         | 2         | 2         | 2         | 2         | 2         | 2         | 2         | 2         | 2         | 2         | 2         | 2         | 2         | 2         | 2         | 2         | 2         | 2         | 2         | 2         | 2         | 2         | 2         | 2         | 2         | 2         | 2         | 2         | 2         | 2         | 2         | 2         | 2         | 2         | 2         | 2         | 2         | 2         | 2         | 2         | 2         | 2         | 2         | 2         | 2         | 2         | 2         | 2         | 2         | 2         | 2         | 2         | 2         | 2         | 2         | 2         | 2         | 2         | 2         | 2         | 2         | 2         | 2         | 2         | 2         | 2         | 2         | 2         | 2         | 2         | 2         | 2         | 2         | 2         | 2         | 2         | «Закрой глаза»/ «Кислота»                                                     | «Закрой глаза»/ «Кислота»                                                     | «Закрой глаза»/ «Кислота»                                                     | «Закрой глаза»/ «Кислота»                                                     | «Закрой глаза»/ «Кислота»                                                     | «Закрой глаза»/ «Кислота»                                                     | «Закрой глаза»/ «Кислота»                                                     | «Закрой глаза»/ «Кислота»                                                     | «Закрой глаза»/ «Кислота»                                                     | «Закрой глаза»/ «Кислота»                                                     | «Закрой глаза»/ «Кислота»                                                     | «Закрой глаза»/ «Кислота»                                                     | «Закрой глаза»/ «Кислота»                                                     | «Закрой глаза»/ «Кислота»                                                     | «Закрой глаза»/ «Кислота»                                                     | «Закрой глаза»/ «Кислота»                                                     | «Закрой глаза»/ «Кислота»                                                     | «Закрой глаза»/ «Кислота»                                                     | «Закрой глаза»/ «Кислота»                                                     | «Закрой глаза»/ «Кислота»                                                     | «Закрой глаза»/ «Кислота»                                                     | «Закрой глаза»/ «Кислота»                                                     | «Закрой глаза»/ «Кислота»                                                     | «Закрой глаза»/ «Кислота»                                                     | «Закрой глаза»/ «Кислота»                                                     | «Закрой глаза»/ «Кислота»                                                     | «Закрой глаза»/ «Кислота»                                                     | «Закрой глаза»/ «Кислота»                                                     | «Закрой глаза»/ «Кислота»                                                     | «Закрой глаза»/ «Кислота»                                                     | «Закрой глаза»/ «Кислота»                                                     | «Закрой глаза»/ «Кислота»                                                     | «Закрой глаза»/ «Кислота»                                                     | «Закрой глаза»/ «Кислота»                                                     | «Закрой глаза»/ «Кислота»                                                     | «Закрой глаза»/ «Кислота»                                                     | «Закрой глаза»/ «Кислота»                                                     | «Закрой глаза»/ «Кислота»                                                     | «Закрой глаза»/ «Кислота»                                                     | «Закрой глаза»/ «Кислота»                                                     | «Закрой глаза»/ «Кислота»                                                     | «Закрой глаза»/ «Кислота»                                                     | «Закрой глаза»/ «Кислота»                                                     | «Закрой глаза»/ «Кислота»                                                     | «Закрой глаза»/ «Кислота»                                                     | «Закрой глаза»/ «Кислота»                                                     | «Закрой глаза»/ «Кислота»                                                     | «Закрой глаза»/ «Кислота»                                                     | «Закрой глаза»/ «Кислота»                                                     | «Закрой глаза»/ «Кислота»                                                     | «Закрой глаза»/ «Кислота»                                                     | «Закрой глаза»/ «Кислота»                                                     | «Закрой глаза»/ «Кислота»                                                     | «Закрой глаза»/ «Кислота»                                                     | «Закрой глаза»/ «Кислота»                                                     | «Закрой глаза»/ «Кислота»                                                     | «Закрой глаза»/ «Кислота»                                                     | «Закрой глаза»/ «Кислота»                                                     | «Закрой глаза»/ «Кислота»                                                     | «Закрой глаза»/ «Кислота»                                                     | «Закрой глаза»/ «Кислота»                                                     | «Закрой глаза»/ «Кислота»                                                     | «Закрой глаза»/ «Кислота»                                                     | «Закрой глаза»/ «Кислота»                                                     | «Закрой глаза»/ «Кислота»                                                     | «Закрой глаза»/ «Кислота»                                                     | «Закрой глаза»/ «Кислота»                                                     | «Закрой глаза»/ «Кислота»                                                     | «Закрой глаза»/ «Кислота»                                                     | «Закрой глаза»/ «Кислота»                                                     | «Закрой глаза»/ «Кислота»                                                     | «Закрой глаза»/ «Кислота»                                                     | «Закрой глаза»/ «Кислота»                                                     | «Закрой глаза»/ «Кислота»                                                     | «Закрой глаза»/ «Кислота»                                                     | «Закрой глаза»/ «Кислота»                                                     | «Закрой глаза»/ «Кислота»                                                     | «Закрой глаза»/ «Кислота»                                                     | «Закрой глаза»/ «Кислота»                                                     | «Закрой глаза»/ «Кислота»                                                     | «Закрой глаза»/ «Кислота»                                                     | «Закрой глаза»/ «Кислота»                                                     | «Закрой глаза»/ «Кислота»                                                     | «Закрой глаза»/ «Кислота»                                                     | «Закрой глаза»/ «Кислота»                                                     | «Закрой глаза»/ «Кислота»                                                     | «Закрой глаза»/ «Кислота»                                                     | «Закрой глаза»/ «Кислота»                                                     | «Закрой глаза»/ «Кислота»                                                     | «Закрой глаза»/ «Кислота»                                                     | «Закрой глаза»/ «Кислота»                                                     | «Закрой глаза»/ «Кислота»                                                     | «Закрой глаза»/ «Кислота»                                                     | «Закрой глаза»/ «Кислота»                                                     | «Закрой глаза»/ «Кислота»                                                     | «Закрой глаза»/ «Кислота»                                                     | «Закрой глаза»/ «Кислота»                                                     | «Закрой глаза»/ «Кислота»                                                     | «Закрой глаза»/ «Кислота»                                                     | «Закрой глаза»/ «Кислота»                                                     | в дуэте с Николой Саричем Баяга                                                    | в дуэте с Николой Саричем Баяга                                                    | в дуэте с Николой Саричем Баяга                                                    | в дуэте с Николой Саричем Баяга                                                    | в дуэте с Николой Саричем Баяга                                                    | в дуэте с Николой Саричем Баяга                                                    | в дуэте с Николой Саричем Баяга                                                    | в дуэте с Николой Саричем Баяга                                                    | в дуэте с Николой Саричем Баяга                                                    | в дуэте с Николой Саричем Баяга                                                    | в дуэте с Николой Саричем Баяга                                                    | в дуэте с Николой Саричем Баяга                                                    | в дуэте с Николой Саричем Баяга                                                    | в дуэте с Николой Саричем Баяга                                                    | в дуэте с Николой Саричем Баяга                                                    | в дуэте с Николой Саричем Баяга                                                    | в дуэте с Николой Саричем Баяга                                                    | в дуэте с Николой Саричем Баяга                                                    | в дуэте с Николой Саричем Баяга                                                    | в дуэте с Николой Саричем Баяга                                                    | в дуэте с Николой Саричем Баяга                                                    | в дуэте с Николой Саричем Баяга                                                    | в дуэте с Николой Саричем Баяга                                                    | в дуэте с Николой Саричем Баяга                                                    | в дуэте с Николой Саричем Баяга                                                    | в дуэте с Николой Саричем Баяга                                                    | в дуэте с Николой Саричем Баяга                                                    | в дуэте с Николой Саричем Баяга                                                    | в дуэте с Николой Саричем Баяга                                                    | в дуэте с Николой Саричем Баяга                                                    | в дуэте с Николой Саричем Баяга                                                    | в дуэте с Николой Саричем Баяга                                                    | в дуэте с Николой Саричем Баяга                                                    | в дуэте с Николой Саричем Баяга                                                    | в дуэте с Николой Саричем Баяга                                                    | в дуэте с Николой Саричем Баяга                                                    | в дуэте с Николой Саричем Баяга                                                    | в дуэте с Николой Саричем Баяга                                                    | в дуэте с Николой Саричем Баяга                                                    | в дуэте с Николой Саричем Баяга                                                    | в дуэте с Николой Саричем Баяга                                                    | в дуэте с Николой Саричем Баяга                                                    | в дуэте с Николой Саричем Баяга                                                    | в дуэте с Николой Саричем Баяга                                                    | в дуэте с Николой Саричем Баяга                                                    | в дуэте с Николой Саричем Баяга                                                    | в дуэте с Николой Саричем Баяга                                                    | в дуэте с Николой Саричем Баяга                                                    | в дуэте с Николой Саричем Баяга                                                    | в дуэте с Николой Саричем Баяга                                                    | в дуэте с Николой Саричем Баяга                                                    | в дуэте с Николой Саричем Баяга                                                    | в дуэте с Николой Саричем Баяга                                                    | в дуэте с Николой Саричем Баяга                                                    | в дуэте с Николой Саричем Баяга                                                    | в дуэте с Николой Саричем Баяга                                                    | в дуэте с Николой Саричем Баяга                                                    | в дуэте с Николой Саричем Баяга                                                    | в дуэте с Николой Саричем Баяга                                                    | в дуэте с Николой Саричем Баяга                                                    | в дуэте с Николой Саричем Баяга                                                    | в дуэте с Николой Саричем Баяга                                                    | в дуэте с Николой Саричем Баяга                                                    | в дуэте с Николой Саричем Баяга                                                    | в дуэте с Николой Саричем Баяга                                                    | в дуэте с Николой Саричем Баяга                                                    | в дуэте с Николой Саричем Баяга                                                    | в дуэте с Николой Саричем Баяга                                                    | в дуэте с Николой Саричем Баяга                                                    | в дуэте с Николой Саричем Баяга                                                    | в дуэте с Николой Саричем Баяга                                                    | в дуэте с Николой Саричем Баяга                                                    | в дуэте с Николой Саричем Баяга                                                    | в дуэте с Николой Саричем Баяга                                                    | в дуэте с Николой Саричем Баяга                                                    | в дуэте с Николой Саричем Баяга                                                    | в дуэте с Николой Саричем Баяга                                                    | в дуэте с Николой Саричем Баяга                                                    | в дуэте с Николой Саричем Баяга                                                    | в дуэте с Николой Саричем Баяга                                                    | в дуэте с Николой Саричем Баяга                                                    | в дуэте с Николой Саричем Баяга                                                    | в дуэте с Николой Саричем Баяга                                                    | в дуэте с Николой Саричем Баяга                                                    | в дуэте с Николой Саричем Баяга                                                    | в дуэте с Николой Саричем Баяга                                                    | в дуэте с Николой Саричем Баяга                                                    | в дуэте с Николой Саричем Баяга                                                    | в дуэте с Николой Саричем Баяга                                                    | в дуэте с Николой Саричем Баяга                                                    | в дуэте с Николой Саричем Баяга                                                    | в дуэте с Николой Саричем Баяга                                                    | в дуэте с Николой Саричем Баяга                                                    | в дуэте с Николой Саричем Баяга                                                    | в дуэте с Николой Саричем Баяга                                                    | в дуэте с Николой Саричем Баяга                                                    | в дуэте с Николой Саричем Баяга                                                    | в дуэте с Николой Саричем Баяга                                                    | в дуэте с Николой Саричем Баяга                                                    | в дуэте с Николой Саричем Баяга                                                    | в дуэте с Николой Саричем Баяга                                                    | в дуэте с Николой Саричем Баяга                                                    | в дуэте с Николой Саричем Баяга                                                    | в дуэте с Николой Саричем Баяга                                                    | в дуэте с Николой Саричем Баяга                                                    | в дуэте с Николой Саричем Баяга                                                    | в дуэте с Николой Саричем Баяга                                                    | в дуэте с Николой Саричем Баяга                                                    | в дуэте с Николой Саричем Баяга                                                    | в дуэте с Николой Саричем Баяга                                                    | в дуэте с Николой Саричем Баяга                                                    | в дуэте с Николой Саричем Баяга                                                    | в дуэте с Николой Саричем Баяга                                                    | в дуэте с Николой Саричем Баяга                                                    | в дуэте с Николой Саричем Баяга                                                    | в дуэте с Николой Саричем Баяга                                                    | в дуэте с Николой Саричем Баяга                                                    | в дуэте с Николой Саричем Баяга                                                    | в дуэте с Николой Саричем Баяга                                                    | в дуэте с Николой Саричем Баяга                                                    | в дуэте с Николой Саричем Баяга                                                    | в дуэте с Николой Саричем Баяга                                                    | в дуэте с Николой Саричем Баяга                                                    | в дуэте с Николой Саричем Баяга                                                    | в дуэте с Николой Саричем Баяга                                                    | в дуэте с Николой Саричем Баяга                                                    | в дуэте с Николой Саричем Баяга                                                    | в дуэте с Николой Саричем Баяга                                                    | в дуэте с Николой Саричем Баяга                                                    | в дуэте с Николой Саричем Баяга                                                    | Баяга / Ван Гог                           | Баяга / Ван Гог                           | Баяга / Ван Гог                           | Баяга / Ван Гог                           | Баяга / Ван Гог                           | Баяга / Ван Гог                           | Баяга / Ван Гог                           | Баяга / Ван Гог                           | Баяга / Ван Гог                           | Баяга / Ван Гог                           | Баяга / Ван Гог                           | Баяга / Ван Гог                           | Баяга / Ван Гог                           | Баяга / Ван Гог                           | Баяга / Ван Гог                           | Баяга / Ван Гог                           | Баяга / Ван Гог                           | Баяга / Ван Гог                           | Баяга / Ван Гог                           | Баяга / Ван Гог                           | Баяга / Ван Гог                           | Баяга / Ван Гог                           | Баяга / Ван Гог                           | Баяга / Ван Гог                           | Баяга / Ван Гог                           | Баяга / Ван Гог                           | Баяга / Ван Гог                           | Баяга / Ван Гог                           | Баяга / Ван Гог                           | Баяга / Ван Гог                           | Баяга / Ван Гог                           | Баяга / Ван Гог                           | Баяга / Ван Гог                           | Баяга / Ван Гог                           | Баяга / Ван Гог                           | Баяга / Ван Гог                           | Баяга / Ван Гог                           | Баяга / Ван Гог                           | Баяга / Ван Гог                           | Баяга / Ван Гог                           | Баяга / Ван Гог                           | Баяга / Ван Гог                           | Баяга / Ван Гог                           | Баяга / Ван Гог                           | Баяга / Ван Гог                           | Баяга / Ван Гог                           | Баяга / Ван Гог                           | Баяга / Ван Гог                           | Баяга / Ван Гог                           | Баяга / Ван Гог                           | Баяга / Ван Гог                           | Баяга / Ван Гог                           | Баяга / Ван Гог                           | Баяга / Ван Гог                           | Баяга / Ван Гог                           | Баяга / Ван Гог                           | Баяга / Ван Гог                           | Баяга / Ван Гог                           | Баяга / Ван Гог                           | Баяга / Ван Гог                           | Баяга / Ван Гог                           | Баяга / Ван Гог                           | Баяга / Ван Гог                           | Баяга / Ван Гог                           | Баяга / Ван Гог                           | Баяга / Ван Гог                           | Баяга / Ван Гог                           | Баяга / Ван Гог                           | Баяга / Ван Гог                           | Баяга / Ван Гог                           | Баяга / Ван Гог                           | Баяга / Ван Гог                           | Баяга / Ван Гог                           | Баяга / Ван Гог                           | Баяга / Ван Гог                           | Баяга / Ван Гог                           | Баяга / Ван Гог                           | Баяга / Ван Гог                           | Баяга / Ван Гог                           | Баяга / Ван Гог                           | Баяга / Ван Гог                           | Баяга / Ван Гог                           | Баяга / Ван Гог                           | Баяга / Ван Гог                           | Баяга / Ван Гог                           | Баяга / Ван Гог                           | Баяга / Ван Гог                           | Баяга / Ван Гог                           | Баяга / Ван Гог                           | Баяга / Ван Гог                           | Баяга / Ван Гог                           | Баяга / Ван Гог                           | Баяга / Ван Гог                           | Баяга / Ван Гог                           | Баяга / Ван Гог                           | Баяга / Ван Гог                           | Баяга / Ван Гог                           | Баяга / Ван Гог                           | Баяга / Ван Гог                           | Баяга / Ван Гог                           | Н (спасся академии)           | Н (спасся академии)           | Н (спасся академии)           | Н (спасся академии)           | Н (спасся академии)           | Н (спасся академии)           | Н (спасся академии)           | Н (спасся академии)           | Н (спасся академии)           | Н (спасся академии)           | Н (спасся академии)           | Н (спасся академии)           | Н (спасся академии)           | Н (спасся академии)           | Н (спасся академии)           | Н (спасся академии)           | Н (спасся академии)           | Н (спасся академии)           | Н (спасся академии)           | Н (спасся академии)           | Н (спасся академии)           | Н (спасся академии)           | Н (спасся академии)           | Н (спасся академии)           | Н (спасся академии)           | Н (спасся академии)           | Н (спасся академии)           | Н (спасся академии)           | Н (спасся академии)           | Н (спасся академии)           | Н (спасся академии)           | Н (спасся академии)           | Н (спасся академии)           | Н (спасся академии)           | Н (спасся академии)           | Н (спасся академии)           | Н (спасся академии)           | Н (спасся академии)           | Н (спасся академии)           | Н (спасся академии)           | Н (спасся академии)           | Н (спасся академии)           | Н (спасся академии)           | Н (спасся академии)           | Н (спасся академии)           | Н (спасся академии)           | Н (спасся академии)           | Н (спасся академии)           | Н (спасся академии)           | Н (спасся академии)           | Н (спасся академии)           | Н (спасся академии)           | Н (спасся академии)           | Н (спасся академии)           | Н (спасся академии)           | Н (спасся академии)           | Н (спасся академии)           | Н (спасся академии)           | Н (спасся академии)           | Н (спасся академии)           | Н (спасся академии)           | Н (спасся академии)           | Н (спасся академии)           | Н (спасся академии)           | Н (спасся академии)           | Н (спасся академии)           | Н (спасся академии)           | Н (спасся академии)           | Н (спасся академии)           | Н (спасся академии)           | Н (спасся академии)           | Н (спасся академии)           | Н (спасся академии)           | Н (спасся академии)           | Н (спасся академии)           | Н (спасся академии)           | Н (спасся академии)           | Н (спасся академии)           | Н (спасся академии)           | Н (спасся академии)           | Н (спасся академии)           | Н (спасся академии)           | Н (спасся академии)           | Н (спасся академии)           | Н (спасся академии)           | Н (спасся академии)           | Н (спасся академии)           | Н (спасся академии)           | Н (спасся академии)           | Н (спасся академии)           | Н (спасся академии)           | Н (спасся академии)           | Н (спасся академии)           | Н (спасся академии)           | Н (спасся академии)           | Н (спасся академии)           | Н (спасся академии)           | Н (спасся академии)           | Н (спасся академии)           | Н (спасся академии)           |
| 3         | 3         | 3         | 3         | 3         | 3         | 3         | 3         | 3         | 3         | 3         | 3         | 3         | 3         | 3         | 3         | 3         | 3         | 3         | 3         | 3         | 3         | 3         | 3         | 3         | 3         | 3         | 3         | 3         | 3         | 3         | 3         | 3         | 3         | 3         | 3         | 3         | 3         | 3         | 3         | 3         | 3         | 3         | 3         | 3         | 3         | 3         | 3         | 3         | 3         | 3         | 3         | 3         | 3         | 3         | 3         | 3         | 3         | 3         | 3         | 3         | 3         | 3         | 3         | 3         | 3         | 3         | 3         | 3         | 3         | 3         | 3         | 3         | 3         | 3         | 3         | 3         | 3         | 3         | 3         | 3         | 3         | 3         | 3         | 3         | 3         | 3         | 3         | 3         | 3         | «Супермен»                                                                    | «Супермен»                                                                    | «Супермен»                                                                    | «Супермен»                                                                    | «Супермен»                                                                    | «Супермен»                                                                    | «Супермен»                                                                    | «Супермен»                                                                    | «Супермен»                                                                    | «Супермен»                                                                    | «Супермен»                                                                    | «Супермен»                                                                    | «Супермен»                                                                    | «Супермен»                                                                    | «Супермен»                                                                    | «Супермен»                                                                    | «Супермен»                                                                    | «Супермен»                                                                    | «Супермен»                                                                    | «Супермен»                                                                    | «Супермен»                                                                    | «Супермен»                                                                    | «Супермен»                                                                    | «Супермен»                                                                    | «Супермен»                                                                    | «Супермен»                                                                    | «Супермен»                                                                    | «Супермен»                                                                    | «Супермен»                                                                    | «Супермен»                                                                    | «Супермен»                                                                    | «Супермен»                                                                    | «Супермен»                                                                    | «Супермен»                                                                    | «Супермен»                                                                    | «Супермен»                                                                    | «Супермен»                                                                    | «Супермен»                                                                    | «Супермен»                                                                    | «Супермен»                                                                    | «Супермен»                                                                    | «Супермен»                                                                    | «Супермен»                                                                    | «Супермен»                                                                    | «Супермен»                                                                    | «Супермен»                                                                    | «Супермен»                                                                    | «Супермен»                                                                    | «Супермен»                                                                    | «Супермен»                                                                    | «Супермен»                                                                    | «Супермен»                                                                    | «Супермен»                                                                    | «Супермен»                                                                    | «Супермен»                                                                    | «Супермен»                                                                    | «Супермен»                                                                    | «Супермен»                                                                    | «Супермен»                                                                    | «Супермен»                                                                    | «Супермен»                                                                    | «Супермен»                                                                    | «Супермен»                                                                    | «Супермен»                                                                    | «Супермен»                                                                    | «Супермен»                                                                    | «Супермен»                                                                    | «Супермен»                                                                    | «Супермен»                                                                    | «Супермен»                                                                    | «Супермен»                                                                    | «Супермен»                                                                    | «Супермен»                                                                    | «Супермен»                                                                    | «Супермен»                                                                    | «Супермен»                                                                    | «Супермен»                                                                    | «Супермен»                                                                    | «Супермен»                                                                    | «Супермен»                                                                    | «Супермен»                                                                    | «Супермен»                                                                    | «Супермен»                                                                    | «Супермен»                                                                    | «Супермен»                                                                    | «Супермен»                                                                    | «Супермен»                                                                    | «Супермен»                                                                    | «Супермен»                                                                    | «Супермен»                                                                    | «Супермен»                                                                    | «Супермен»                                                                    | «Супермен»                                                                    | «Супермен»                                                                    | «Супермен»                                                                    | «Супермен»                                                                    | «Супермен»                                                                    | «Супермен»                                                                    | «Супермен»                                                                    | «Супермен»                                                                    | в дуэте с Игорь Цукров                                                             | в дуэте с Игорь Цукров                                                             | в дуэте с Игорь Цукров                                                             | в дуэте с Игорь Цукров                                                             | в дуэте с Игорь Цукров                                                             | в дуэте с Игорь Цукров                                                             | в дуэте с Игорь Цукров                                                             | в дуэте с Игорь Цукров                                                             | в дуэте с Игорь Цукров                                                             | в дуэте с Игорь Цукров                                                             | в дуэте с Игорь Цукров                                                             | в дуэте с Игорь Цукров                                                             | в дуэте с Игорь Цукров                                                             | в дуэте с Игорь Цукров                                                             | в дуэте с Игорь Цукров                                                             | в дуэте с Игорь Цукров                                                             | в дуэте с Игорь Цукров                                                             | в дуэте с Игорь Цукров                                                             | в дуэте с Игорь Цукров                                                             | в дуэте с Игорь Цукров                                                             | в дуэте с Игорь Цукров                                                             | в дуэте с Игорь Цукров                                                             | в дуэте с Игорь Цукров                                                             | в дуэте с Игорь Цукров                                                             | в дуэте с Игорь Цукров                                                             | в дуэте с Игорь Цукров                                                             | в дуэте с Игорь Цукров                                                             | в дуэте с Игорь Цукров                                                             | в дуэте с Игорь Цукров                                                             | в дуэте с Игорь Цукров                                                             | в дуэте с Игорь Цукров                                                             | в дуэте с Игорь Цукров                                                             | в дуэте с Игорь Цукров                                                             | в дуэте с Игорь Цукров                                                             | в дуэте с Игорь Цукров                                                             | в дуэте с Игорь Цукров                                                             | в дуэте с Игорь Цукров                                                             | в дуэте с Игорь Цукров                                                             | в дуэте с Игорь Цукров                                                             | в дуэте с Игорь Цукров                                                             | в дуэте с Игорь Цукров                                                             | в дуэте с Игорь Цукров                                                             | в дуэте с Игорь Цукров                                                             | в дуэте с Игорь Цукров                                                             | в дуэте с Игорь Цукров                                                             | в дуэте с Игорь Цукров                                                             | в дуэте с Игорь Цукров                                                             | в дуэте с Игорь Цукров                                                             | в дуэте с Игорь Цукров                                                             | в дуэте с Игорь Цукров                                                             | в дуэте с Игорь Цукров                                                             | в дуэте с Игорь Цукров                                                             | в дуэте с Игорь Цукров                                                             | в дуэте с Игорь Цукров                                                             | в дуэте с Игорь Цукров                                                             | в дуэте с Игорь Цукров                                                             | в дуэте с Игорь Цукров                                                             | в дуэте с Игорь Цукров                                                             | в дуэте с Игорь Цукров                                                             | в дуэте с Игорь Цукров                                                             | в дуэте с Игорь Цукров                                                             | в дуэте с Игорь Цукров                                                             | в дуэте с Игорь Цукров                                                             | в дуэте с Игорь Цукров                                                             | в дуэте с Игорь Цукров                                                             | в дуэте с Игорь Цукров                                                             | в дуэте с Игорь Цукров                                                             | в дуэте с Игорь Цукров                                                             | в дуэте с Игорь Цукров                                                             | в дуэте с Игорь Цукров                                                             | в дуэте с Игорь Цукров                                                             | в дуэте с Игорь Цукров                                                             | в дуэте с Игорь Цукров                                                             | в дуэте с Игорь Цукров                                                             | в дуэте с Игорь Цукров                                                             | в дуэте с Игорь Цукров                                                             | в дуэте с Игорь Цукров                                                             | в дуэте с Игорь Цукров                                                             | в дуэте с Игорь Цукров                                                             | в дуэте с Игорь Цукров                                                             | в дуэте с Игорь Цукров                                                             | в дуэте с Игорь Цукров                                                             | в дуэте с Игорь Цукров                                                             | в дуэте с Игорь Цукров                                                             | в дуэте с Игорь Цукров                                                             | в дуэте с Игорь Цукров                                                             | в дуэте с Игорь Цукров                                                             | в дуэте с Игорь Цукров                                                             | в дуэте с Игорь Цукров                                                             | в дуэте с Игорь Цукров                                                             | в дуэте с Игорь Цукров                                                             | в дуэте с Игорь Цукров                                                             | в дуэте с Игорь Цукров                                                             | в дуэте с Игорь Цукров                                                             | в дуэте с Игорь Цукров                                                             | в дуэте с Игорь Цукров                                                             | в дуэте с Игорь Цукров                                                             | в дуэте с Игорь Цукров                                                             | в дуэте с Игорь Цукров                                                             | в дуэте с Игорь Цукров                                                             | в дуэте с Игорь Цукров                                                             | в дуэте с Игорь Цукров                                                             | в дуэте с Игорь Цукров                                                             | в дуэте с Игорь Цукров                                                             | в дуэте с Игорь Цукров                                                             | в дуэте с Игорь Цукров                                                             | в дуэте с Игорь Цукров                                                             | в дуэте с Игорь Цукров                                                             | в дуэте с Игорь Цукров                                                             | в дуэте с Игорь Цукров                                                             | в дуэте с Игорь Цукров                                                             | в дуэте с Игорь Цукров                                                             | в дуэте с Игорь Цукров                                                             | в дуэте с Игорь Цукров                                                             | в дуэте с Игорь Цукров                                                             | в дуэте с Игорь Цукров                                                             | в дуэте с Игорь Цукров                                                             | в дуэте с Игорь Цукров                                                             | в дуэте с Игорь Цукров                                                             | в дуэте с Игорь Цукров                                                             | в дуэте с Игорь Цукров                                                             | в дуэте с Игорь Цукров                                                             | в дуэте с Игорь Цукров                                                             | в дуэте с Игорь Цукров                                                             | в дуэте с Игорь Цукров                                                             | в дуэте с Игорь Цукров                                                             | в дуэте с Игорь Цукров                                                             | в дуэте с Игорь Цукров                                                             | в дуэте с Игорь Цукров                                                             | в дуэте с Игорь Цукров                                                             | Ж. Јоксимовић/ Д.Мерлин                   | Ж. Јоксимовић/ Д.Мерлин                   | Ж. Јоксимовић/ Д.Мерлин                   | Ж. Јоксимовић/ Д.Мерлин                   | Ж. Јоксимовић/ Д.Мерлин                   | Ж. Јоксимовић/ Д.Мерлин                   | Ж. Јоксимовић/ Д.Мерлин                   | Ж. Јоксимовић/ Д.Мерлин                   | Ж. Јоксимовић/ Д.Мерлин                   | Ж. Јоксимовић/ Д.Мерлин                   | Ж. Јоксимовић/ Д.Мерлин                   | Ж. Јоксимовић/ Д.Мерлин                   | Ж. Јоксимовић/ Д.Мерлин                   | Ж. Јоксимовић/ Д.Мерлин                   | Ж. Јоксимовић/ Д.Мерлин                   | Ж. Јоксимовић/ Д.Мерлин                   | Ж. Јоксимовић/ Д.Мерлин                   | Ж. Јоксимовић/ Д.Мерлин                   | Ж. Јоксимовић/ Д.Мерлин                   | Ж. Јоксимовић/ Д.Мерлин                   | Ж. Јоксимовић/ Д.Мерлин                   | Ж. Јоксимовић/ Д.Мерлин                   | Ж. Јоксимовић/ Д.Мерлин                   | Ж. Јоксимовић/ Д.Мерлин                   | Ж. Јоксимовић/ Д.Мерлин                   | Ж. Јоксимовић/ Д.Мерлин                   | Ж. Јоксимовић/ Д.Мерлин                   | Ж. Јоксимовић/ Д.Мерлин                   | Ж. Јоксимовић/ Д.Мерлин                   | Ж. Јоксимовић/ Д.Мерлин                   | Ж. Јоксимовић/ Д.Мерлин                   | Ж. Јоксимовић/ Д.Мерлин                   | Ж. Јоксимовић/ Д.Мерлин                   | Ж. Јоксимовић/ Д.Мерлин                   | Ж. Јоксимовић/ Д.Мерлин                   | Ж. Јоксимовић/ Д.Мерлин                   | Ж. Јоксимовић/ Д.Мерлин                   | Ж. Јоксимовић/ Д.Мерлин                   | Ж. Јоксимовић/ Д.Мерлин                   | Ж. Јоксимовић/ Д.Мерлин                   | Ж. Јоксимовић/ Д.Мерлин                   | Ж. Јоксимовић/ Д.Мерлин                   | Ж. Јоксимовић/ Д.Мерлин                   | Ж. Јоксимовић/ Д.Мерлин                   | Ж. Јоксимовић/ Д.Мерлин                   | Ж. Јоксимовић/ Д.Мерлин                   | Ж. Јоксимовић/ Д.Мерлин                   | Ж. Јоксимовић/ Д.Мерлин                   | Ж. Јоксимовић/ Д.Мерлин                   | Ж. Јоксимовић/ Д.Мерлин                   | Ж. Јоксимовић/ Д.Мерлин                   | Ж. Јоксимовић/ Д.Мерлин                   | Ж. Јоксимовић/ Д.Мерлин                   | Ж. Јоксимовић/ Д.Мерлин                   | Ж. Јоксимовић/ Д.Мерлин                   | Ж. Јоксимовић/ Д.Мерлин                   | Ж. Јоксимовић/ Д.Мерлин                   | Ж. Јоксимовић/ Д.Мерлин                   | Ж. Јоксимовић/ Д.Мерлин                   | Ж. Јоксимовић/ Д.Мерлин                   | Ж. Јоксимовић/ Д.Мерлин                   | Ж. Јоксимовић/ Д.Мерлин                   | Ж. Јоксимовић/ Д.Мерлин                   | Ж. Јоксимовић/ Д.Мерлин                   | Ж. Јоксимовић/ Д.Мерлин                   | Ж. Јоксимовић/ Д.Мерлин                   | Ж. Јоксимовић/ Д.Мерлин                   | Ж. Јоксимовић/ Д.Мерлин                   | Ж. Јоксимовић/ Д.Мерлин                   | Ж. Јоксимовић/ Д.Мерлин                   | Ж. Јоксимовић/ Д.Мерлин                   | Ж. Јоксимовић/ Д.Мерлин                   | Ж. Јоксимовић/ Д.Мерлин                   | Ж. Јоксимовић/ Д.Мерлин                   | Ж. Јоксимовић/ Д.Мерлин                   | Ж. Јоксимовић/ Д.Мерлин                   | Ж. Јоксимовић/ Д.Мерлин                   | Ж. Јоксимовић/ Д.Мерлин                   | Ж. Јоксимовић/ Д.Мерлин                   | Ж. Јоксимовић/ Д.Мерлин                   | Ж. Јоксимовић/ Д.Мерлин                   | Ж. Јоксимовић/ Д.Мерлин                   | Ж. Јоксимовић/ Д.Мерлин                   | Ж. Јоксимовић/ Д.Мерлин                   | Ж. Јоксимовић/ Д.Мерлин                   | Ж. Јоксимовић/ Д.Мерлин                   | Ж. Јоксимовић/ Д.Мерлин                   | Ж. Јоксимовић/ Д.Мерлин                   | Ж. Јоксимовић/ Д.Мерлин                   | Ж. Јоксимовић/ Д.Мерлин                   | Ж. Јоксимовић/ Д.Мерлин                   | Ж. Јоксимовић/ Д.Мерлин                   | Ж. Јоксимовић/ Д.Мерлин                   | Ж. Јоксимовић/ Д.Мерлин                   | Ж. Јоксимовић/ Д.Мерлин                   | Ж. Јоксимовић/ Д.Мерлин                   | Ж. Јоксимовић/ Д.Мерлин                   | Ж. Јоксимовић/ Д.Мерлин                   | Ж. Јоксимовић/ Д.Мерлин                   | Ж. Јоксимовић/ Д.Мерлин                   | в безопасности                | в безопасности                | в безопасности                | в безопасности                | в безопасности                | в безопасности                | в безопасности                | в безопасности                | в безопасности                | в безопасности                | в безопасности                | в безопасности                | в безопасности                | в безопасности                | в безопасности                | в безопасности                | в безопасности                | в безопасности                | в безопасности                | в безопасности                | в безопасности                | в безопасности                | в безопасности                | в безопасности                | в безопасности                | в безопасности                | в безопасности                | в безопасности                | в безопасности                | в безопасности                | в безопасности                | в безопасности                | в безопасности                | в безопасности                | в безопасности                | в безопасности                | в безопасности                | в безопасности                | в безопасности                | в безопасности                | в безопасности                | в безопасности                | в безопасности                | в безопасности                | в безопасности                | в безопасности                | в безопасности                | в безопасности                | в безопасности                | в безопасности                | в безопасности                | в безопасности                | в безопасности                | в безопасности                | в безопасности                | в безопасности                | в безопасности                | в безопасности                | в безопасности                | в безопасности                | в безопасности                | в безопасности                | в безопасности                | в безопасности                | в безопасности                | в безопасности                | в безопасности                | в безопасности                | в безопасности                | в безопасности                | в безопасности                | в безопасности                | в безопасности                | в безопасности                | в безопасности                | в безопасности                | в безопасности                | в безопасности                | в безопасности                | в безопасности                | в безопасности                | в безопасности                | в безопасности                | в безопасности                | в безопасности                | в безопасности                | в безопасности                | в безопасности                | в безопасности                | в безопасности                | в безопасности                | в безопасности                | в безопасности                | в безопасности                | в безопасности                | в безопасности                | в безопасности                | в безопасности                | в безопасности                | в безопасности                |
| 4         | 4         | 4         | 4         | 4         | 4         | 4         | 4         | 4         | 4         | 4         | 4         | 4         | 4         | 4         | 4         | 4         | 4         | 4         | 4         | 4         | 4         | 4         | 4         | 4         | 4         | 4         | 4         | 4         | 4         | 4         | 4         | 4         | 4         | 4         | 4         | 4         | 4         | 4         | 4         | 4         | 4         | 4         | 4         | 4         | 4         | 4         | 4         | 4         | 4         | 4         | 4         | 4         | 4         | 4         | 4         | 4         | 4         | 4         | 4         | 4         | 4         | 4         | 4         | 4         | 4         | 4         | 4         | 4         | 4         | 4         | 4         | 4         | 4         | 4         | 4         | 4         | 4         | 4         | 4         | 4         | 4         | 4         | 4         | 4         | 4         | 4         | 4         | 4         | 4         | «Apologize»                                                                   | «Apologize»                                                                   | «Apologize»                                                                   | «Apologize»                                                                   | «Apologize»                                                                   | «Apologize»                                                                   | «Apologize»                                                                   | «Apologize»                                                                   | «Apologize»                                                                   | «Apologize»                                                                   | «Apologize»                                                                   | «Apologize»                                                                   | «Apologize»                                                                   | «Apologize»                                                                   | «Apologize»                                                                   | «Apologize»                                                                   | «Apologize»                                                                   | «Apologize»                                                                   | «Apologize»                                                                   | «Apologize»                                                                   | «Apologize»                                                                   | «Apologize»                                                                   | «Apologize»                                                                   | «Apologize»                                                                   | «Apologize»                                                                   | «Apologize»                                                                   | «Apologize»                                                                   | «Apologize»                                                                   | «Apologize»                                                                   | «Apologize»                                                                   | «Apologize»                                                                   | «Apologize»                                                                   | «Apologize»                                                                   | «Apologize»                                                                   | «Apologize»                                                                   | «Apologize»                                                                   | «Apologize»                                                                   | «Apologize»                                                                   | «Apologize»                                                                   | «Apologize»                                                                   | «Apologize»                                                                   | «Apologize»                                                                   | «Apologize»                                                                   | «Apologize»                                                                   | «Apologize»                                                                   | «Apologize»                                                                   | «Apologize»                                                                   | «Apologize»                                                                   | «Apologize»                                                                   | «Apologize»                                                                   | «Apologize»                                                                   | «Apologize»                                                                   | «Apologize»                                                                   | «Apologize»                                                                   | «Apologize»                                                                   | «Apologize»                                                                   | «Apologize»                                                                   | «Apologize»                                                                   | «Apologize»                                                                   | «Apologize»                                                                   | «Apologize»                                                                   | «Apologize»                                                                   | «Apologize»                                                                   | «Apologize»                                                                   | «Apologize»                                                                   | «Apologize»                                                                   | «Apologize»                                                                   | «Apologize»                                                                   | «Apologize»                                                                   | «Apologize»                                                                   | «Apologize»                                                                   | «Apologize»                                                                   | «Apologize»                                                                   | «Apologize»                                                                   | «Apologize»                                                                   | «Apologize»                                                                   | «Apologize»                                                                   | «Apologize»                                                                   | «Apologize»                                                                   | «Apologize»                                                                   | «Apologize»                                                                   | «Apologize»                                                                   | «Apologize»                                                                   | «Apologize»                                                                   | «Apologize»                                                                   | «Apologize»                                                                   | «Apologize»                                                                   | «Apologize»                                                                   | «Apologize»                                                                   | «Apologize»                                                                   | «Apologize»                                                                   | «Apologize»                                                                   | «Apologize»                                                                   | «Apologize»                                                                   | «Apologize»                                                                   | «Apologize»                                                                   | «Apologize»                                                                   | «Apologize»                                                                   | «Apologize»                                                                   | «Apologize»                                                                   | в дуэте с Соней Бакич                                                              | в дуэте с Соней Бакич                                                              | в дуэте с Соней Бакич                                                              | в дуэте с Соней Бакич                                                              | в дуэте с Соней Бакич                                                              | в дуэте с Соней Бакич                                                              | в дуэте с Соней Бакич                                                              | в дуэте с Соней Бакич                                                              | в дуэте с Соней Бакич                                                              | в дуэте с Соней Бакич                                                              | в дуэте с Соней Бакич                                                              | в дуэте с Соней Бакич                                                              | в дуэте с Соней Бакич                                                              | в дуэте с Соней Бакич                                                              | в дуэте с Соней Бакич                                                              | в дуэте с Соней Бакич                                                              | в дуэте с Соней Бакич                                                              | в дуэте с Соней Бакич                                                              | в дуэте с Соней Бакич                                                              | в дуэте с Соней Бакич                                                              | в дуэте с Соней Бакич                                                              | в дуэте с Соней Бакич                                                              | в дуэте с Соней Бакич                                                              | в дуэте с Соней Бакич                                                              | в дуэте с Соней Бакич                                                              | в дуэте с Соней Бакич                                                              | в дуэте с Соней Бакич                                                              | в дуэте с Соней Бакич                                                              | в дуэте с Соней Бакич                                                              | в дуэте с Соней Бакич                                                              | в дуэте с Соней Бакич                                                              | в дуэте с Соней Бакич                                                              | в дуэте с Соней Бакич                                                              | в дуэте с Соней Бакич                                                              | в дуэте с Соней Бакич                                                              | в дуэте с Соней Бакич                                                              | в дуэте с Соней Бакич                                                              | в дуэте с Соней Бакич                                                              | в дуэте с Соней Бакич                                                              | в дуэте с Соней Бакич                                                              | в дуэте с Соней Бакич                                                              | в дуэте с Соней Бакич                                                              | в дуэте с Соней Бакич                                                              | в дуэте с Соней Бакич                                                              | в дуэте с Соней Бакич                                                              | в дуэте с Соней Бакич                                                              | в дуэте с Соней Бакич                                                              | в дуэте с Соней Бакич                                                              | в дуэте с Соней Бакич                                                              | в дуэте с Соней Бакич                                                              | в дуэте с Соней Бакич                                                              | в дуэте с Соней Бакич                                                              | в дуэте с Соней Бакич                                                              | в дуэте с Соней Бакич                                                              | в дуэте с Соней Бакич                                                              | в дуэте с Соней Бакич                                                              | в дуэте с Соней Бакич                                                              | в дуэте с Соней Бакич                                                              | в дуэте с Соней Бакич                                                              | в дуэте с Соней Бакич                                                              | в дуэте с Соней Бакич                                                              | в дуэте с Соней Бакич                                                              | в дуэте с Соней Бакич                                                              | в дуэте с Соней Бакич                                                              | в дуэте с Соней Бакич                                                              | в дуэте с Соней Бакич                                                              | в дуэте с Соней Бакич                                                              | в дуэте с Соней Бакич                                                              | в дуэте с Соней Бакич                                                              | в дуэте с Соней Бакич                                                              | в дуэте с Соней Бакич                                                              | в дуэте с Соней Бакич                                                              | в дуэте с Соней Бакич                                                              | в дуэте с Соней Бакич                                                              | в дуэте с Соней Бакич                                                              | в дуэте с Соней Бакич                                                              | в дуэте с Соней Бакич                                                              | в дуэте с Соней Бакич                                                              | в дуэте с Соней Бакич                                                              | в дуэте с Соней Бакич                                                              | в дуэте с Соней Бакич                                                              | в дуэте с Соней Бакич                                                              | в дуэте с Соней Бакич                                                              | в дуэте с Соней Бакич                                                              | в дуэте с Соней Бакич                                                              | в дуэте с Соней Бакич                                                              | в дуэте с Соней Бакич                                                              | в дуэте с Соней Бакич                                                              | в дуэте с Соней Бакич                                                              | в дуэте с Соней Бакич                                                              | в дуэте с Соней Бакич                                                              | в дуэте с Соней Бакич                                                              | в дуэте с Соней Бакич                                                              | в дуэте с Соней Бакич                                                              | в дуэте с Соней Бакич                                                              | в дуэте с Соней Бакич                                                              | в дуэте с Соней Бакич                                                              | в дуэте с Соней Бакич                                                              | в дуэте с Соней Бакич                                                              | в дуэте с Соней Бакич                                                              | в дуэте с Соней Бакич                                                              | в дуэте с Соней Бакич                                                              | в дуэте с Соней Бакич                                                              | в дуэте с Соней Бакич                                                              | в дуэте с Соней Бакич                                                              | в дуэте с Соней Бакич                                                              | в дуэте с Соней Бакич                                                              | в дуэте с Соней Бакич                                                              | в дуэте с Соней Бакич                                                              | в дуэте с Соней Бакич                                                              | в дуэте с Соней Бакич                                                              | в дуэте с Соней Бакич                                                              | в дуэте с Соней Бакич                                                              | в дуэте с Соней Бакич                                                              | в дуэте с Соней Бакич                                                              | в дуэте с Соней Бакич                                                              | в дуэте с Соней Бакич                                                              | в дуэте с Соней Бакич                                                              | в дуэте с Соней Бакич                                                              | в дуэте с Соней Бакич                                                              | в дуэте с Соней Бакич                                                              | в дуэте с Соней Бакич                                                              | в дуэте с Соней Бакич                                                              | в дуэте с Соней Бакич                                                              | в дуэте с Соней Бакич                                                              | в дуэте с Соней Бакич                                                              | в дуэте с Соней Бакич                                                              | в дуэте с Соней Бакич                                                              | в дуэте с Соней Бакич                                                              | в дуэте с Соней Бакич                                                              | OneRepublic                               | OneRepublic                               | OneRepublic                               | OneRepublic                               | OneRepublic                               | OneRepublic                               | OneRepublic                               | OneRepublic                               | OneRepublic                               | OneRepublic                               | OneRepublic                               | OneRepublic                               | OneRepublic                               | OneRepublic                               | OneRepublic                               | OneRepublic                               | OneRepublic                               | OneRepublic                               | OneRepublic                               | OneRepublic                               | OneRepublic                               | OneRepublic                               | OneRepublic                               | OneRepublic                               | OneRepublic                               | OneRepublic                               | OneRepublic                               | OneRepublic                               | OneRepublic                               | OneRepublic                               | OneRepublic                               | OneRepublic                               | OneRepublic                               | OneRepublic                               | OneRepublic                               | OneRepublic                               | OneRepublic                               | OneRepublic                               | OneRepublic                               | OneRepublic                               | OneRepublic                               | OneRepublic                               | OneRepublic                               | OneRepublic                               | OneRepublic                               | OneRepublic                               | OneRepublic                               | OneRepublic                               | OneRepublic                               | OneRepublic                               | OneRepublic                               | OneRepublic                               | OneRepublic                               | OneRepublic                               | OneRepublic                               | OneRepublic                               | OneRepublic                               | OneRepublic                               | OneRepublic                               | OneRepublic                               | OneRepublic                               | OneRepublic                               | OneRepublic                               | OneRepublic                               | OneRepublic                               | OneRepublic                               | OneRepublic                               | OneRepublic                               | OneRepublic                               | OneRepublic                               | OneRepublic                               | OneRepublic                               | OneRepublic                               | OneRepublic                               | OneRepublic                               | OneRepublic                               | OneRepublic                               | OneRepublic                               | OneRepublic                               | OneRepublic                               | OneRepublic                               | OneRepublic                               | OneRepublic                               | OneRepublic                               | OneRepublic                               | OneRepublic                               | OneRepublic                               | OneRepublic                               | OneRepublic                               | OneRepublic                               | OneRepublic                               | OneRepublic                               | OneRepublic                               | OneRepublic                               | OneRepublic                               | OneRepublic                               | OneRepublic                               | OneRepublic                               | OneRepublic                               | OneRepublic                               | в безопасности                | в безопасности                | в безопасности                | в безопасности                | в безопасности                | в безопасности                | в безопасности                | в безопасности                | в безопасности                | в безопасности                | в безопасности                | в безопасности                | в безопасности                | в безопасности                | в безопасности                | в безопасности                | в безопасности                | в безопасности                | в безопасности                | в безопасности                | в безопасности                | в безопасности                | в безопасности                | в безопасности                | в безопасности                | в безопасности                | в безопасности                | в безопасности                | в безопасности                | в безопасности                | в безопасности                | в безопасности                | в безопасности                | в безопасности                | в безопасности                | в безопасности                | в безопасности                | в безопасности                | в безопасности                | в безопасности                | в безопасности                | в безопасности                | в безопасности                | в безопасности                | в безопасности                | в безопасности                | в безопасности                | в безопасности                | в безопасности                | в безопасности                | в безопасности                | в безопасности                | в безопасности                | в безопасности                | в безопасности                | в безопасности                | в безопасности                | в безопасности                | в безопасности                | в безопасности                | в безопасности                | в безопасности                | в безопасности                | в безопасности                | в безопасности                | в безопасности                | в безопасности                | в безопасности                | в безопасности                | в безопасности                | в безопасности                | в безопасности                | в безопасности                | в безопасности                | в безопасности                | в безопасности                | в безопасности                | в безопасности                | в безопасности                | в безопасности                | в безопасности                | в безопасности                | в безопасности                | в безопасности                | в безопасности                | в безопасности                | в безопасности                | в безопасности                | в безопасности                | в безопасности                | в безопасности                | в безопасности                | в безопасности                | в безопасности                | в безопасности                | в безопасности                | в безопасности                | в безопасности                | в безопасности                | в безопасности                |
| 5         | 5         | 5         | 5         | 5         | 5         | 5         | 5         | 5         | 5         | 5         | 5         | 5         | 5         | 5         | 5         | 5         | 5         | 5         | 5         | 5         | 5         | 5         | 5         | 5         | 5         | 5         | 5         | 5         | 5         | 5         | 5         | 5         | 5         | 5         | 5         | 5         | 5         | 5         | 5         | 5         | 5         | 5         | 5         | 5         | 5         | 5         | 5         | 5         | 5         | 5         | 5         | 5         | 5         | 5         | 5         | 5         | 5         | 5         | 5         | 5         | 5         | 5         | 5         | 5         | 5         | 5         | 5         | 5         | 5         | 5         | 5         | 5         | 5         | 5         | 5         | 5         | 5         | 5         | 5         | 5         | 5         | 5         | 5         | 5         | 5         | 5         | 5         | 5         | 5         | «Kids»                                                                        | «Kids»                                                                        | «Kids»                                                                        | «Kids»                                                                        | «Kids»                                                                        | «Kids»                                                                        | «Kids»                                                                        | «Kids»                                                                        | «Kids»                                                                        | «Kids»                                                                        | «Kids»                                                                        | «Kids»                                                                        | «Kids»                                                                        | «Kids»                                                                        | «Kids»                                                                        | «Kids»                                                                        | «Kids»                                                                        | «Kids»                                                                        | «Kids»                                                                        | «Kids»                                                                        | «Kids»                                                                        | «Kids»                                                                        | «Kids»                                                                        | «Kids»                                                                        | «Kids»                                                                        | «Kids»                                                                        | «Kids»                                                                        | «Kids»                                                                        | «Kids»                                                                        | «Kids»                                                                        | «Kids»                                                                        | «Kids»                                                                        | «Kids»                                                                        | «Kids»                                                                        | «Kids»                                                                        | «Kids»                                                                        | «Kids»                                                                        | «Kids»                                                                        | «Kids»                                                                        | «Kids»                                                                        | «Kids»                                                                        | «Kids»                                                                        | «Kids»                                                                        | «Kids»                                                                        | «Kids»                                                                        | «Kids»                                                                        | «Kids»                                                                        | «Kids»                                                                        | «Kids»                                                                        | «Kids»                                                                        | «Kids»                                                                        | «Kids»                                                                        | «Kids»                                                                        | «Kids»                                                                        | «Kids»                                                                        | «Kids»                                                                        | «Kids»                                                                        | «Kids»                                                                        | «Kids»                                                                        | «Kids»                                                                        | «Kids»                                                                        | «Kids»                                                                        | «Kids»                                                                        | «Kids»                                                                        | «Kids»                                                                        | «Kids»                                                                        | «Kids»                                                                        | «Kids»                                                                        | «Kids»                                                                        | «Kids»                                                                        | «Kids»                                                                        | «Kids»                                                                        | «Kids»                                                                        | «Kids»                                                                        | «Kids»                                                                        | «Kids»                                                                        | «Kids»                                                                        | «Kids»                                                                        | «Kids»                                                                        | «Kids»                                                                        | «Kids»                                                                        | «Kids»                                                                        | «Kids»                                                                        | «Kids»                                                                        | «Kids»                                                                        | «Kids»                                                                        | «Kids»                                                                        | «Kids»                                                                        | «Kids»                                                                        | «Kids»                                                                        | «Kids»                                                                        | «Kids»                                                                        | «Kids»                                                                        | «Kids»                                                                        | «Kids»                                                                        | «Kids»                                                                        | «Kids»                                                                        | «Kids»                                                                        | «Kids»                                                                        | «Kids»                                                                        | в дуэте с Анной Бебич                                                              | в дуэте с Анной Бебич                                                              | в дуэте с Анной Бебич                                                              | в дуэте с Анной Бебич                                                              | в дуэте с Анной Бебич                                                              | в дуэте с Анной Бебич                                                              | в дуэте с Анной Бебич                                                              | в дуэте с Анной Бебич                                                              | в дуэте с Анной Бебич                                                              | в дуэте с Анной Бебич                                                              | в дуэте с Анной Бебич                                                              | в дуэте с Анной Бебич                                                              | в дуэте с Анной Бебич                                                              | в дуэте с Анной Бебич                                                              | в дуэте с Анной Бебич                                                              | в дуэте с Анной Бебич                                                              | в дуэте с Анной Бебич                                                              | в дуэте с Анной Бебич                                                              | в дуэте с Анной Бебич                                                              | в дуэте с Анной Бебич                                                              | в дуэте с Анной Бебич                                                              | в дуэте с Анной Бебич                                                              | в дуэте с Анной Бебич                                                              | в дуэте с Анной Бебич                                                              | в дуэте с Анной Бебич                                                              | в дуэте с Анной Бебич                                                              | в дуэте с Анной Бебич                                                              | в дуэте с Анной Бебич                                                              | в дуэте с Анной Бебич                                                              | в дуэте с Анной Бебич                                                              | в дуэте с Анной Бебич                                                              | в дуэте с Анной Бебич                                                              | в дуэте с Анной Бебич                                                              | в дуэте с Анной Бебич                                                              | в дуэте с Анной Бебич                                                              | в дуэте с Анной Бебич                                                              | в дуэте с Анной Бебич                                                              | в дуэте с Анной Бебич                                                              | в дуэте с Анной Бебич                                                              | в дуэте с Анной Бебич                                                              | в дуэте с Анной Бебич                                                              | в дуэте с Анной Бебич                                                              | в дуэте с Анной Бебич                                                              | в дуэте с Анной Бебич                                                              | в дуэте с Анной Бебич                                                              | в дуэте с Анной Бебич                                                              | в дуэте с Анной Бебич                                                              | в дуэте с Анной Бебич                                                              | в дуэте с Анной Бебич                                                              | в дуэте с Анной Бебич                                                              | в дуэте с Анной Бебич                                                              | в дуэте с Анной Бебич                                                              | в дуэте с Анной Бебич                                                              | в дуэте с Анной Бебич                                                              | в дуэте с Анной Бебич                                                              | в дуэте с Анной Бебич                                                              | в дуэте с Анной Бебич                                                              | в дуэте с Анной Бебич                                                              | в дуэте с Анной Бебич                                                              | в дуэте с Анной Бебич                                                              | в дуэте с Анной Бебич                                                              | в дуэте с Анной Бебич                                                              | в дуэте с Анной Бебич                                                              | в дуэте с Анной Бебич                                                              | в дуэте с Анной Бебич                                                              | в дуэте с Анной Бебич                                                              | в дуэте с Анной Бебич                                                              | в дуэте с Анной Бебич                                                              | в дуэте с Анной Бебич                                                              | в дуэте с Анной Бебич                                                              | в дуэте с Анной Бебич                                                              | в дуэте с Анной Бебич                                                              | в дуэте с Анной Бебич                                                              | в дуэте с Анной Бебич                                                              | в дуэте с Анной Бебич                                                              | в дуэте с Анной Бебич                                                              | в дуэте с Анной Бебич                                                              | в дуэте с Анной Бебич                                                              | в дуэте с Анной Бебич                                                              | в дуэте с Анной Бебич                                                              | в дуэте с Анной Бебич                                                              | в дуэте с Анной Бебич                                                              | в дуэте с Анной Бебич                                                              | в дуэте с Анной Бебич                                                              | в дуэте с Анной Бебич                                                              | в дуэте с Анной Бебич                                                              | в дуэте с Анной Бебич                                                              | в дуэте с Анной Бебич                                                              | в дуэте с Анной Бебич                                                              | в дуэте с Анной Бебич                                                              | в дуэте с Анной Бебич                                                              | в дуэте с Анной Бебич                                                              | в дуэте с Анной Бебич                                                              | в дуэте с Анной Бебич                                                              | в дуэте с Анной Бебич                                                              | в дуэте с Анной Бебич                                                              | в дуэте с Анной Бебич                                                              | в дуэте с Анной Бебич                                                              | в дуэте с Анной Бебич                                                              | в дуэте с Анной Бебич                                                              | в дуэте с Анной Бебич                                                              | в дуэте с Анной Бебич                                                              | в дуэте с Анной Бебич                                                              | в дуэте с Анной Бебич                                                              | в дуэте с Анной Бебич                                                              | в дуэте с Анной Бебич                                                              | в дуэте с Анной Бебич                                                              | в дуэте с Анной Бебич                                                              | в дуэте с Анной Бебич                                                              | в дуэте с Анной Бебич                                                              | в дуэте с Анной Бебич                                                              | в дуэте с Анной Бебич                                                              | в дуэте с Анной Бебич                                                              | в дуэте с Анной Бебич                                                              | в дуэте с Анной Бебич                                                              | в дуэте с Анной Бебич                                                              | в дуэте с Анной Бебич                                                              | в дуэте с Анной Бебич                                                              | в дуэте с Анной Бебич                                                              | в дуэте с Анной Бебич                                                              | в дуэте с Анной Бебич                                                              | в дуэте с Анной Бебич                                                              | в дуэте с Анной Бебич                                                              | в дуэте с Анной Бебич                                                              | в дуэте с Анной Бебич                                                              | в дуэте с Анной Бебич                                                              | в дуэте с Анной Бебич                                                              | в дуэте с Анной Бебич                                                              | в дуэте с Анной Бебич                                                              | в дуэте с Анной Бебич                                                              | Р. Уильямс / К. Миноуг                    | Р. Уильямс / К. Миноуг                    | Р. Уильямс / К. Миноуг                    | Р. Уильямс / К. Миноуг                    | Р. Уильямс / К. Миноуг                    | Р. Уильямс / К. Миноуг                    | Р. Уильямс / К. Миноуг                    | Р. Уильямс / К. Миноуг                    | Р. Уильямс / К. Миноуг                    | Р. Уильямс / К. Миноуг                    | Р. Уильямс / К. Миноуг                    | Р. Уильямс / К. Миноуг                    | Р. Уильямс / К. Миноуг                    | Р. Уильямс / К. Миноуг                    | Р. Уильямс / К. Миноуг                    | Р. Уильямс / К. Миноуг                    | Р. Уильямс / К. Миноуг                    | Р. Уильямс / К. Миноуг                    | Р. Уильямс / К. Миноуг                    | Р. Уильямс / К. Миноуг                    | Р. Уильямс / К. Миноуг                    | Р. Уильямс / К. Миноуг                    | Р. Уильямс / К. Миноуг                    | Р. Уильямс / К. Миноуг                    | Р. Уильямс / К. Миноуг                    | Р. Уильямс / К. Миноуг                    | Р. Уильямс / К. Миноуг                    | Р. Уильямс / К. Миноуг                    | Р. Уильямс / К. Миноуг                    | Р. Уильямс / К. Миноуг                    | Р. Уильямс / К. Миноуг                    | Р. Уильямс / К. Миноуг                    | Р. Уильямс / К. Миноуг                    | Р. Уильямс / К. Миноуг                    | Р. Уильямс / К. Миноуг                    | Р. Уильямс / К. Миноуг                    | Р. Уильямс / К. Миноуг                    | Р. Уильямс / К. Миноуг                    | Р. Уильямс / К. Миноуг                    | Р. Уильямс / К. Миноуг                    | Р. Уильямс / К. Миноуг                    | Р. Уильямс / К. Миноуг                    | Р. Уильямс / К. Миноуг                    | Р. Уильямс / К. Миноуг                    | Р. Уильямс / К. Миноуг                    | Р. Уильямс / К. Миноуг                    | Р. Уильямс / К. Миноуг                    | Р. Уильямс / К. Миноуг                    | Р. Уильямс / К. Миноуг                    | Р. Уильямс / К. Миноуг                    | Р. Уильямс / К. Миноуг                    | Р. Уильямс / К. Миноуг                    | Р. Уильямс / К. Миноуг                    | Р. Уильямс / К. Миноуг                    | Р. Уильямс / К. Миноуг                    | Р. Уильямс / К. Миноуг                    | Р. Уильямс / К. Миноуг                    | Р. Уильямс / К. Миноуг                    | Р. Уильямс / К. Миноуг                    | Р. Уильямс / К. Миноуг                    | Р. Уильямс / К. Миноуг                    | Р. Уильямс / К. Миноуг                    | Р. Уильямс / К. Миноуг                    | Р. Уильямс / К. Миноуг                    | Р. Уильямс / К. Миноуг                    | Р. Уильямс / К. Миноуг                    | Р. Уильямс / К. Миноуг                    | Р. Уильямс / К. Миноуг                    | Р. Уильямс / К. Миноуг                    | Р. Уильямс / К. Миноуг                    | Р. Уильямс / К. Миноуг                    | Р. Уильямс / К. Миноуг                    | Р. Уильямс / К. Миноуг                    | Р. Уильямс / К. Миноуг                    | Р. Уильямс / К. Миноуг                    | Р. Уильямс / К. Миноуг                    | Р. Уильямс / К. Миноуг                    | Р. Уильямс / К. Миноуг                    | Р. Уильямс / К. Миноуг                    | Р. Уильямс / К. Миноуг                    | Р. Уильямс / К. Миноуг                    | Р. Уильямс / К. Миноуг                    | Р. Уильямс / К. Миноуг                    | Р. Уильямс / К. Миноуг                    | Р. Уильямс / К. Миноуг                    | Р. Уильямс / К. Миноуг                    | Р. Уильямс / К. Миноуг                    | Р. Уильямс / К. Миноуг                    | Р. Уильямс / К. Миноуг                    | Р. Уильямс / К. Миноуг                    | Р. Уильямс / К. Миноуг                    | Р. Уильямс / К. Миноуг                    | Р. Уильямс / К. Миноуг                    | Р. Уильямс / К. Миноуг                    | Р. Уильямс / К. Миноуг                    | Р. Уильямс / К. Миноуг                    | Р. Уильямс / К. Миноуг                    | Р. Уильямс / К. Миноуг                    | Р. Уильямс / К. Миноуг                    | Р. Уильямс / К. Миноуг                    | в безопасности                | в безопасности                | в безопасности                | в безопасности                | в безопасности                | в безопасности                | в безопасности                | в безопасности                | в безопасности                | в безопасности                | в безопасности                | в безопасности                | в безопасности                | в безопасности                | в безопасности                | в безопасности                | в безопасности                | в безопасности                | в безопасности                | в безопасности                | в безопасности                | в безопасности                | в безопасности                | в безопасности                | в безопасности                | в безопасности                | в безопасности                | в безопасности                | в безопасности                | в безопасности                | в безопасности                | в безопасности                | в безопасности                | в безопасности                | в безопасности                | в безопасности                | в безопасности                | в безопасности                | в безопасности                | в безопасности                | в безопасности                | в безопасности                | в безопасности                | в безопасности                | в безопасности                | в безопасности                | в безопасности                | в безопасности                | в безопасности                | в безопасности                | в безопасности                | в безопасности                | в безопасности                | в безопасности                | в безопасности                | в безопасности                | в безопасности                | в безопасности                | в безопасности                | в безопасности                | в безопасности                | в безопасности                | в безопасности                | в безопасности                | в безопасности                | в безопасности                | в безопасности                | в безопасности                | в безопасности                | в безопасности                | в безопасности                | в безопасности                | в безопасности                | в безопасности                | в безопасности                | в безопасности                | в безопасности                | в безопасности                | в безопасности                | в безопасности                | в безопасности                | в безопасности                | в безопасности                | в безопасности                | в безопасности                | в безопасности                | в безопасности                | в безопасности                | в безопасности                | в безопасности                | в безопасности                | в безопасности                | в безопасности                | в безопасности                | в безопасности                | в безопасности                | в безопасности                | в безопасности                | в безопасности                | в безопасности                |
| 6         | 6         | 6         | 6         | 6         | 6         | 6         | 6         | 6         | 6         | 6         | 6         | 6         | 6         | 6         | 6         | 6         | 6         | 6         | 6         | 6         | 6         | 6         | 6         | 6         | 6         | 6         | 6         | 6         | 6         | 6         | 6         | 6         | 6         | 6         | 6         | 6         | 6         | 6         | 6         | 6         | 6         | 6         | 6         | 6         | 6         | 6         | 6         | 6         | 6         | 6         | 6         | 6         | 6         | 6         | 6         | 6         | 6         | 6         | 6         | 6         | 6         | 6         | 6         | 6         | 6         | 6         | 6         | 6         | 6         | 6         | 6         | 6         | 6         | 6         | 6         | 6         | 6         | 6         | 6         | 6         | 6         | 6         | 6         | 6         | 6         | 6         | 6         | 6         | 6         | «Мне бы хотелось быть акулой»/ «Я люблю только себя»                          | «Мне бы хотелось быть акулой»/ «Я люблю только себя»                          | «Мне бы хотелось быть акулой»/ «Я люблю только себя»                          | «Мне бы хотелось быть акулой»/ «Я люблю только себя»                          | «Мне бы хотелось быть акулой»/ «Я люблю только себя»                          | «Мне бы хотелось быть акулой»/ «Я люблю только себя»                          | «Мне бы хотелось быть акулой»/ «Я люблю только себя»                          | «Мне бы хотелось быть акулой»/ «Я люблю только себя»                          | «Мне бы хотелось быть акулой»/ «Я люблю только себя»                          | «Мне бы хотелось быть акулой»/ «Я люблю только себя»                          | «Мне бы хотелось быть акулой»/ «Я люблю только себя»                          | «Мне бы хотелось быть акулой»/ «Я люблю только себя»                          | «Мне бы хотелось быть акулой»/ «Я люблю только себя»                          | «Мне бы хотелось быть акулой»/ «Я люблю только себя»                          | «Мне бы хотелось быть акулой»/ «Я люблю только себя»                          | «Мне бы хотелось быть акулой»/ «Я люблю только себя»                          | «Мне бы хотелось быть акулой»/ «Я люблю только себя»                          | «Мне бы хотелось быть акулой»/ «Я люблю только себя»                          | «Мне бы хотелось быть акулой»/ «Я люблю только себя»                          | «Мне бы хотелось быть акулой»/ «Я люблю только себя»                          | «Мне бы хотелось быть акулой»/ «Я люблю только себя»                          | «Мне бы хотелось быть акулой»/ «Я люблю только себя»                          | «Мне бы хотелось быть акулой»/ «Я люблю только себя»                          | «Мне бы хотелось быть акулой»/ «Я люблю только себя»                          | «Мне бы хотелось быть акулой»/ «Я люблю только себя»                          | «Мне бы хотелось быть акулой»/ «Я люблю только себя»                          | «Мне бы хотелось быть акулой»/ «Я люблю только себя»                          | «Мне бы хотелось быть акулой»/ «Я люблю только себя»                          | «Мне бы хотелось быть акулой»/ «Я люблю только себя»                          | «Мне бы хотелось быть акулой»/ «Я люблю только себя»                          | «Мне бы хотелось быть акулой»/ «Я люблю только себя»                          | «Мне бы хотелось быть акулой»/ «Я люблю только себя»                          | «Мне бы хотелось быть акулой»/ «Я люблю только себя»                          | «Мне бы хотелось быть акулой»/ «Я люблю только себя»                          | «Мне бы хотелось быть акулой»/ «Я люблю только себя»                          | «Мне бы хотелось быть акулой»/ «Я люблю только себя»                          | «Мне бы хотелось быть акулой»/ «Я люблю только себя»                          | «Мне бы хотелось быть акулой»/ «Я люблю только себя»                          | «Мне бы хотелось быть акулой»/ «Я люблю только себя»                          | «Мне бы хотелось быть акулой»/ «Я люблю только себя»                          | «Мне бы хотелось быть акулой»/ «Я люблю только себя»                          | «Мне бы хотелось быть акулой»/ «Я люблю только себя»                          | «Мне бы хотелось быть акулой»/ «Я люблю только себя»                          | «Мне бы хотелось быть акулой»/ «Я люблю только себя»                          | «Мне бы хотелось быть акулой»/ «Я люблю только себя»                          | «Мне бы хотелось быть акулой»/ «Я люблю только себя»                          | «Мне бы хотелось быть акулой»/ «Я люблю только себя»                          | «Мне бы хотелось быть акулой»/ «Я люблю только себя»                          | «Мне бы хотелось быть акулой»/ «Я люблю только себя»                          | «Мне бы хотелось быть акулой»/ «Я люблю только себя»                          | «Мне бы хотелось быть акулой»/ «Я люблю только себя»                          | «Мне бы хотелось быть акулой»/ «Я люблю только себя»                          | «Мне бы хотелось быть акулой»/ «Я люблю только себя»                          | «Мне бы хотелось быть акулой»/ «Я люблю только себя»                          | «Мне бы хотелось быть акулой»/ «Я люблю только себя»                          | «Мне бы хотелось быть акулой»/ «Я люблю только себя»                          | «Мне бы хотелось быть акулой»/ «Я люблю только себя»                          | «Мне бы хотелось быть акулой»/ «Я люблю только себя»                          | «Мне бы хотелось быть акулой»/ «Я люблю только себя»                          | «Мне бы хотелось быть акулой»/ «Я люблю только себя»                          | «Мне бы хотелось быть акулой»/ «Я люблю только себя»                          | «Мне бы хотелось быть акулой»/ «Я люблю только себя»                          | «Мне бы хотелось быть акулой»/ «Я люблю только себя»                          | «Мне бы хотелось быть акулой»/ «Я люблю только себя»                          | «Мне бы хотелось быть акулой»/ «Я люблю только себя»                          | «Мне бы хотелось быть акулой»/ «Я люблю только себя»                          | «Мне бы хотелось быть акулой»/ «Я люблю только себя»                          | «Мне бы хотелось быть акулой»/ «Я люблю только себя»                          | «Мне бы хотелось быть акулой»/ «Я люблю только себя»                          | «Мне бы хотелось быть акулой»/ «Я люблю только себя»                          | «Мне бы хотелось быть акулой»/ «Я люблю только себя»                          | «Мне бы хотелось быть акулой»/ «Я люблю только себя»                          | «Мне бы хотелось быть акулой»/ «Я люблю только себя»                          | «Мне бы хотелось быть акулой»/ «Я люблю только себя»                          | «Мне бы хотелось быть акулой»/ «Я люблю только себя»                          | «Мне бы хотелось быть акулой»/ «Я люблю только себя»                          | «Мне бы хотелось быть акулой»/ «Я люблю только себя»                          | «Мне бы хотелось быть акулой»/ «Я люблю только себя»                          | «Мне бы хотелось быть акулой»/ «Я люблю только себя»                          | «Мне бы хотелось быть акулой»/ «Я люблю только себя»                          | «Мне бы хотелось быть акулой»/ «Я люблю только себя»                          | «Мне бы хотелось быть акулой»/ «Я люблю только себя»                          | «Мне бы хотелось быть акулой»/ «Я люблю только себя»                          | «Мне бы хотелось быть акулой»/ «Я люблю только себя»                          | «Мне бы хотелось быть акулой»/ «Я люблю только себя»                          | «Мне бы хотелось быть акулой»/ «Я люблю только себя»                          | «Мне бы хотелось быть акулой»/ «Я люблю только себя»                          | «Мне бы хотелось быть акулой»/ «Я люблю только себя»                          | «Мне бы хотелось быть акулой»/ «Я люблю только себя»                          | «Мне бы хотелось быть акулой»/ «Я люблю только себя»                          | «Мне бы хотелось быть акулой»/ «Я люблю только себя»                          | «Мне бы хотелось быть акулой»/ «Я люблю только себя»                          | «Мне бы хотелось быть акулой»/ «Я люблю только себя»                          | «Мне бы хотелось быть акулой»/ «Я люблю только себя»                          | «Мне бы хотелось быть акулой»/ «Я люблю только себя»                          | «Мне бы хотелось быть акулой»/ «Я люблю только себя»                          | «Мне бы хотелось быть акулой»/ «Я люблю только себя»                          | «Мне бы хотелось быть акулой»/ «Я люблю только себя»                          | «Мне бы хотелось быть акулой»/ «Я люблю только себя»                          | «Мне бы хотелось быть акулой»/ «Я люблю только себя»                          | в дуэте с Николой Сарич                                                            | в дуэте с Николой Сарич                                                            | в дуэте с Николой Сарич                                                            | в дуэте с Николой Сарич                                                            | в дуэте с Николой Сарич                                                            | в дуэте с Николой Сарич                                                            | в дуэте с Николой Сарич                                                            | в дуэте с Николой Сарич                                                            | в дуэте с Николой Сарич                                                            | в дуэте с Николой Сарич                                                            | в дуэте с Николой Сарич                                                            | в дуэте с Николой Сарич                                                            | в дуэте с Николой Сарич                                                            | в дуэте с Николой Сарич                                                            | в дуэте с Николой Сарич                                                            | в дуэте с Николой Сарич                                                            | в дуэте с Николой Сарич                                                            | в дуэте с Николой Сарич                                                            | в дуэте с Николой Сарич                                                            | в дуэте с Николой Сарич                                                            | в дуэте с Николой Сарич                                                            | в дуэте с Николой Сарич                                                            | в дуэте с Николой Сарич                                                            | в дуэте с Николой Сарич                                                            | в дуэте с Николой Сарич                                                            | в дуэте с Николой Сарич                                                            | в дуэте с Николой Сарич                                                            | в дуэте с Николой Сарич                                                            | в дуэте с Николой Сарич                                                            | в дуэте с Николой Сарич                                                            | в дуэте с Николой Сарич                                                            | в дуэте с Николой Сарич                                                            | в дуэте с Николой Сарич                                                            | в дуэте с Николой Сарич                                                            | в дуэте с Николой Сарич                                                            | в дуэте с Николой Сарич                                                            | в дуэте с Николой Сарич                                                            | в дуэте с Николой Сарич                                                            | в дуэте с Николой Сарич                                                            | в дуэте с Николой Сарич                                                            | в дуэте с Николой Сарич                                                            | в дуэте с Николой Сарич                                                            | в дуэте с Николой Сарич                                                            | в дуэте с Николой Сарич                                                            | в дуэте с Николой Сарич                                                            | в дуэте с Николой Сарич                                                            | в дуэте с Николой Сарич                                                            | в дуэте с Николой Сарич                                                            | в дуэте с Николой Сарич                                                            | в дуэте с Николой Сарич                                                            | в дуэте с Николой Сарич                                                            | в дуэте с Николой Сарич                                                            | в дуэте с Николой Сарич                                                            | в дуэте с Николой Сарич                                                            | в дуэте с Николой Сарич                                                            | в дуэте с Николой Сарич                                                            | в дуэте с Николой Сарич                                                            | в дуэте с Николой Сарич                                                            | в дуэте с Николой Сарич                                                            | в дуэте с Николой Сарич                                                            | в дуэте с Николой Сарич                                                            | в дуэте с Николой Сарич                                                            | в дуэте с Николой Сарич                                                            | в дуэте с Николой Сарич                                                            | в дуэте с Николой Сарич                                                            | в дуэте с Николой Сарич                                                            | в дуэте с Николой Сарич                                                            | в дуэте с Николой Сарич                                                            | в дуэте с Николой Сарич                                                            | в дуэте с Николой Сарич                                                            | в дуэте с Николой Сарич                                                            | в дуэте с Николой Сарич                                                            | в дуэте с Николой Сарич                                                            | в дуэте с Николой Сарич                                                            | в дуэте с Николой Сарич                                                            | в дуэте с Николой Сарич                                                            | в дуэте с Николой Сарич                                                            | в дуэте с Николой Сарич                                                            | в дуэте с Николой Сарич                                                            | в дуэте с Николой Сарич                                                            | в дуэте с Николой Сарич                                                            | в дуэте с Николой Сарич                                                            | в дуэте с Николой Сарич                                                            | в дуэте с Николой Сарич                                                            | в дуэте с Николой Сарич                                                            | в дуэте с Николой Сарич                                                            | в дуэте с Николой Сарич                                                            | в дуэте с Николой Сарич                                                            | в дуэте с Николой Сарич                                                            | в дуэте с Николой Сарич                                                            | в дуэте с Николой Сарич                                                            | в дуэте с Николой Сарич                                                            | в дуэте с Николой Сарич                                                            | в дуэте с Николой Сарич                                                            | в дуэте с Николой Сарич                                                            | в дуэте с Николой Сарич                                                            | в дуэте с Николой Сарич                                                            | в дуэте с Николой Сарич                                                            | в дуэте с Николой Сарич                                                            | в дуэте с Николой Сарич                                                            | в дуэте с Николой Сарич                                                            | в дуэте с Николой Сарич                                                            | в дуэте с Николой Сарич                                                            | в дуэте с Николой Сарич                                                            | в дуэте с Николой Сарич                                                            | в дуэте с Николой Сарич                                                            | в дуэте с Николой Сарич                                                            | в дуэте с Николой Сарич                                                            | в дуэте с Николой Сарич                                                            | в дуэте с Николой Сарич                                                            | в дуэте с Николой Сарич                                                            | в дуэте с Николой Сарич                                                            | в дуэте с Николой Сарич                                                            | в дуэте с Николой Сарич                                                            | в дуэте с Николой Сарич                                                            | в дуэте с Николой Сарич                                                            | в дуэте с Николой Сарич                                                            | в дуэте с Николой Сарич                                                            | в дуэте с Николой Сарич                                                            | в дуэте с Николой Сарич                                                            | в дуэте с Николой Сарич                                                            | в дуэте с Николой Сарич                                                            | в дуэте с Николой Сарич                                                            | в дуэте с Николой Сарич                                                            | в дуэте с Николой Сарич                                                            | в дуэте с Николой Сарич                                                            | в дуэте с Николой Сарич                                                            | в дуэте с Николой Сарич                                                            | в дуэте с Николой Сарич                                                            | в дуэте с Николой Сарич                                                            | Пуля 1980/ Психомодо Поп                  | Пуля 1980/ Психомодо Поп                  | Пуля 1980/ Психомодо Поп                  | Пуля 1980/ Психомодо Поп                  | Пуля 1980/ Психомодо Поп                  | Пуля 1980/ Психомодо Поп                  | Пуля 1980/ Психомодо Поп                  | Пуля 1980/ Психомодо Поп                  | Пуля 1980/ Психомодо Поп                  | Пуля 1980/ Психомодо Поп                  | Пуля 1980/ Психомодо Поп                  | Пуля 1980/ Психомодо Поп                  | Пуля 1980/ Психомодо Поп                  | Пуля 1980/ Психомодо Поп                  | Пуля 1980/ Психомодо Поп                  | Пуля 1980/ Психомодо Поп                  | Пуля 1980/ Психомодо Поп                  | Пуля 1980/ Психомодо Поп                  | Пуля 1980/ Психомодо Поп                  | Пуля 1980/ Психомодо Поп                  | Пуля 1980/ Психомодо Поп                  | Пуля 1980/ Психомодо Поп                  | Пуля 1980/ Психомодо Поп                  | Пуля 1980/ Психомодо Поп                  | Пуля 1980/ Психомодо Поп                  | Пуля 1980/ Психомодо Поп                  | Пуля 1980/ Психомодо Поп                  | Пуля 1980/ Психомодо Поп                  | Пуля 1980/ Психомодо Поп                  | Пуля 1980/ Психомодо Поп                  | Пуля 1980/ Психомодо Поп                  | Пуля 1980/ Психомодо Поп                  | Пуля 1980/ Психомодо Поп                  | Пуля 1980/ Психомодо Поп                  | Пуля 1980/ Психомодо Поп                  | Пуля 1980/ Психомодо Поп                  | Пуля 1980/ Психомодо Поп                  | Пуля 1980/ Психомодо Поп                  | Пуля 1980/ Психомодо Поп                  | Пуля 1980/ Психомодо Поп                  | Пуля 1980/ Психомодо Поп                  | Пуля 1980/ Психомодо Поп                  | Пуля 1980/ Психомодо Поп                  | Пуля 1980/ Психомодо Поп                  | Пуля 1980/ Психомодо Поп                  | Пуля 1980/ Психомодо Поп                  | Пуля 1980/ Психомодо Поп                  | Пуля 1980/ Психомодо Поп                  | Пуля 1980/ Психомодо Поп                  | Пуля 1980/ Психомодо Поп                  | Пуля 1980/ Психомодо Поп                  | Пуля 1980/ Психомодо Поп                  | Пуля 1980/ Психомодо Поп                  | Пуля 1980/ Психомодо Поп                  | Пуля 1980/ Психомодо Поп                  | Пуля 1980/ Психомодо Поп                  | Пуля 1980/ Психомодо Поп                  | Пуля 1980/ Психомодо Поп                  | Пуля 1980/ Психомодо Поп                  | Пуля 1980/ Психомодо Поп                  | Пуля 1980/ Психомодо Поп                  | Пуля 1980/ Психомодо Поп                  | Пуля 1980/ Психомодо Поп                  | Пуля 1980/ Психомодо Поп                  | Пуля 1980/ Психомодо Поп                  | Пуля 1980/ Психомодо Поп                  | Пуля 1980/ Психомодо Поп                  | Пуля 1980/ Психомодо Поп                  | Пуля 1980/ Психомодо Поп                  | Пуля 1980/ Психомодо Поп                  | Пуля 1980/ Психомодо Поп                  | Пуля 1980/ Психомодо Поп                  | Пуля 1980/ Психомодо Поп                  | Пуля 1980/ Психомодо Поп                  | Пуля 1980/ Психомодо Поп                  | Пуля 1980/ Психомодо Поп                  | Пуля 1980/ Психомодо Поп                  | Пуля 1980/ Психомодо Поп                  | Пуля 1980/ Психомодо Поп                  | Пуля 1980/ Психомодо Поп                  | Пуля 1980/ Психомодо Поп                  | Пуля 1980/ Психомодо Поп                  | Пуля 1980/ Психомодо Поп                  | Пуля 1980/ Психомодо Поп                  | Пуля 1980/ Психомодо Поп                  | Пуля 1980/ Психомодо Поп                  | Пуля 1980/ Психомодо Поп                  | Пуля 1980/ Психомодо Поп                  | Пуля 1980/ Психомодо Поп                  | Пуля 1980/ Психомодо Поп                  | Пуля 1980/ Психомодо Поп                  | Пуля 1980/ Психомодо Поп                  | Пуля 1980/ Психомодо Поп                  | Пуля 1980/ Психомодо Поп                  | Пуля 1980/ Психомодо Поп                  | Пуля 1980/ Психомодо Поп                  | Пуля 1980/ Психомодо Поп                  | Пуля 1980/ Психомодо Поп                  | Пуля 1980/ Психомодо Поп                  | Пуля 1980/ Психомодо Поп                  | Н (все студенты)              | Н (все студенты)              | Н (все студенты)              | Н (все студенты)              | Н (все студенты)              | Н (все студенты)              | Н (все студенты)              | Н (все студенты)              | Н (все студенты)              | Н (все студенты)              | Н (все студенты)              | Н (все студенты)              | Н (все студенты)              | Н (все студенты)              | Н (все студенты)              | Н (все студенты)              | Н (все студенты)              | Н (все студенты)              | Н (все студенты)              | Н (все студенты)              | Н (все студенты)              | Н (все студенты)              | Н (все студенты)              | Н (все студенты)              | Н (все студенты)              | Н (все студенты)              | Н (все студенты)              | Н (все студенты)              | Н (все студенты)              | Н (все студенты)              | Н (все студенты)              | Н (все студенты)              | Н (все студенты)              | Н (все студенты)              | Н (все студенты)              | Н (все студенты)              | Н (все студенты)              | Н (все студенты)              | Н (все студенты)              | Н (все студенты)              | Н (все студенты)              | Н (все студенты)              | Н (все студенты)              | Н (все студенты)              | Н (все студенты)              | Н (все студенты)              | Н (все студенты)              | Н (все студенты)              | Н (все студенты)              | Н (все студенты)              | Н (все студенты)              | Н (все студенты)              | Н (все студенты)              | Н (все студенты)              | Н (все студенты)              | Н (все студенты)              | Н (все студенты)              | Н (все студенты)              | Н (все студенты)              | Н (все студенты)              | Н (все студенты)              | Н (все студенты)              | Н (все студенты)              | Н (все студенты)              | Н (все студенты)              | Н (все студенты)              | Н (все студенты)              | Н (все студенты)              | Н (все студенты)              | Н (все студенты)              | Н (все студенты)              | Н (все студенты)              | Н (все студенты)              | Н (все студенты)              | Н (все студенты)              | Н (все студенты)              | Н (все студенты)              | Н (все студенты)              | Н (все студенты)              | Н (все студенты)              | Н (все студенты)              | Н (все студенты)              | Н (все студенты)              | Н (все студенты)              | Н (все студенты)              | Н (все студенты)              | Н (все студенты)              | Н (все студенты)              | Н (все студенты)              | Н (все студенты)              | Н (все студенты)              | Н (все студенты)              | Н (все студенты)              | Н (все студенты)              | Н (все студенты)              | Н (все студенты)              | Н (все студенты)              | Н (все студенты)              | Н (все студенты)              | Н (все студенты)              |
| 7         | 7         | 7         | 7         | 7         | 7         | 7         | 7         | 7         | 7         | 7         | 7         | 7         | 7         | 7         | 7         | 7         | 7         | 7         | 7         | 7         | 7         | 7         | 7         | 7         | 7         | 7         | 7         | 7         | 7         | 7         | 7         | 7         | 7         | 7         | 7         | 7         | 7         | 7         | 7         | 7         | 7         | 7         | 7         | 7         | 7         | 7         | 7         | 7         | 7         | 7         | 7         | 7         | 7         | 7         | 7         | 7         | 7         | 7         | 7         | 7         | 7         | 7         | 7         | 7         | 7         | 7         | 7         | 7         | 7         | 7         | 7         | 7         | 7         | 7         | 7         | 7         | 7         | 7         | 7         | 7         | 7         | 7         | 7         | 7         | 7         | 7         | 7         | 7         | 7         | «Маятник»                                                                     | «Маятник»                                                                     | «Маятник»                                                                     | «Маятник»                                                                     | «Маятник»                                                                     | «Маятник»                                                                     | «Маятник»                                                                     | «Маятник»                                                                     | «Маятник»                                                                     | «Маятник»                                                                     | «Маятник»                                                                     | «Маятник»                                                                     | «Маятник»                                                                     | «Маятник»                                                                     | «Маятник»                                                                     | «Маятник»                                                                     | «Маятник»                                                                     | «Маятник»                                                                     | «Маятник»                                                                     | «Маятник»                                                                     | «Маятник»                                                                     | «Маятник»                                                                     | «Маятник»                                                                     | «Маятник»                                                                     | «Маятник»                                                                     | «Маятник»                                                                     | «Маятник»                                                                     | «Маятник»                                                                     | «Маятник»                                                                     | «Маятник»                                                                     | «Маятник»                                                                     | «Маятник»                                                                     | «Маятник»                                                                     | «Маятник»                                                                     | «Маятник»                                                                     | «Маятник»                                                                     | «Маятник»                                                                     | «Маятник»                                                                     | «Маятник»                                                                     | «Маятник»                                                                     | «Маятник»                                                                     | «Маятник»                                                                     | «Маятник»                                                                     | «Маятник»                                                                     | «Маятник»                                                                     | «Маятник»                                                                     | «Маятник»                                                                     | «Маятник»                                                                     | «Маятник»                                                                     | «Маятник»                                                                     | «Маятник»                                                                     | «Маятник»                                                                     | «Маятник»                                                                     | «Маятник»                                                                     | «Маятник»                                                                     | «Маятник»                                                                     | «Маятник»                                                                     | «Маятник»                                                                     | «Маятник»                                                                     | «Маятник»                                                                     | «Маятник»                                                                     | «Маятник»                                                                     | «Маятник»                                                                     | «Маятник»                                                                     | «Маятник»                                                                     | «Маятник»                                                                     | «Маятник»                                                                     | «Маятник»                                                                     | «Маятник»                                                                     | «Маятник»                                                                     | «Маятник»                                                                     | «Маятник»                                                                     | «Маятник»                                                                     | «Маятник»                                                                     | «Маятник»                                                                     | «Маятник»                                                                     | «Маятник»                                                                     | «Маятник»                                                                     | «Маятник»                                                                     | «Маятник»                                                                     | «Маятник»                                                                     | «Маятник»                                                                     | «Маятник»                                                                     | «Маятник»                                                                     | «Маятник»                                                                     | «Маятник»                                                                     | «Маятник»                                                                     | «Маятник»                                                                     | «Маятник»                                                                     | «Маятник»                                                                     | «Маятник»                                                                     | «Маятник»                                                                     | «Маятник»                                                                     | «Маятник»                                                                     | «Маятник»                                                                     | «Маятник»                                                                     | «Маятник»                                                                     | «Маятник»                                                                     | «Маятник»                                                                     | «Маятник»                                                                     | один                                                                               | один                                                                               | один                                                                               | один                                                                               | один                                                                               | один                                                                               | один                                                                               | один                                                                               | один                                                                               | один                                                                               | один                                                                               | один                                                                               | один                                                                               | один                                                                               | один                                                                               | один                                                                               | один                                                                               | один                                                                               | один                                                                               | один                                                                               | один                                                                               | один                                                                               | один                                                                               | один                                                                               | один                                                                               | один                                                                               | один                                                                               | один                                                                               | один                                                                               | один                                                                               | один                                                                               | один                                                                               | один                                                                               | один                                                                               | один                                                                               | один                                                                               | один                                                                               | один                                                                               | один                                                                               | один                                                                               | один                                                                               | один                                                                               | один                                                                               | один                                                                               | один                                                                               | один                                                                               | один                                                                               | один                                                                               | один                                                                               | один                                                                               | один                                                                               | один                                                                               | один                                                                               | один                                                                               | один                                                                               | один                                                                               | один                                                                               | один                                                                               | один                                                                               | один                                                                               | один                                                                               | один                                                                               | один                                                                               | один                                                                               | один                                                                               | один                                                                               | один                                                                               | один                                                                               | один                                                                               | один                                                                               | один                                                                               | один                                                                               | один                                                                               | один                                                                               | один                                                                               | один                                                                               | один                                                                               | один                                                                               | один                                                                               | один                                                                               | один                                                                               | один                                                                               | один                                                                               | один                                                                               | один                                                                               | один                                                                               | один                                                                               | один                                                                               | один                                                                               | один                                                                               | один                                                                               | один                                                                               | один                                                                               | один                                                                               | один                                                                               | один                                                                               | один                                                                               | один                                                                               | один                                                                               | один                                                                               | один                                                                               | один                                                                               | один                                                                               | один                                                                               | один                                                                               | один                                                                               | один                                                                               | один                                                                               | один                                                                               | один                                                                               | один                                                                               | один                                                                               | один                                                                               | один                                                                               | один                                                                               | один                                                                               | один                                                                               | один                                                                               | один                                                                               | один                                                                               | один                                                                               | один                                                                               | один                                                                               | один                                                                               | один                                                                               | один                                                                               | один                                                                               | один                                                                               | один                                                                               | один                                                                               | Ван Гог                                   | Ван Гог                                   | Ван Гог                                   | Ван Гог                                   | Ван Гог                                   | Ван Гог                                   | Ван Гог                                   | Ван Гог                                   | Ван Гог                                   | Ван Гог                                   | Ван Гог                                   | Ван Гог                                   | Ван Гог                                   | Ван Гог                                   | Ван Гог                                   | Ван Гог                                   | Ван Гог                                   | Ван Гог                                   | Ван Гог                                   | Ван Гог                                   | Ван Гог                                   | Ван Гог                                   | Ван Гог                                   | Ван Гог                                   | Ван Гог                                   | Ван Гог                                   | Ван Гог                                   | Ван Гог                                   | Ван Гог                                   | Ван Гог                                   | Ван Гог                                   | Ван Гог                                   | Ван Гог                                   | Ван Гог                                   | Ван Гог                                   | Ван Гог                                   | Ван Гог                                   | Ван Гог                                   | Ван Гог                                   | Ван Гог                                   | Ван Гог                                   | Ван Гог                                   | Ван Гог                                   | Ван Гог                                   | Ван Гог                                   | Ван Гог                                   | Ван Гог                                   | Ван Гог                                   | Ван Гог                                   | Ван Гог                                   | Ван Гог                                   | Ван Гог                                   | Ван Гог                                   | Ван Гог                                   | Ван Гог                                   | Ван Гог                                   | Ван Гог                                   | Ван Гог                                   | Ван Гог                                   | Ван Гог                                   | Ван Гог                                   | Ван Гог                                   | Ван Гог                                   | Ван Гог                                   | Ван Гог                                   | Ван Гог                                   | Ван Гог                                   | Ван Гог                                   | Ван Гог                                   | Ван Гог                                   | Ван Гог                                   | Ван Гог                                   | Ван Гог                                   | Ван Гог                                   | Ван Гог                                   | Ван Гог                                   | Ван Гог                                   | Ван Гог                                   | Ван Гог                                   | Ван Гог                                   | Ван Гог                                   | Ван Гог                                   | Ван Гог                                   | Ван Гог                                   | Ван Гог                                   | Ван Гог                                   | Ван Гог                                   | Ван Гог                                   | Ван Гог                                   | Ван Гог                                   | Ван Гог                                   | Ван Гог                                   | Ван Гог                                   | Ван Гог                                   | Ван Гог                                   | Ван Гог                                   | Ван Гог                                   | Ван Гог                                   | Ван Гог                                   | Ван Гог                                   | прошёл, в безопасности        | прошёл, в безопасности        | прошёл, в безопасности        | прошёл, в безопасности        | прошёл, в безопасности        | прошёл, в безопасности        | прошёл, в безопасности        | прошёл, в безопасности        | прошёл, в безопасности        | прошёл, в безопасности        | прошёл, в безопасности        | прошёл, в безопасности        | прошёл, в безопасности        | прошёл, в безопасности        | прошёл, в безопасности        | прошёл, в безопасности        | прошёл, в безопасности        | прошёл, в безопасности        | прошёл, в безопасности        | прошёл, в безопасности        | прошёл, в безопасности        | прошёл, в безопасности        | прошёл, в безопасности        | прошёл, в безопасности        | прошёл, в безопасности        | прошёл, в безопасности        | прошёл, в безопасности        | прошёл, в безопасности        | прошёл, в безопасности        | прошёл, в безопасности        | прошёл, в безопасности        | прошёл, в безопасности        | прошёл, в безопасности        | прошёл, в безопасности        | прошёл, в безопасности        | прошёл, в безопасности        | прошёл, в безопасности        | прошёл, в безопасности        | прошёл, в безопасности        | прошёл, в безопасности        | прошёл, в безопасности        | прошёл, в безопасности        | прошёл, в безопасности        | прошёл, в безопасности        | прошёл, в безопасности        | прошёл, в безопасности        | прошёл, в безопасности        | прошёл, в безопасности        | прошёл, в безопасности        | прошёл, в безопасности        | прошёл, в безопасности        | прошёл, в безопасности        | прошёл, в безопасности        | прошёл, в безопасности        | прошёл, в безопасности        | прошёл, в безопасности        | прошёл, в безопасности        | прошёл, в безопасности        | прошёл, в безопасности        | прошёл, в безопасности        | прошёл, в безопасности        | прошёл, в безопасности        | прошёл, в безопасности        | прошёл, в безопасности        | прошёл, в безопасности        | прошёл, в безопасности        | прошёл, в безопасности        | прошёл, в безопасности        | прошёл, в безопасности        | прошёл, в безопасности        | прошёл, в безопасности        | прошёл, в безопасности        | прошёл, в безопасности        | прошёл, в безопасности        | прошёл, в безопасности        | прошёл, в безопасности        | прошёл, в безопасности        | прошёл, в безопасности        | прошёл, в безопасности        | прошёл, в безопасности        | прошёл, в безопасности        | прошёл, в безопасности        | прошёл, в безопасности        | прошёл, в безопасности        | прошёл, в безопасности        | прошёл, в безопасности        | прошёл, в безопасности        | прошёл, в безопасности        | прошёл, в безопасности        | прошёл, в безопасности        | прошёл, в безопасности        | прошёл, в безопасности        | прошёл, в безопасности        | прошёл, в безопасности        | прошёл, в безопасности        | прошёл, в безопасности        | прошёл, в безопасности        | прошёл, в безопасности        | прошёл, в безопасности        | прошёл, в безопасности        |
| 8         | 8         | 8         | 8         | 8         | 8         | 8         | 8         | 8         | 8         | 8         | 8         | 8         | 8         | 8         | 8         | 8         | 8         | 8         | 8         | 8         | 8         | 8         | 8         | 8         | 8         | 8         | 8         | 8         | 8         | 8         | 8         | 8         | 8         | 8         | 8         | 8         | 8         | 8         | 8         | 8         | 8         | 8         | 8         | 8         | 8         | 8         | 8         | 8         | 8         | 8         | 8         | 8         | 8         | 8         | 8         | 8         | 8         | 8         | 8         | 8         | 8         | 8         | 8         | 8         | 8         | 8         | 8         | 8         | 8         | 8         | 8         | 8         | 8         | 8         | 8         | 8         | 8         | 8         | 8         | 8         | 8         | 8         | 8         | 8         | 8         | 8         | 8         | 8         | 8         | «Highway To Hell» «Гимн ОТ» (a capella версия)                                | «Highway To Hell» «Гимн ОТ» (a capella версия)                                | «Highway To Hell» «Гимн ОТ» (a capella версия)                                | «Highway To Hell» «Гимн ОТ» (a capella версия)                                | «Highway To Hell» «Гимн ОТ» (a capella версия)                                | «Highway To Hell» «Гимн ОТ» (a capella версия)                                | «Highway To Hell» «Гимн ОТ» (a capella версия)                                | «Highway To Hell» «Гимн ОТ» (a capella версия)                                | «Highway To Hell» «Гимн ОТ» (a capella версия)                                | «Highway To Hell» «Гимн ОТ» (a capella версия)                                | «Highway To Hell» «Гимн ОТ» (a capella версия)                                | «Highway To Hell» «Гимн ОТ» (a capella версия)                                | «Highway To Hell» «Гимн ОТ» (a capella версия)                                | «Highway To Hell» «Гимн ОТ» (a capella версия)                                | «Highway To Hell» «Гимн ОТ» (a capella версия)                                | «Highway To Hell» «Гимн ОТ» (a capella версия)                                | «Highway To Hell» «Гимн ОТ» (a capella версия)                                | «Highway To Hell» «Гимн ОТ» (a capella версия)                                | «Highway To Hell» «Гимн ОТ» (a capella версия)                                | «Highway To Hell» «Гимн ОТ» (a capella версия)                                | «Highway To Hell» «Гимн ОТ» (a capella версия)                                | «Highway To Hell» «Гимн ОТ» (a capella версия)                                | «Highway To Hell» «Гимн ОТ» (a capella версия)                                | «Highway To Hell» «Гимн ОТ» (a capella версия)                                | «Highway To Hell» «Гимн ОТ» (a capella версия)                                | «Highway To Hell» «Гимн ОТ» (a capella версия)                                | «Highway To Hell» «Гимн ОТ» (a capella версия)                                | «Highway To Hell» «Гимн ОТ» (a capella версия)                                | «Highway To Hell» «Гимн ОТ» (a capella версия)                                | «Highway To Hell» «Гимн ОТ» (a capella версия)                                | «Highway To Hell» «Гимн ОТ» (a capella версия)                                | «Highway To Hell» «Гимн ОТ» (a capella версия)                                | «Highway To Hell» «Гимн ОТ» (a capella версия)                                | «Highway To Hell» «Гимн ОТ» (a capella версия)                                | «Highway To Hell» «Гимн ОТ» (a capella версия)                                | «Highway To Hell» «Гимн ОТ» (a capella версия)                                | «Highway To Hell» «Гимн ОТ» (a capella версия)                                | «Highway To Hell» «Гимн ОТ» (a capella версия)                                | «Highway To Hell» «Гимн ОТ» (a capella версия)                                | «Highway To Hell» «Гимн ОТ» (a capella версия)                                | «Highway To Hell» «Гимн ОТ» (a capella версия)                                | «Highway To Hell» «Гимн ОТ» (a capella версия)                                | «Highway To Hell» «Гимн ОТ» (a capella версия)                                | «Highway To Hell» «Гимн ОТ» (a capella версия)                                | «Highway To Hell» «Гимн ОТ» (a capella версия)                                | «Highway To Hell» «Гимн ОТ» (a capella версия)                                | «Highway To Hell» «Гимн ОТ» (a capella версия)                                | «Highway To Hell» «Гимн ОТ» (a capella версия)                                | «Highway To Hell» «Гимн ОТ» (a capella версия)                                | «Highway To Hell» «Гимн ОТ» (a capella версия)                                | «Highway To Hell» «Гимн ОТ» (a capella версия)                                | «Highway To Hell» «Гимн ОТ» (a capella версия)                                | «Highway To Hell» «Гимн ОТ» (a capella версия)                                | «Highway To Hell» «Гимн ОТ» (a capella версия)                                | «Highway To Hell» «Гимн ОТ» (a capella версия)                                | «Highway To Hell» «Гимн ОТ» (a capella версия)                                | «Highway To Hell» «Гимн ОТ» (a capella версия)                                | «Highway To Hell» «Гимн ОТ» (a capella версия)                                | «Highway To Hell» «Гимн ОТ» (a capella версия)                                | «Highway To Hell» «Гимн ОТ» (a capella версия)                                | «Highway To Hell» «Гимн ОТ» (a capella версия)                                | «Highway To Hell» «Гимн ОТ» (a capella версия)                                | «Highway To Hell» «Гимн ОТ» (a capella версия)                                | «Highway To Hell» «Гимн ОТ» (a capella версия)                                | «Highway To Hell» «Гимн ОТ» (a capella версия)                                | «Highway To Hell» «Гимн ОТ» (a capella версия)                                | «Highway To Hell» «Гимн ОТ» (a capella версия)                                | «Highway To Hell» «Гимн ОТ» (a capella версия)                                | «Highway To Hell» «Гимн ОТ» (a capella версия)                                | «Highway To Hell» «Гимн ОТ» (a capella версия)                                | «Highway To Hell» «Гимн ОТ» (a capella версия)                                | «Highway To Hell» «Гимн ОТ» (a capella версия)                                | «Highway To Hell» «Гимн ОТ» (a capella версия)                                | «Highway To Hell» «Гимн ОТ» (a capella версия)                                | «Highway To Hell» «Гимн ОТ» (a capella версия)                                | «Highway To Hell» «Гимн ОТ» (a capella версия)                                | «Highway To Hell» «Гимн ОТ» (a capella версия)                                | «Highway To Hell» «Гимн ОТ» (a capella версия)                                | «Highway To Hell» «Гимн ОТ» (a capella версия)                                | «Highway To Hell» «Гимн ОТ» (a capella версия)                                | «Highway To Hell» «Гимн ОТ» (a capella версия)                                | «Highway To Hell» «Гимн ОТ» (a capella версия)                                | «Highway To Hell» «Гимн ОТ» (a capella версия)                                | «Highway To Hell» «Гимн ОТ» (a capella версия)                                | «Highway To Hell» «Гимн ОТ» (a capella версия)                                | «Highway To Hell» «Гимн ОТ» (a capella версия)                                | «Highway To Hell» «Гимн ОТ» (a capella версия)                                | «Highway To Hell» «Гимн ОТ» (a capella версия)                                | «Highway To Hell» «Гимн ОТ» (a capella версия)                                | «Highway To Hell» «Гимн ОТ» (a capella версия)                                | «Highway To Hell» «Гимн ОТ» (a capella версия)                                | «Highway To Hell» «Гимн ОТ» (a capella версия)                                | «Highway To Hell» «Гимн ОТ» (a capella версия)                                | «Highway To Hell» «Гимн ОТ» (a capella версия)                                | «Highway To Hell» «Гимн ОТ» (a capella версия)                                | «Highway To Hell» «Гимн ОТ» (a capella версия)                                | «Highway To Hell» «Гимн ОТ» (a capella версия)                                | «Highway To Hell» «Гимн ОТ» (a capella версия)                                | «Highway To Hell» «Гимн ОТ» (a capella версия)                                | «Highway To Hell» «Гимн ОТ» (a capella версия)                                | один Все студенты на Гале 8                                                        | один Все студенты на Гале 8                                                        | один Все студенты на Гале 8                                                        | один Все студенты на Гале 8                                                        | один Все студенты на Гале 8                                                        | один Все студенты на Гале 8                                                        | один Все студенты на Гале 8                                                        | один Все студенты на Гале 8                                                        | один Все студенты на Гале 8                                                        | один Все студенты на Гале 8                                                        | один Все студенты на Гале 8                                                        | один Все студенты на Гале 8                                                        | один Все студенты на Гале 8                                                        | один Все студенты на Гале 8                                                        | один Все студенты на Гале 8                                                        | один Все студенты на Гале 8                                                        | один Все студенты на Гале 8                                                        | один Все студенты на Гале 8                                                        | один Все студенты на Гале 8                                                        | один Все студенты на Гале 8                                                        | один Все студенты на Гале 8                                                        | один Все студенты на Гале 8                                                        | один Все студенты на Гале 8                                                        | один Все студенты на Гале 8                                                        | один Все студенты на Гале 8                                                        | один Все студенты на Гале 8                                                        | один Все студенты на Гале 8                                                        | один Все студенты на Гале 8                                                        | один Все студенты на Гале 8                                                        | один Все студенты на Гале 8                                                        | один Все студенты на Гале 8                                                        | один Все студенты на Гале 8                                                        | один Все студенты на Гале 8                                                        | один Все студенты на Гале 8                                                        | один Все студенты на Гале 8                                                        | один Все студенты на Гале 8                                                        | один Все студенты на Гале 8                                                        | один Все студенты на Гале 8                                                        | один Все студенты на Гале 8                                                        | один Все студенты на Гале 8                                                        | один Все студенты на Гале 8                                                        | один Все студенты на Гале 8                                                        | один Все студенты на Гале 8                                                        | один Все студенты на Гале 8                                                        | один Все студенты на Гале 8                                                        | один Все студенты на Гале 8                                                        | один Все студенты на Гале 8                                                        | один Все студенты на Гале 8                                                        | один Все студенты на Гале 8                                                        | один Все студенты на Гале 8                                                        | один Все студенты на Гале 8                                                        | один Все студенты на Гале 8                                                        | один Все студенты на Гале 8                                                        | один Все студенты на Гале 8                                                        | один Все студенты на Гале 8                                                        | один Все студенты на Гале 8                                                        | один Все студенты на Гале 8                                                        | один Все студенты на Гале 8                                                        | один Все студенты на Гале 8                                                        | один Все студенты на Гале 8                                                        | один Все студенты на Гале 8                                                        | один Все студенты на Гале 8                                                        | один Все студенты на Гале 8                                                        | один Все студенты на Гале 8                                                        | один Все студенты на Гале 8                                                        | один Все студенты на Гале 8                                                        | один Все студенты на Гале 8                                                        | один Все студенты на Гале 8                                                        | один Все студенты на Гале 8                                                        | один Все студенты на Гале 8                                                        | один Все студенты на Гале 8                                                        | один Все студенты на Гале 8                                                        | один Все студенты на Гале 8                                                        | один Все студенты на Гале 8                                                        | один Все студенты на Гале 8                                                        | один Все студенты на Гале 8                                                        | один Все студенты на Гале 8                                                        | один Все студенты на Гале 8                                                        | один Все студенты на Гале 8                                                        | один Все студенты на Гале 8                                                        | один Все студенты на Гале 8                                                        | один Все студенты на Гале 8                                                        | один Все студенты на Гале 8                                                        | один Все студенты на Гале 8                                                        | один Все студенты на Гале 8                                                        | один Все студенты на Гале 8                                                        | один Все студенты на Гале 8                                                        | один Все студенты на Гале 8                                                        | один Все студенты на Гале 8                                                        | один Все студенты на Гале 8                                                        | один Все студенты на Гале 8                                                        | один Все студенты на Гале 8                                                        | один Все студенты на Гале 8                                                        | один Все студенты на Гале 8                                                        | один Все студенты на Гале 8                                                        | один Все студенты на Гале 8                                                        | один Все студенты на Гале 8                                                        | один Все студенты на Гале 8                                                        | один Все студенты на Гале 8                                                        | один Все студенты на Гале 8                                                        | один Все студенты на Гале 8                                                        | один Все студенты на Гале 8                                                        | один Все студенты на Гале 8                                                        | один Все студенты на Гале 8                                                        | один Все студенты на Гале 8                                                        | один Все студенты на Гале 8                                                        | один Все студенты на Гале 8                                                        | один Все студенты на Гале 8                                                        | один Все студенты на Гале 8                                                        | один Все студенты на Гале 8                                                        | один Все студенты на Гале 8                                                        | один Все студенты на Гале 8                                                        | один Все студенты на Гале 8                                                        | один Все студенты на Гале 8                                                        | один Все студенты на Гале 8                                                        | один Все студенты на Гале 8                                                        | один Все студенты на Гале 8                                                        | один Все студенты на Гале 8                                                        | один Все студенты на Гале 8                                                        | один Все студенты на Гале 8                                                        | один Все студенты на Гале 8                                                        | один Все студенты на Гале 8                                                        | один Все студенты на Гале 8                                                        | один Все студенты на Гале 8                                                        | один Все студенты на Гале 8                                                        | один Все студенты на Гале 8                                                        | один Все студенты на Гале 8                                                        | один Все студенты на Гале 8                                                        | один Все студенты на Гале 8                                                        | один Все студенты на Гале 8                                                        | AC/DC                                     | AC/DC                                     | AC/DC                                     | AC/DC                                     | AC/DC                                     | AC/DC                                     | AC/DC                                     | AC/DC                                     | AC/DC                                     | AC/DC                                     | AC/DC                                     | AC/DC                                     | AC/DC                                     | AC/DC                                     | AC/DC                                     | AC/DC                                     | AC/DC                                     | AC/DC                                     | AC/DC                                     | AC/DC                                     | AC/DC                                     | AC/DC                                     | AC/DC                                     | AC/DC                                     | AC/DC                                     | AC/DC                                     | AC/DC                                     | AC/DC                                     | AC/DC                                     | AC/DC                                     | AC/DC                                     | AC/DC                                     | AC/DC                                     | AC/DC                                     | AC/DC                                     | AC/DC                                     | AC/DC                                     | AC/DC                                     | AC/DC                                     | AC/DC                                     | AC/DC                                     | AC/DC                                     | AC/DC                                     | AC/DC                                     | AC/DC                                     | AC/DC                                     | AC/DC                                     | AC/DC                                     | AC/DC                                     | AC/DC                                     | AC/DC                                     | AC/DC                                     | AC/DC                                     | AC/DC                                     | AC/DC                                     | AC/DC                                     | AC/DC                                     | AC/DC                                     | AC/DC                                     | AC/DC                                     | AC/DC                                     | AC/DC                                     | AC/DC                                     | AC/DC                                     | AC/DC                                     | AC/DC                                     | AC/DC                                     | AC/DC                                     | AC/DC                                     | AC/DC                                     | AC/DC                                     | AC/DC                                     | AC/DC                                     | AC/DC                                     | AC/DC                                     | AC/DC                                     | AC/DC                                     | AC/DC                                     | AC/DC                                     | AC/DC                                     | AC/DC                                     | AC/DC                                     | AC/DC                                     | AC/DC                                     | AC/DC                                     | AC/DC                                     | AC/DC                                     | AC/DC                                     | AC/DC                                     | AC/DC                                     | AC/DC                                     | AC/DC                                     | AC/DC                                     | AC/DC                                     | AC/DC                                     | AC/DC                                     | AC/DC                                     | AC/DC                                     | AC/DC                                     | AC/DC                                     | Н (с Джордже Гоговым)         | Н (с Джордже Гоговым)         | Н (с Джордже Гоговым)         | Н (с Джордже Гоговым)         | Н (с Джордже Гоговым)         | Н (с Джордже Гоговым)         | Н (с Джордже Гоговым)         | Н (с Джордже Гоговым)         | Н (с Джордже Гоговым)         | Н (с Джордже Гоговым)         | Н (с Джордже Гоговым)         | Н (с Джордже Гоговым)         | Н (с Джордже Гоговым)         | Н (с Джордже Гоговым)         | Н (с Джордже Гоговым)         | Н (с Джордже Гоговым)         | Н (с Джордже Гоговым)         | Н (с Джордже Гоговым)         | Н (с Джордже Гоговым)         | Н (с Джордже Гоговым)         | Н (с Джордже Гоговым)         | Н (с Джордже Гоговым)         | Н (с Джордже Гоговым)         | Н (с Джордже Гоговым)         | Н (с Джордже Гоговым)         | Н (с Джордже Гоговым)         | Н (с Джордже Гоговым)         | Н (с Джордже Гоговым)         | Н (с Джордже Гоговым)         | Н (с Джордже Гоговым)         | Н (с Джордже Гоговым)         | Н (с Джордже Гоговым)         | Н (с Джордже Гоговым)         | Н (с Джордже Гоговым)         | Н (с Джордже Гоговым)         | Н (с Джордже Гоговым)         | Н (с Джордже Гоговым)         | Н (с Джордже Гоговым)         | Н (с Джордже Гоговым)         | Н (с Джордже Гоговым)         | Н (с Джордже Гоговым)         | Н (с Джордже Гоговым)         | Н (с Джордже Гоговым)         | Н (с Джордже Гоговым)         | Н (с Джордже Гоговым)         | Н (с Джордже Гоговым)         | Н (с Джордже Гоговым)         | Н (с Джордже Гоговым)         | Н (с Джордже Гоговым)         | Н (с Джордже Гоговым)         | Н (с Джордже Гоговым)         | Н (с Джордже Гоговым)         | Н (с Джордже Гоговым)         | Н (с Джордже Гоговым)         | Н (с Джордже Гоговым)         | Н (с Джордже Гоговым)         | Н (с Джордже Гоговым)         | Н (с Джордже Гоговым)         | Н (с Джордже Гоговым)         | Н (с Джордже Гоговым)         | Н (с Джордже Гоговым)         | Н (с Джордже Гоговым)         | Н (с Джордже Гоговым)         | Н (с Джордже Гоговым)         | Н (с Джордже Гоговым)         | Н (с Джордже Гоговым)         | Н (с Джордже Гоговым)         | Н (с Джордже Гоговым)         | Н (с Джордже Гоговым)         | Н (с Джордже Гоговым)         | Н (с Джордже Гоговым)         | Н (с Джордже Гоговым)         | Н (с Джордже Гоговым)         | Н (с Джордже Гоговым)         | Н (с Джордже Гоговым)         | Н (с Джордже Гоговым)         | Н (с Джордже Гоговым)         | Н (с Джордже Гоговым)         | Н (с Джордже Гоговым)         | Н (с Джордже Гоговым)         | Н (с Джордже Гоговым)         | Н (с Джордже Гоговым)         | Н (с Джордже Гоговым)         | Н (с Джордже Гоговым)         | Н (с Джордже Гоговым)         | Н (с Джордже Гоговым)         | Н (с Джордже Гоговым)         | Н (с Джордже Гоговым)         | Н (с Джордже Гоговым)         | Н (с Джордже Гоговым)         | Н (с Джордже Гоговым)         | Н (с Джордже Гоговым)         | Н (с Джордже Гоговым)         | Н (с Джордже Гоговым)         | Н (с Джордже Гоговым)         | Н (с Джордже Гоговым)         | Н (с Джордже Гоговым)         | Н (с Джордже Гоговым)         | Н (с Джордже Гоговым)         | Н (с Джордже Гоговым)         |
| 9         | 9         | 9         | 9         | 9         | 9         | 9         | 9         | 9         | 9         | 9         | 9         | 9         | 9         | 9         | 9         | 9         | 9         | 9         | 9         | 9         | 9         | 9         | 9         | 9         | 9         | 9         | 9         | 9         | 9         | 9         | 9         | 9         | 9         | 9         | 9         | 9         | 9         | 9         | 9         | 9         | 9         | 9         | 9         | 9         | 9         | 9         | 9         | 9         | 9         | 9         | 9         | 9         | 9         | 9         | 9         | 9         | 9         | 9         | 9         | 9         | 9         | 9         | 9         | 9         | 9         | 9         | 9         | 9         | 9         | 9         | 9         | 9         | 9         | 9         | 9         | 9         | 9         | 9         | 9         | 9         | 9         | 9         | 9         | 9         | 9         | 9         | 9         | 9         | 9         | «More Than Words» «Are You Gonna Go My Way» «Гимн OT» (рок версия)            | «More Than Words» «Are You Gonna Go My Way» «Гимн OT» (рок версия)            | «More Than Words» «Are You Gonna Go My Way» «Гимн OT» (рок версия)            | «More Than Words» «Are You Gonna Go My Way» «Гимн OT» (рок версия)            | «More Than Words» «Are You Gonna Go My Way» «Гимн OT» (рок версия)            | «More Than Words» «Are You Gonna Go My Way» «Гимн OT» (рок версия)            | «More Than Words» «Are You Gonna Go My Way» «Гимн OT» (рок версия)            | «More Than Words» «Are You Gonna Go My Way» «Гимн OT» (рок версия)            | «More Than Words» «Are You Gonna Go My Way» «Гимн OT» (рок версия)            | «More Than Words» «Are You Gonna Go My Way» «Гимн OT» (рок версия)            | «More Than Words» «Are You Gonna Go My Way» «Гимн OT» (рок версия)            | «More Than Words» «Are You Gonna Go My Way» «Гимн OT» (рок версия)            | «More Than Words» «Are You Gonna Go My Way» «Гимн OT» (рок версия)            | «More Than Words» «Are You Gonna Go My Way» «Гимн OT» (рок версия)            | «More Than Words» «Are You Gonna Go My Way» «Гимн OT» (рок версия)            | «More Than Words» «Are You Gonna Go My Way» «Гимн OT» (рок версия)            | «More Than Words» «Are You Gonna Go My Way» «Гимн OT» (рок версия)            | «More Than Words» «Are You Gonna Go My Way» «Гимн OT» (рок версия)            | «More Than Words» «Are You Gonna Go My Way» «Гимн OT» (рок версия)            | «More Than Words» «Are You Gonna Go My Way» «Гимн OT» (рок версия)            | «More Than Words» «Are You Gonna Go My Way» «Гимн OT» (рок версия)            | «More Than Words» «Are You Gonna Go My Way» «Гимн OT» (рок версия)            | «More Than Words» «Are You Gonna Go My Way» «Гимн OT» (рок версия)            | «More Than Words» «Are You Gonna Go My Way» «Гимн OT» (рок версия)            | «More Than Words» «Are You Gonna Go My Way» «Гимн OT» (рок версия)            | «More Than Words» «Are You Gonna Go My Way» «Гимн OT» (рок версия)            | «More Than Words» «Are You Gonna Go My Way» «Гимн OT» (рок версия)            | «More Than Words» «Are You Gonna Go My Way» «Гимн OT» (рок версия)            | «More Than Words» «Are You Gonna Go My Way» «Гимн OT» (рок версия)            | «More Than Words» «Are You Gonna Go My Way» «Гимн OT» (рок версия)            | «More Than Words» «Are You Gonna Go My Way» «Гимн OT» (рок версия)            | «More Than Words» «Are You Gonna Go My Way» «Гимн OT» (рок версия)            | «More Than Words» «Are You Gonna Go My Way» «Гимн OT» (рок версия)            | «More Than Words» «Are You Gonna Go My Way» «Гимн OT» (рок версия)            | «More Than Words» «Are You Gonna Go My Way» «Гимн OT» (рок версия)            | «More Than Words» «Are You Gonna Go My Way» «Гимн OT» (рок версия)            | «More Than Words» «Are You Gonna Go My Way» «Гимн OT» (рок версия)            | «More Than Words» «Are You Gonna Go My Way» «Гимн OT» (рок версия)            | «More Than Words» «Are You Gonna Go My Way» «Гимн OT» (рок версия)            | «More Than Words» «Are You Gonna Go My Way» «Гимн OT» (рок версия)            | «More Than Words» «Are You Gonna Go My Way» «Гимн OT» (рок версия)            | «More Than Words» «Are You Gonna Go My Way» «Гимн OT» (рок версия)            | «More Than Words» «Are You Gonna Go My Way» «Гимн OT» (рок версия)            | «More Than Words» «Are You Gonna Go My Way» «Гимн OT» (рок версия)            | «More Than Words» «Are You Gonna Go My Way» «Гимн OT» (рок версия)            | «More Than Words» «Are You Gonna Go My Way» «Гимн OT» (рок версия)            | «More Than Words» «Are You Gonna Go My Way» «Гимн OT» (рок версия)            | «More Than Words» «Are You Gonna Go My Way» «Гимн OT» (рок версия)            | «More Than Words» «Are You Gonna Go My Way» «Гимн OT» (рок версия)            | «More Than Words» «Are You Gonna Go My Way» «Гимн OT» (рок версия)            | «More Than Words» «Are You Gonna Go My Way» «Гимн OT» (рок версия)            | «More Than Words» «Are You Gonna Go My Way» «Гимн OT» (рок версия)            | «More Than Words» «Are You Gonna Go My Way» «Гимн OT» (рок версия)            | «More Than Words» «Are You Gonna Go My Way» «Гимн OT» (рок версия)            | «More Than Words» «Are You Gonna Go My Way» «Гимн OT» (рок версия)            | «More Than Words» «Are You Gonna Go My Way» «Гимн OT» (рок версия)            | «More Than Words» «Are You Gonna Go My Way» «Гимн OT» (рок версия)            | «More Than Words» «Are You Gonna Go My Way» «Гимн OT» (рок версия)            | «More Than Words» «Are You Gonna Go My Way» «Гимн OT» (рок версия)            | «More Than Words» «Are You Gonna Go My Way» «Гимн OT» (рок версия)            | «More Than Words» «Are You Gonna Go My Way» «Гимн OT» (рок версия)            | «More Than Words» «Are You Gonna Go My Way» «Гимн OT» (рок версия)            | «More Than Words» «Are You Gonna Go My Way» «Гимн OT» (рок версия)            | «More Than Words» «Are You Gonna Go My Way» «Гимн OT» (рок версия)            | «More Than Words» «Are You Gonna Go My Way» «Гимн OT» (рок версия)            | «More Than Words» «Are You Gonna Go My Way» «Гимн OT» (рок версия)            | «More Than Words» «Are You Gonna Go My Way» «Гимн OT» (рок версия)            | «More Than Words» «Are You Gonna Go My Way» «Гимн OT» (рок версия)            | «More Than Words» «Are You Gonna Go My Way» «Гимн OT» (рок версия)            | «More Than Words» «Are You Gonna Go My Way» «Гимн OT» (рок версия)            | «More Than Words» «Are You Gonna Go My Way» «Гимн OT» (рок версия)            | «More Than Words» «Are You Gonna Go My Way» «Гимн OT» (рок версия)            | «More Than Words» «Are You Gonna Go My Way» «Гимн OT» (рок версия)            | «More Than Words» «Are You Gonna Go My Way» «Гимн OT» (рок версия)            | «More Than Words» «Are You Gonna Go My Way» «Гимн OT» (рок версия)            | «More Than Words» «Are You Gonna Go My Way» «Гимн OT» (рок версия)            | «More Than Words» «Are You Gonna Go My Way» «Гимн OT» (рок версия)            | «More Than Words» «Are You Gonna Go My Way» «Гимн OT» (рок версия)            | «More Than Words» «Are You Gonna Go My Way» «Гимн OT» (рок версия)            | «More Than Words» «Are You Gonna Go My Way» «Гимн OT» (рок версия)            | «More Than Words» «Are You Gonna Go My Way» «Гимн OT» (рок версия)            | «More Than Words» «Are You Gonna Go My Way» «Гимн OT» (рок версия)            | «More Than Words» «Are You Gonna Go My Way» «Гимн OT» (рок версия)            | «More Than Words» «Are You Gonna Go My Way» «Гимн OT» (рок версия)            | «More Than Words» «Are You Gonna Go My Way» «Гимн OT» (рок версия)            | «More Than Words» «Are You Gonna Go My Way» «Гимн OT» (рок версия)            | «More Than Words» «Are You Gonna Go My Way» «Гимн OT» (рок версия)            | «More Than Words» «Are You Gonna Go My Way» «Гимн OT» (рок версия)            | «More Than Words» «Are You Gonna Go My Way» «Гимн OT» (рок версия)            | «More Than Words» «Are You Gonna Go My Way» «Гимн OT» (рок версия)            | «More Than Words» «Are You Gonna Go My Way» «Гимн OT» (рок версия)            | «More Than Words» «Are You Gonna Go My Way» «Гимн OT» (рок версия)            | «More Than Words» «Are You Gonna Go My Way» «Гимн OT» (рок версия)            | «More Than Words» «Are You Gonna Go My Way» «Гимн OT» (рок версия)            | «More Than Words» «Are You Gonna Go My Way» «Гимн OT» (рок версия)            | «More Than Words» «Are You Gonna Go My Way» «Гимн OT» (рок версия)            | «More Than Words» «Are You Gonna Go My Way» «Гимн OT» (рок версия)            | «More Than Words» «Are You Gonna Go My Way» «Гимн OT» (рок версия)            | «More Than Words» «Are You Gonna Go My Way» «Гимн OT» (рок версия)            | «More Than Words» «Are You Gonna Go My Way» «Гимн OT» (рок версия)            | один Дуэт с Джорджем Гоговым Все студенты на Гале 9                                | один Дуэт с Джорджем Гоговым Все студенты на Гале 9                                | один Дуэт с Джорджем Гоговым Все студенты на Гале 9                                | один Дуэт с Джорджем Гоговым Все студенты на Гале 9                                | один Дуэт с Джорджем Гоговым Все студенты на Гале 9                                | один Дуэт с Джорджем Гоговым Все студенты на Гале 9                                | один Дуэт с Джорджем Гоговым Все студенты на Гале 9                                | один Дуэт с Джорджем Гоговым Все студенты на Гале 9                                | один Дуэт с Джорджем Гоговым Все студенты на Гале 9                                | один Дуэт с Джорджем Гоговым Все студенты на Гале 9                                | один Дуэт с Джорджем Гоговым Все студенты на Гале 9                                | один Дуэт с Джорджем Гоговым Все студенты на Гале 9                                | один Дуэт с Джорджем Гоговым Все студенты на Гале 9                                | один Дуэт с Джорджем Гоговым Все студенты на Гале 9                                | один Дуэт с Джорджем Гоговым Все студенты на Гале 9                                | один Дуэт с Джорджем Гоговым Все студенты на Гале 9                                | один Дуэт с Джорджем Гоговым Все студенты на Гале 9                                | один Дуэт с Джорджем Гоговым Все студенты на Гале 9                                | один Дуэт с Джорджем Гоговым Все студенты на Гале 9                                | один Дуэт с Джорджем Гоговым Все студенты на Гале 9                                | один Дуэт с Джорджем Гоговым Все студенты на Гале 9                                | один Дуэт с Джорджем Гоговым Все студенты на Гале 9                                | один Дуэт с Джорджем Гоговым Все студенты на Гале 9                                | один Дуэт с Джорджем Гоговым Все студенты на Гале 9                                | один Дуэт с Джорджем Гоговым Все студенты на Гале 9                                | один Дуэт с Джорджем Гоговым Все студенты на Гале 9                                | один Дуэт с Джорджем Гоговым Все студенты на Гале 9                                | один Дуэт с Джорджем Гоговым Все студенты на Гале 9                                | один Дуэт с Джорджем Гоговым Все студенты на Гале 9                                | один Дуэт с Джорджем Гоговым Все студенты на Гале 9                                | один Дуэт с Джорджем Гоговым Все студенты на Гале 9                                | один Дуэт с Джорджем Гоговым Все студенты на Гале 9                                | один Дуэт с Джорджем Гоговым Все студенты на Гале 9                                | один Дуэт с Джорджем Гоговым Все студенты на Гале 9                                | один Дуэт с Джорджем Гоговым Все студенты на Гале 9                                | один Дуэт с Джорджем Гоговым Все студенты на Гале 9                                | один Дуэт с Джорджем Гоговым Все студенты на Гале 9                                | один Дуэт с Джорджем Гоговым Все студенты на Гале 9                                | один Дуэт с Джорджем Гоговым Все студенты на Гале 9                                | один Дуэт с Джорджем Гоговым Все студенты на Гале 9                                | один Дуэт с Джорджем Гоговым Все студенты на Гале 9                                | один Дуэт с Джорджем Гоговым Все студенты на Гале 9                                | один Дуэт с Джорджем Гоговым Все студенты на Гале 9                                | один Дуэт с Джорджем Гоговым Все студенты на Гале 9                                | один Дуэт с Джорджем Гоговым Все студенты на Гале 9                                | один Дуэт с Джорджем Гоговым Все студенты на Гале 9                                | один Дуэт с Джорджем Гоговым Все студенты на Гале 9                                | один Дуэт с Джорджем Гоговым Все студенты на Гале 9                                | один Дуэт с Джорджем Гоговым Все студенты на Гале 9                                | один Дуэт с Джорджем Гоговым Все студенты на Гале 9                                | один Дуэт с Джорджем Гоговым Все студенты на Гале 9                                | один Дуэт с Джорджем Гоговым Все студенты на Гале 9                                | один Дуэт с Джорджем Гоговым Все студенты на Гале 9                                | один Дуэт с Джорджем Гоговым Все студенты на Гале 9                                | один Дуэт с Джорджем Гоговым Все студенты на Гале 9                                | один Дуэт с Джорджем Гоговым Все студенты на Гале 9                                | один Дуэт с Джорджем Гоговым Все студенты на Гале 9                                | один Дуэт с Джорджем Гоговым Все студенты на Гале 9                                | один Дуэт с Джорджем Гоговым Все студенты на Гале 9                                | один Дуэт с Джорджем Гоговым Все студенты на Гале 9                                | один Дуэт с Джорджем Гоговым Все студенты на Гале 9                                | один Дуэт с Джорджем Гоговым Все студенты на Гале 9                                | один Дуэт с Джорджем Гоговым Все студенты на Гале 9                                | один Дуэт с Джорджем Гоговым Все студенты на Гале 9                                | один Дуэт с Джорджем Гоговым Все студенты на Гале 9                                | один Дуэт с Джорджем Гоговым Все студенты на Гале 9                                | один Дуэт с Джорджем Гоговым Все студенты на Гале 9                                | один Дуэт с Джорджем Гоговым Все студенты на Гале 9                                | один Дуэт с Джорджем Гоговым Все студенты на Гале 9                                | один Дуэт с Джорджем Гоговым Все студенты на Гале 9                                | один Дуэт с Джорджем Гоговым Все студенты на Гале 9                                | один Дуэт с Джорджем Гоговым Все студенты на Гале 9                                | один Дуэт с Джорджем Гоговым Все студенты на Гале 9                                | один Дуэт с Джорджем Гоговым Все студенты на Гале 9                                | один Дуэт с Джорджем Гоговым Все студенты на Гале 9                                | один Дуэт с Джорджем Гоговым Все студенты на Гале 9                                | один Дуэт с Джорджем Гоговым Все студенты на Гале 9                                | один Дуэт с Джорджем Гоговым Все студенты на Гале 9                                | один Дуэт с Джорджем Гоговым Все студенты на Гале 9                                | один Дуэт с Джорджем Гоговым Все студенты на Гале 9                                | один Дуэт с Джорджем Гоговым Все студенты на Гале 9                                | один Дуэт с Джорджем Гоговым Все студенты на Гале 9                                | один Дуэт с Джорджем Гоговым Все студенты на Гале 9                                | один Дуэт с Джорджем Гоговым Все студенты на Гале 9                                | один Дуэт с Джорджем Гоговым Все студенты на Гале 9                                | один Дуэт с Джорджем Гоговым Все студенты на Гале 9                                | один Дуэт с Джорджем Гоговым Все студенты на Гале 9                                | один Дуэт с Джорджем Гоговым Все студенты на Гале 9                                | один Дуэт с Джорджем Гоговым Все студенты на Гале 9                                | один Дуэт с Джорджем Гоговым Все студенты на Гале 9                                | один Дуэт с Джорджем Гоговым Все студенты на Гале 9                                | один Дуэт с Джорджем Гоговым Все студенты на Гале 9                                | один Дуэт с Джорджем Гоговым Все студенты на Гале 9                                | один Дуэт с Джорджем Гоговым Все студенты на Гале 9                                | один Дуэт с Джорджем Гоговым Все студенты на Гале 9                                | один Дуэт с Джорджем Гоговым Все студенты на Гале 9                                | один Дуэт с Джорджем Гоговым Все студенты на Гале 9                                | один Дуэт с Джорджем Гоговым Все студенты на Гале 9                                | один Дуэт с Джорджем Гоговым Все студенты на Гале 9                                | один Дуэт с Джорджем Гоговым Все студенты на Гале 9                                | один Дуэт с Джорджем Гоговым Все студенты на Гале 9                                | один Дуэт с Джорджем Гоговым Все студенты на Гале 9                                | один Дуэт с Джорджем Гоговым Все студенты на Гале 9                                | один Дуэт с Джорджем Гоговым Все студенты на Гале 9                                | один Дуэт с Джорджем Гоговым Все студенты на Гале 9                                | один Дуэт с Джорджем Гоговым Все студенты на Гале 9                                | один Дуэт с Джорджем Гоговым Все студенты на Гале 9                                | один Дуэт с Джорджем Гоговым Все студенты на Гале 9                                | один Дуэт с Джорджем Гоговым Все студенты на Гале 9                                | один Дуэт с Джорджем Гоговым Все студенты на Гале 9                                | один Дуэт с Джорджем Гоговым Все студенты на Гале 9                                | один Дуэт с Джорджем Гоговым Все студенты на Гале 9                                | один Дуэт с Джорджем Гоговым Все студенты на Гале 9                                | один Дуэт с Джорджем Гоговым Все студенты на Гале 9                                | один Дуэт с Джорджем Гоговым Все студенты на Гале 9                                | один Дуэт с Джорджем Гоговым Все студенты на Гале 9                                | один Дуэт с Джорджем Гоговым Все студенты на Гале 9                                | один Дуэт с Джорджем Гоговым Все студенты на Гале 9                                | один Дуэт с Джорджем Гоговым Все студенты на Гале 9                                | один Дуэт с Джорджем Гоговым Все студенты на Гале 9                                | один Дуэт с Джорджем Гоговым Все студенты на Гале 9                                | один Дуэт с Джорджем Гоговым Все студенты на Гале 9                                | один Дуэт с Джорджем Гоговым Все студенты на Гале 9                                | один Дуэт с Джорджем Гоговым Все студенты на Гале 9                                | один Дуэт с Джорджем Гоговым Все студенты на Гале 9                                | один Дуэт с Джорджем Гоговым Все студенты на Гале 9                                | один Дуэт с Джорджем Гоговым Все студенты на Гале 9                                | один Дуэт с Джорджем Гоговым Все студенты на Гале 9                                | один Дуэт с Джорджем Гоговым Все студенты на Гале 9                                | один Дуэт с Джорджем Гоговым Все студенты на Гале 9                                | Extreme Лени Кравитц                      | Extreme Лени Кравитц                      | Extreme Лени Кравитц                      | Extreme Лени Кравитц                      | Extreme Лени Кравитц                      | Extreme Лени Кравитц                      | Extreme Лени Кравитц                      | Extreme Лени Кравитц                      | Extreme Лени Кравитц                      | Extreme Лени Кравитц                      | Extreme Лени Кравитц                      | Extreme Лени Кравитц                      | Extreme Лени Кравитц                      | Extreme Лени Кравитц                      | Extreme Лени Кравитц                      | Extreme Лени Кравитц                      | Extreme Лени Кравитц                      | Extreme Лени Кравитц                      | Extreme Лени Кравитц                      | Extreme Лени Кравитц                      | Extreme Лени Кравитц                      | Extreme Лени Кравитц                      | Extreme Лени Кравитц                      | Extreme Лени Кравитц                      | Extreme Лени Кравитц                      | Extreme Лени Кравитц                      | Extreme Лени Кравитц                      | Extreme Лени Кравитц                      | Extreme Лени Кравитц                      | Extreme Лени Кравитц                      | Extreme Лени Кравитц                      | Extreme Лени Кравитц                      | Extreme Лени Кравитц                      | Extreme Лени Кравитц                      | Extreme Лени Кравитц                      | Extreme Лени Кравитц                      | Extreme Лени Кравитц                      | Extreme Лени Кравитц                      | Extreme Лени Кравитц                      | Extreme Лени Кравитц                      | Extreme Лени Кравитц                      | Extreme Лени Кравитц                      | Extreme Лени Кравитц                      | Extreme Лени Кравитц                      | Extreme Лени Кравитц                      | Extreme Лени Кравитц                      | Extreme Лени Кравитц                      | Extreme Лени Кравитц                      | Extreme Лени Кравитц                      | Extreme Лени Кравитц                      | Extreme Лени Кравитц                      | Extreme Лени Кравитц                      | Extreme Лени Кравитц                      | Extreme Лени Кравитц                      | Extreme Лени Кравитц                      | Extreme Лени Кравитц                      | Extreme Лени Кравитц                      | Extreme Лени Кравитц                      | Extreme Лени Кравитц                      | Extreme Лени Кравитц                      | Extreme Лени Кравитц                      | Extreme Лени Кравитц                      | Extreme Лени Кравитц                      | Extreme Лени Кравитц                      | Extreme Лени Кравитц                      | Extreme Лени Кравитц                      | Extreme Лени Кравитц                      | Extreme Лени Кравитц                      | Extreme Лени Кравитц                      | Extreme Лени Кравитц                      | Extreme Лени Кравитц                      | Extreme Лени Кравитц                      | Extreme Лени Кравитц                      | Extreme Лени Кравитц                      | Extreme Лени Кравитц                      | Extreme Лени Кравитц                      | Extreme Лени Кравитц                      | Extreme Лени Кравитц                      | Extreme Лени Кравитц                      | Extreme Лени Кравитц                      | Extreme Лени Кравитц                      | Extreme Лени Кравитц                      | Extreme Лени Кравитц                      | Extreme Лени Кравитц                      | Extreme Лени Кравитц                      | Extreme Лени Кравитц                      | Extreme Лени Кравитц                      | Extreme Лени Кравитц                      | Extreme Лени Кравитц                      | Extreme Лени Кравитц                      | Extreme Лени Кравитц                      | Extreme Лени Кравитц                      | Extreme Лени Кравитц                      | Extreme Лени Кравитц                      | Extreme Лени Кравитц                      | Extreme Лени Кравитц                      | Extreme Лени Кравитц                      | Extreme Лени Кравитц                      | Extreme Лени Кравитц                      | Extreme Лени Кравитц                      | Прошёл, в безопасности        | Прошёл, в безопасности        | Прошёл, в безопасности        | Прошёл, в безопасности        | Прошёл, в безопасности        | Прошёл, в безопасности        | Прошёл, в безопасности        | Прошёл, в безопасности        | Прошёл, в безопасности        | Прошёл, в безопасности        | Прошёл, в безопасности        | Прошёл, в безопасности        | Прошёл, в безопасности        | Прошёл, в безопасности        | Прошёл, в безопасности        | Прошёл, в безопасности        | Прошёл, в безопасности        | Прошёл, в безопасности        | Прошёл, в безопасности        | Прошёл, в безопасности        | Прошёл, в безопасности        | Прошёл, в безопасности        | Прошёл, в безопасности        | Прошёл, в безопасности        | Прошёл, в безопасности        | Прошёл, в безопасности        | Прошёл, в безопасности        | Прошёл, в безопасности        | Прошёл, в безопасности        | Прошёл, в безопасности        | Прошёл, в безопасности        | Прошёл, в безопасности        | Прошёл, в безопасности        | Прошёл, в безопасности        | Прошёл, в безопасности        | Прошёл, в безопасности        | Прошёл, в безопасности        | Прошёл, в безопасности        | Прошёл, в безопасности        | Прошёл, в безопасности        | Прошёл, в безопасности        | Прошёл, в безопасности        | Прошёл, в безопасности        | Прошёл, в безопасности        | Прошёл, в безопасности        | Прошёл, в безопасности        | Прошёл, в безопасности        | Прошёл, в безопасности        | Прошёл, в безопасности        | Прошёл, в безопасности        | Прошёл, в безопасности        | Прошёл, в безопасности        | Прошёл, в безопасности        | Прошёл, в безопасности        | Прошёл, в безопасности        | Прошёл, в безопасности        | Прошёл, в безопасности        | Прошёл, в безопасности        | Прошёл, в безопасности        | Прошёл, в безопасности        | Прошёл, в безопасности        | Прошёл, в безопасности        | Прошёл, в безопасности        | Прошёл, в безопасности        | Прошёл, в безопасности        | Прошёл, в безопасности        | Прошёл, в безопасности        | Прошёл, в безопасности        | Прошёл, в безопасности        | Прошёл, в безопасности        | Прошёл, в безопасности        | Прошёл, в безопасности        | Прошёл, в безопасности        | Прошёл, в безопасности        | Прошёл, в безопасности        | Прошёл, в безопасности        | Прошёл, в безопасности        | Прошёл, в безопасности        | Прошёл, в безопасности        | Прошёл, в безопасности        | Прошёл, в безопасности        | Прошёл, в безопасности        | Прошёл, в безопасности        | Прошёл, в безопасности        | Прошёл, в безопасности        | Прошёл, в безопасности        | Прошёл, в безопасности        | Прошёл, в безопасности        | Прошёл, в безопасности        | Прошёл, в безопасности        | Прошёл, в безопасности        | Прошёл, в безопасности        | Прошёл, в безопасности        | Прошёл, в безопасности        | Прошёл, в безопасности        | Прошёл, в безопасности        | Прошёл, в безопасности        | Прошёл, в безопасности        | Прошёл, в безопасности        | Прошёл, в безопасности        |
| 10        | 10        | 10        | 10        | 10        | 10        | 10        | 10        | 10        | 10        | 10        | 10        | 10        | 10        | 10        | 10        | 10        | 10        | 10        | 10        | 10        | 10        | 10        | 10        | 10        | 10        | 10        | 10        | 10        | 10        | 10        | 10        | 10        | 10        | 10        | 10        | 10        | 10        | 10        | 10        | 10        | 10        | 10        | 10        | 10        | 10        | 10        | 10        | 10        | 10        | 10        | 10        | 10        | 10        | 10        | 10        | 10        | 10        | 10        | 10        | 10        | 10        | 10        | 10        | 10        | 10        | 10        | 10        | 10        | 10        | 10        | 10        | 10        | 10        | 10        | 10        | 10        | 10        | 10        | 10        | 10        | 10        | 10        | 10        | 10        | 10        | 10        | 10        | 10        | 10        | «Иди ко мне» «Help!»/«A Hard Day's Night»                                     | «Иди ко мне» «Help!»/«A Hard Day's Night»                                     | «Иди ко мне» «Help!»/«A Hard Day's Night»                                     | «Иди ко мне» «Help!»/«A Hard Day's Night»                                     | «Иди ко мне» «Help!»/«A Hard Day's Night»                                     | «Иди ко мне» «Help!»/«A Hard Day's Night»                                     | «Иди ко мне» «Help!»/«A Hard Day's Night»                                     | «Иди ко мне» «Help!»/«A Hard Day's Night»                                     | «Иди ко мне» «Help!»/«A Hard Day's Night»                                     | «Иди ко мне» «Help!»/«A Hard Day's Night»                                     | «Иди ко мне» «Help!»/«A Hard Day's Night»                                     | «Иди ко мне» «Help!»/«A Hard Day's Night»                                     | «Иди ко мне» «Help!»/«A Hard Day's Night»                                     | «Иди ко мне» «Help!»/«A Hard Day's Night»                                     | «Иди ко мне» «Help!»/«A Hard Day's Night»                                     | «Иди ко мне» «Help!»/«A Hard Day's Night»                                     | «Иди ко мне» «Help!»/«A Hard Day's Night»                                     | «Иди ко мне» «Help!»/«A Hard Day's Night»                                     | «Иди ко мне» «Help!»/«A Hard Day's Night»                                     | «Иди ко мне» «Help!»/«A Hard Day's Night»                                     | «Иди ко мне» «Help!»/«A Hard Day's Night»                                     | «Иди ко мне» «Help!»/«A Hard Day's Night»                                     | «Иди ко мне» «Help!»/«A Hard Day's Night»                                     | «Иди ко мне» «Help!»/«A Hard Day's Night»                                     | «Иди ко мне» «Help!»/«A Hard Day's Night»                                     | «Иди ко мне» «Help!»/«A Hard Day's Night»                                     | «Иди ко мне» «Help!»/«A Hard Day's Night»                                     | «Иди ко мне» «Help!»/«A Hard Day's Night»                                     | «Иди ко мне» «Help!»/«A Hard Day's Night»                                     | «Иди ко мне» «Help!»/«A Hard Day's Night»                                     | «Иди ко мне» «Help!»/«A Hard Day's Night»                                     | «Иди ко мне» «Help!»/«A Hard Day's Night»                                     | «Иди ко мне» «Help!»/«A Hard Day's Night»                                     | «Иди ко мне» «Help!»/«A Hard Day's Night»                                     | «Иди ко мне» «Help!»/«A Hard Day's Night»                                     | «Иди ко мне» «Help!»/«A Hard Day's Night»                                     | «Иди ко мне» «Help!»/«A Hard Day's Night»                                     | «Иди ко мне» «Help!»/«A Hard Day's Night»                                     | «Иди ко мне» «Help!»/«A Hard Day's Night»                                     | «Иди ко мне» «Help!»/«A Hard Day's Night»                                     | «Иди ко мне» «Help!»/«A Hard Day's Night»                                     | «Иди ко мне» «Help!»/«A Hard Day's Night»                                     | «Иди ко мне» «Help!»/«A Hard Day's Night»                                     | «Иди ко мне» «Help!»/«A Hard Day's Night»                                     | «Иди ко мне» «Help!»/«A Hard Day's Night»                                     | «Иди ко мне» «Help!»/«A Hard Day's Night»                                     | «Иди ко мне» «Help!»/«A Hard Day's Night»                                     | «Иди ко мне» «Help!»/«A Hard Day's Night»                                     | «Иди ко мне» «Help!»/«A Hard Day's Night»                                     | «Иди ко мне» «Help!»/«A Hard Day's Night»                                     | «Иди ко мне» «Help!»/«A Hard Day's Night»                                     | «Иди ко мне» «Help!»/«A Hard Day's Night»                                     | «Иди ко мне» «Help!»/«A Hard Day's Night»                                     | «Иди ко мне» «Help!»/«A Hard Day's Night»                                     | «Иди ко мне» «Help!»/«A Hard Day's Night»                                     | «Иди ко мне» «Help!»/«A Hard Day's Night»                                     | «Иди ко мне» «Help!»/«A Hard Day's Night»                                     | «Иди ко мне» «Help!»/«A Hard Day's Night»                                     | «Иди ко мне» «Help!»/«A Hard Day's Night»                                     | «Иди ко мне» «Help!»/«A Hard Day's Night»                                     | «Иди ко мне» «Help!»/«A Hard Day's Night»                                     | «Иди ко мне» «Help!»/«A Hard Day's Night»                                     | «Иди ко мне» «Help!»/«A Hard Day's Night»                                     | «Иди ко мне» «Help!»/«A Hard Day's Night»                                     | «Иди ко мне» «Help!»/«A Hard Day's Night»                                     | «Иди ко мне» «Help!»/«A Hard Day's Night»                                     | «Иди ко мне» «Help!»/«A Hard Day's Night»                                     | «Иди ко мне» «Help!»/«A Hard Day's Night»                                     | «Иди ко мне» «Help!»/«A Hard Day's Night»                                     | «Иди ко мне» «Help!»/«A Hard Day's Night»                                     | «Иди ко мне» «Help!»/«A Hard Day's Night»                                     | «Иди ко мне» «Help!»/«A Hard Day's Night»                                     | «Иди ко мне» «Help!»/«A Hard Day's Night»                                     | «Иди ко мне» «Help!»/«A Hard Day's Night»                                     | «Иди ко мне» «Help!»/«A Hard Day's Night»                                     | «Иди ко мне» «Help!»/«A Hard Day's Night»                                     | «Иди ко мне» «Help!»/«A Hard Day's Night»                                     | «Иди ко мне» «Help!»/«A Hard Day's Night»                                     | «Иди ко мне» «Help!»/«A Hard Day's Night»                                     | «Иди ко мне» «Help!»/«A Hard Day's Night»                                     | «Иди ко мне» «Help!»/«A Hard Day's Night»                                     | «Иди ко мне» «Help!»/«A Hard Day's Night»                                     | «Иди ко мне» «Help!»/«A Hard Day's Night»                                     | «Иди ко мне» «Help!»/«A Hard Day's Night»                                     | «Иди ко мне» «Help!»/«A Hard Day's Night»                                     | «Иди ко мне» «Help!»/«A Hard Day's Night»                                     | «Иди ко мне» «Help!»/«A Hard Day's Night»                                     | «Иди ко мне» «Help!»/«A Hard Day's Night»                                     | «Иди ко мне» «Help!»/«A Hard Day's Night»                                     | «Иди ко мне» «Help!»/«A Hard Day's Night»                                     | «Иди ко мне» «Help!»/«A Hard Day's Night»                                     | «Иди ко мне» «Help!»/«A Hard Day's Night»                                     | «Иди ко мне» «Help!»/«A Hard Day's Night»                                     | «Иди ко мне» «Help!»/«A Hard Day's Night»                                     | «Иди ко мне» «Help!»/«A Hard Day's Night»                                     | «Иди ко мне» «Help!»/«A Hard Day's Night»                                     | «Иди ко мне» «Help!»/«A Hard Day's Night»                                     | «Иди ко мне» «Help!»/«A Hard Day's Night»                                     | «Иди ко мне» «Help!»/«A Hard Day's Night»                                     | «Иди ко мне» «Help!»/«A Hard Day's Night»                                     | один Все мужские студенты на Гале 9                                                | один Все мужские студенты на Гале 9                                                | один Все мужские студенты на Гале 9                                                | один Все мужские студенты на Гале 9                                                | один Все мужские студенты на Гале 9                                                | один Все мужские студенты на Гале 9                                                | один Все мужские студенты на Гале 9                                                | один Все мужские студенты на Гале 9                                                | один Все мужские студенты на Гале 9                                                | один Все мужские студенты на Гале 9                                                | один Все мужские студенты на Гале 9                                                | один Все мужские студенты на Гале 9                                                | один Все мужские студенты на Гале 9                                                | один Все мужские студенты на Гале 9                                                | один Все мужские студенты на Гале 9                                                | один Все мужские студенты на Гале 9                                                | один Все мужские студенты на Гале 9                                                | один Все мужские студенты на Гале 9                                                | один Все мужские студенты на Гале 9                                                | один Все мужские студенты на Гале 9                                                | один Все мужские студенты на Гале 9                                                | один Все мужские студенты на Гале 9                                                | один Все мужские студенты на Гале 9                                                | один Все мужские студенты на Гале 9                                                | один Все мужские студенты на Гале 9                                                | один Все мужские студенты на Гале 9                                                | один Все мужские студенты на Гале 9                                                | один Все мужские студенты на Гале 9                                                | один Все мужские студенты на Гале 9                                                | один Все мужские студенты на Гале 9                                                | один Все мужские студенты на Гале 9                                                | один Все мужские студенты на Гале 9                                                | один Все мужские студенты на Гале 9                                                | один Все мужские студенты на Гале 9                                                | один Все мужские студенты на Гале 9                                                | один Все мужские студенты на Гале 9                                                | один Все мужские студенты на Гале 9                                                | один Все мужские студенты на Гале 9                                                | один Все мужские студенты на Гале 9                                                | один Все мужские студенты на Гале 9                                                | один Все мужские студенты на Гале 9                                                | один Все мужские студенты на Гале 9                                                | один Все мужские студенты на Гале 9                                                | один Все мужские студенты на Гале 9                                                | один Все мужские студенты на Гале 9                                                | один Все мужские студенты на Гале 9                                                | один Все мужские студенты на Гале 9                                                | один Все мужские студенты на Гале 9                                                | один Все мужские студенты на Гале 9                                                | один Все мужские студенты на Гале 9                                                | один Все мужские студенты на Гале 9                                                | один Все мужские студенты на Гале 9                                                | один Все мужские студенты на Гале 9                                                | один Все мужские студенты на Гале 9                                                | один Все мужские студенты на Гале 9                                                | один Все мужские студенты на Гале 9                                                | один Все мужские студенты на Гале 9                                                | один Все мужские студенты на Гале 9                                                | один Все мужские студенты на Гале 9                                                | один Все мужские студенты на Гале 9                                                | один Все мужские студенты на Гале 9                                                | один Все мужские студенты на Гале 9                                                | один Все мужские студенты на Гале 9                                                | один Все мужские студенты на Гале 9                                                | один Все мужские студенты на Гале 9                                                | один Все мужские студенты на Гале 9                                                | один Все мужские студенты на Гале 9                                                | один Все мужские студенты на Гале 9                                                | один Все мужские студенты на Гале 9                                                | один Все мужские студенты на Гале 9                                                | один Все мужские студенты на Гале 9                                                | один Все мужские студенты на Гале 9                                                | один Все мужские студенты на Гале 9                                                | один Все мужские студенты на Гале 9                                                | один Все мужские студенты на Гале 9                                                | один Все мужские студенты на Гале 9                                                | один Все мужские студенты на Гале 9                                                | один Все мужские студенты на Гале 9                                                | один Все мужские студенты на Гале 9                                                | один Все мужские студенты на Гале 9                                                | один Все мужские студенты на Гале 9                                                | один Все мужские студенты на Гале 9                                                | один Все мужские студенты на Гале 9                                                | один Все мужские студенты на Гале 9                                                | один Все мужские студенты на Гале 9                                                | один Все мужские студенты на Гале 9                                                | один Все мужские студенты на Гале 9                                                | один Все мужские студенты на Гале 9                                                | один Все мужские студенты на Гале 9                                                | один Все мужские студенты на Гале 9                                                | один Все мужские студенты на Гале 9                                                | один Все мужские студенты на Гале 9                                                | один Все мужские студенты на Гале 9                                                | один Все мужские студенты на Гале 9                                                | один Все мужские студенты на Гале 9                                                | один Все мужские студенты на Гале 9                                                | один Все мужские студенты на Гале 9                                                | один Все мужские студенты на Гале 9                                                | один Все мужские студенты на Гале 9                                                | один Все мужские студенты на Гале 9                                                | один Все мужские студенты на Гале 9                                                | один Все мужские студенты на Гале 9                                                | один Все мужские студенты на Гале 9                                                | один Все мужские студенты на Гале 9                                                | один Все мужские студенты на Гале 9                                                | один Все мужские студенты на Гале 9                                                | один Все мужские студенты на Гале 9                                                | один Все мужские студенты на Гале 9                                                | один Все мужские студенты на Гале 9                                                | один Все мужские студенты на Гале 9                                                | один Все мужские студенты на Гале 9                                                | один Все мужские студенты на Гале 9                                                | один Все мужские студенты на Гале 9                                                | один Все мужские студенты на Гале 9                                                | один Все мужские студенты на Гале 9                                                | один Все мужские студенты на Гале 9                                                | один Все мужские студенты на Гале 9                                                | один Все мужские студенты на Гале 9                                                | один Все мужские студенты на Гале 9                                                | один Все мужские студенты на Гале 9                                                | один Все мужские студенты на Гале 9                                                | один Все мужские студенты на Гале 9                                                | один Все мужские студенты на Гале 9                                                | один Все мужские студенты на Гале 9                                                | один Все мужские студенты на Гале 9                                                | один Все мужские студенты на Гале 9                                                | один Все мужские студенты на Гале 9                                                | один Все мужские студенты на Гале 9                                                | один Все мужские студенты на Гале 9                                                | один Все мужские студенты на Гале 9                                                | Партибрејкерс Beatles                     | Партибрејкерс Beatles                     | Партибрејкерс Beatles                     | Партибрејкерс Beatles                     | Партибрејкерс Beatles                     | Партибрејкерс Beatles                     | Партибрејкерс Beatles                     | Партибрејкерс Beatles                     | Партибрејкерс Beatles                     | Партибрејкерс Beatles                     | Партибрејкерс Beatles                     | Партибрејкерс Beatles                     | Партибрејкерс Beatles                     | Партибрејкерс Beatles                     | Партибрејкерс Beatles                     | Партибрејкерс Beatles                     | Партибрејкерс Beatles                     | Партибрејкерс Beatles                     | Партибрејкерс Beatles                     | Партибрејкерс Beatles                     | Партибрејкерс Beatles                     | Партибрејкерс Beatles                     | Партибрејкерс Beatles                     | Партибрејкерс Beatles                     | Партибрејкерс Beatles                     | Партибрејкерс Beatles                     | Партибрејкерс Beatles                     | Партибрејкерс Beatles                     | Партибрејкерс Beatles                     | Партибрејкерс Beatles                     | Партибрејкерс Beatles                     | Партибрејкерс Beatles                     | Партибрејкерс Beatles                     | Партибрејкерс Beatles                     | Партибрејкерс Beatles                     | Партибрејкерс Beatles                     | Партибрејкерс Beatles                     | Партибрејкерс Beatles                     | Партибрејкерс Beatles                     | Партибрејкерс Beatles                     | Партибрејкерс Beatles                     | Партибрејкерс Beatles                     | Партибрејкерс Beatles                     | Партибрејкерс Beatles                     | Партибрејкерс Beatles                     | Партибрејкерс Beatles                     | Партибрејкерс Beatles                     | Партибрејкерс Beatles                     | Партибрејкерс Beatles                     | Партибрејкерс Beatles                     | Партибрејкерс Beatles                     | Партибрејкерс Beatles                     | Партибрејкерс Beatles                     | Партибрејкерс Beatles                     | Партибрејкерс Beatles                     | Партибрејкерс Beatles                     | Партибрејкерс Beatles                     | Партибрејкерс Beatles                     | Партибрејкерс Beatles                     | Партибрејкерс Beatles                     | Партибрејкерс Beatles                     | Партибрејкерс Beatles                     | Партибрејкерс Beatles                     | Партибрејкерс Beatles                     | Партибрејкерс Beatles                     | Партибрејкерс Beatles                     | Партибрејкерс Beatles                     | Партибрејкерс Beatles                     | Партибрејкерс Beatles                     | Партибрејкерс Beatles                     | Партибрејкерс Beatles                     | Партибрејкерс Beatles                     | Партибрејкерс Beatles                     | Партибрејкерс Beatles                     | Партибрејкерс Beatles                     | Партибрејкерс Beatles                     | Партибрејкерс Beatles                     | Партибрејкерс Beatles                     | Партибрејкерс Beatles                     | Партибрејкерс Beatles                     | Партибрејкерс Beatles                     | Партибрејкерс Beatles                     | Партибрејкерс Beatles                     | Партибрејкерс Beatles                     | Партибрејкерс Beatles                     | Партибрејкерс Beatles                     | Партибрејкерс Beatles                     | Партибрејкерс Beatles                     | Партибрејкерс Beatles                     | Партибрејкерс Beatles                     | Партибрејкерс Beatles                     | Партибрејкерс Beatles                     | Партибрејкерс Beatles                     | Партибрејкерс Beatles                     | Партибрејкерс Beatles                     | Партибрејкерс Beatles                     | Партибрејкерс Beatles                     | Партибрејкерс Beatles                     | Партибрејкерс Beatles                     | Партибрејкерс Beatles                     | Н (с Николой Саричем)         | Н (с Николой Саричем)         | Н (с Николой Саричем)         | Н (с Николой Саричем)         | Н (с Николой Саричем)         | Н (с Николой Саричем)         | Н (с Николой Саричем)         | Н (с Николой Саричем)         | Н (с Николой Саричем)         | Н (с Николой Саричем)         | Н (с Николой Саричем)         | Н (с Николой Саричем)         | Н (с Николой Саричем)         | Н (с Николой Саричем)         | Н (с Николой Саричем)         | Н (с Николой Саричем)         | Н (с Николой Саричем)         | Н (с Николой Саричем)         | Н (с Николой Саричем)         | Н (с Николой Саричем)         | Н (с Николой Саричем)         | Н (с Николой Саричем)         | Н (с Николой Саричем)         | Н (с Николой Саричем)         | Н (с Николой Саричем)         | Н (с Николой Саричем)         | Н (с Николой Саричем)         | Н (с Николой Саричем)         | Н (с Николой Саричем)         | Н (с Николой Саричем)         | Н (с Николой Саричем)         | Н (с Николой Саричем)         | Н (с Николой Саричем)         | Н (с Николой Саричем)         | Н (с Николой Саричем)         | Н (с Николой Саричем)         | Н (с Николой Саричем)         | Н (с Николой Саричем)         | Н (с Николой Саричем)         | Н (с Николой Саричем)         | Н (с Николой Саричем)         | Н (с Николой Саричем)         | Н (с Николой Саричем)         | Н (с Николой Саричем)         | Н (с Николой Саричем)         | Н (с Николой Саричем)         | Н (с Николой Саричем)         | Н (с Николой Саричем)         | Н (с Николой Саричем)         | Н (с Николой Саричем)         | Н (с Николой Саричем)         | Н (с Николой Саричем)         | Н (с Николой Саричем)         | Н (с Николой Саричем)         | Н (с Николой Саричем)         | Н (с Николой Саричем)         | Н (с Николой Саричем)         | Н (с Николой Саричем)         | Н (с Николой Саричем)         | Н (с Николой Саричем)         | Н (с Николой Саричем)         | Н (с Николой Саричем)         | Н (с Николой Саричем)         | Н (с Николой Саричем)         | Н (с Николой Саричем)         | Н (с Николой Саричем)         | Н (с Николой Саричем)         | Н (с Николой Саричем)         | Н (с Николой Саричем)         | Н (с Николой Саричем)         | Н (с Николой Саричем)         | Н (с Николой Саричем)         | Н (с Николой Саричем)         | Н (с Николой Саричем)         | Н (с Николой Саричем)         | Н (с Николой Саричем)         | Н (с Николой Саричем)         | Н (с Николой Саричем)         | Н (с Николой Саричем)         | Н (с Николой Саричем)         | Н (с Николой Саричем)         | Н (с Николой Саричем)         | Н (с Николой Саричем)         | Н (с Николой Саричем)         | Н (с Николой Саричем)         | Н (с Николой Саричем)         | Н (с Николой Саричем)         | Н (с Николой Саричем)         | Н (с Николой Саричем)         | Н (с Николой Саричем)         | Н (с Николой Саричем)         | Н (с Николой Саричем)         | Н (с Николой Саричем)         | Н (с Николой Саричем)         | Н (с Николой Саричем)         | Н (с Николой Саричем)         | Н (с Николой Саричем)         | Н (с Николой Саричем)         | Н (с Николой Саричем)         | Н (с Николой Саричем)         |
| 11        | 11        | 11        | 11        | 11        | 11        | 11        | 11        | 11        | 11        | 11        | 11        | 11        | 11        | 11        | 11        | 11        | 11        | 11        | 11        | 11        | 11        | 11        | 11        | 11        | 11        | 11        | 11        | 11        | 11        | 11        | 11        | 11        | 11        | 11        | 11        | 11        | 11        | 11        | 11        | 11        | 11        | 11        | 11        | 11        | 11        | 11        | 11        | 11        | 11        | 11        | 11        | 11        | 11        | 11        | 11        | 11        | 11        | 11        | 11        | 11        | 11        | 11        | 11        | 11        | 11        | 11        | 11        | 11        | 11        | 11        | 11        | 11        | 11        | 11        | 11        | 11        | 11        | 11        | 11        | 11        | 11        | 11        | 11        | 11        | 11        | 11        | 11        | 11        | 11        | «Smells Like Teen Spirit» «Балкан» «We Will Rock You»/ «We Are The Champions» | «Smells Like Teen Spirit» «Балкан» «We Will Rock You»/ «We Are The Champions» | «Smells Like Teen Spirit» «Балкан» «We Will Rock You»/ «We Are The Champions» | «Smells Like Teen Spirit» «Балкан» «We Will Rock You»/ «We Are The Champions» | «Smells Like Teen Spirit» «Балкан» «We Will Rock You»/ «We Are The Champions» | «Smells Like Teen Spirit» «Балкан» «We Will Rock You»/ «We Are The Champions» | «Smells Like Teen Spirit» «Балкан» «We Will Rock You»/ «We Are The Champions» | «Smells Like Teen Spirit» «Балкан» «We Will Rock You»/ «We Are The Champions» | «Smells Like Teen Spirit» «Балкан» «We Will Rock You»/ «We Are The Champions» | «Smells Like Teen Spirit» «Балкан» «We Will Rock You»/ «We Are The Champions» | «Smells Like Teen Spirit» «Балкан» «We Will Rock You»/ «We Are The Champions» | «Smells Like Teen Spirit» «Балкан» «We Will Rock You»/ «We Are The Champions» | «Smells Like Teen Spirit» «Балкан» «We Will Rock You»/ «We Are The Champions» | «Smells Like Teen Spirit» «Балкан» «We Will Rock You»/ «We Are The Champions» | «Smells Like Teen Spirit» «Балкан» «We Will Rock You»/ «We Are The Champions» | «Smells Like Teen Spirit» «Балкан» «We Will Rock You»/ «We Are The Champions» | «Smells Like Teen Spirit» «Балкан» «We Will Rock You»/ «We Are The Champions» | «Smells Like Teen Spirit» «Балкан» «We Will Rock You»/ «We Are The Champions» | «Smells Like Teen Spirit» «Балкан» «We Will Rock You»/ «We Are The Champions» | «Smells Like Teen Spirit» «Балкан» «We Will Rock You»/ «We Are The Champions» | «Smells Like Teen Spirit» «Балкан» «We Will Rock You»/ «We Are The Champions» | «Smells Like Teen Spirit» «Балкан» «We Will Rock You»/ «We Are The Champions» | «Smells Like Teen Spirit» «Балкан» «We Will Rock You»/ «We Are The Champions» | «Smells Like Teen Spirit» «Балкан» «We Will Rock You»/ «We Are The Champions» | «Smells Like Teen Spirit» «Балкан» «We Will Rock You»/ «We Are The Champions» | «Smells Like Teen Spirit» «Балкан» «We Will Rock You»/ «We Are The Champions» | «Smells Like Teen Spirit» «Балкан» «We Will Rock You»/ «We Are The Champions» | «Smells Like Teen Spirit» «Балкан» «We Will Rock You»/ «We Are The Champions» | «Smells Like Teen Spirit» «Балкан» «We Will Rock You»/ «We Are The Champions» | «Smells Like Teen Spirit» «Балкан» «We Will Rock You»/ «We Are The Champions» | «Smells Like Teen Spirit» «Балкан» «We Will Rock You»/ «We Are The Champions» | «Smells Like Teen Spirit» «Балкан» «We Will Rock You»/ «We Are The Champions» | «Smells Like Teen Spirit» «Балкан» «We Will Rock You»/ «We Are The Champions» | «Smells Like Teen Spirit» «Балкан» «We Will Rock You»/ «We Are The Champions» | «Smells Like Teen Spirit» «Балкан» «We Will Rock You»/ «We Are The Champions» | «Smells Like Teen Spirit» «Балкан» «We Will Rock You»/ «We Are The Champions» | «Smells Like Teen Spirit» «Балкан» «We Will Rock You»/ «We Are The Champions» | «Smells Like Teen Spirit» «Балкан» «We Will Rock You»/ «We Are The Champions» | «Smells Like Teen Spirit» «Балкан» «We Will Rock You»/ «We Are The Champions» | «Smells Like Teen Spirit» «Балкан» «We Will Rock You»/ «We Are The Champions» | «Smells Like Teen Spirit» «Балкан» «We Will Rock You»/ «We Are The Champions» | «Smells Like Teen Spirit» «Балкан» «We Will Rock You»/ «We Are The Champions» | «Smells Like Teen Spirit» «Балкан» «We Will Rock You»/ «We Are The Champions» | «Smells Like Teen Spirit» «Балкан» «We Will Rock You»/ «We Are The Champions» | «Smells Like Teen Spirit» «Балкан» «We Will Rock You»/ «We Are The Champions» | «Smells Like Teen Spirit» «Балкан» «We Will Rock You»/ «We Are The Champions» | «Smells Like Teen Spirit» «Балкан» «We Will Rock You»/ «We Are The Champions» | «Smells Like Teen Spirit» «Балкан» «We Will Rock You»/ «We Are The Champions» | «Smells Like Teen Spirit» «Балкан» «We Will Rock You»/ «We Are The Champions» | «Smells Like Teen Spirit» «Балкан» «We Will Rock You»/ «We Are The Champions» | «Smells Like Teen Spirit» «Балкан» «We Will Rock You»/ «We Are The Champions» | «Smells Like Teen Spirit» «Балкан» «We Will Rock You»/ «We Are The Champions» | «Smells Like Teen Spirit» «Балкан» «We Will Rock You»/ «We Are The Champions» | «Smells Like Teen Spirit» «Балкан» «We Will Rock You»/ «We Are The Champions» | «Smells Like Teen Spirit» «Балкан» «We Will Rock You»/ «We Are The Champions» | «Smells Like Teen Spirit» «Балкан» «We Will Rock You»/ «We Are The Champions» | «Smells Like Teen Spirit» «Балкан» «We Will Rock You»/ «We Are The Champions» | «Smells Like Teen Spirit» «Балкан» «We Will Rock You»/ «We Are The Champions» | «Smells Like Teen Spirit» «Балкан» «We Will Rock You»/ «We Are The Champions» | «Smells Like Teen Spirit» «Балкан» «We Will Rock You»/ «We Are The Champions» | «Smells Like Teen Spirit» «Балкан» «We Will Rock You»/ «We Are The Champions» | «Smells Like Teen Spirit» «Балкан» «We Will Rock You»/ «We Are The Champions» | «Smells Like Teen Spirit» «Балкан» «We Will Rock You»/ «We Are The Champions» | «Smells Like Teen Spirit» «Балкан» «We Will Rock You»/ «We Are The Champions» | «Smells Like Teen Spirit» «Балкан» «We Will Rock You»/ «We Are The Champions» | «Smells Like Teen Spirit» «Балкан» «We Will Rock You»/ «We Are The Champions» | «Smells Like Teen Spirit» «Балкан» «We Will Rock You»/ «We Are The Champions» | «Smells Like Teen Spirit» «Балкан» «We Will Rock You»/ «We Are The Champions» | «Smells Like Teen Spirit» «Балкан» «We Will Rock You»/ «We Are The Champions» | «Smells Like Teen Spirit» «Балкан» «We Will Rock You»/ «We Are The Champions» | «Smells Like Teen Spirit» «Балкан» «We Will Rock You»/ «We Are The Champions» | «Smells Like Teen Spirit» «Балкан» «We Will Rock You»/ «We Are The Champions» | «Smells Like Teen Spirit» «Балкан» «We Will Rock You»/ «We Are The Champions» | «Smells Like Teen Spirit» «Балкан» «We Will Rock You»/ «We Are The Champions» | «Smells Like Teen Spirit» «Балкан» «We Will Rock You»/ «We Are The Champions» | «Smells Like Teen Spirit» «Балкан» «We Will Rock You»/ «We Are The Champions» | «Smells Like Teen Spirit» «Балкан» «We Will Rock You»/ «We Are The Champions» | «Smells Like Teen Spirit» «Балкан» «We Will Rock You»/ «We Are The Champions» | «Smells Like Teen Spirit» «Балкан» «We Will Rock You»/ «We Are The Champions» | «Smells Like Teen Spirit» «Балкан» «We Will Rock You»/ «We Are The Champions» | «Smells Like Teen Spirit» «Балкан» «We Will Rock You»/ «We Are The Champions» | «Smells Like Teen Spirit» «Балкан» «We Will Rock You»/ «We Are The Champions» | «Smells Like Teen Spirit» «Балкан» «We Will Rock You»/ «We Are The Champions» | «Smells Like Teen Spirit» «Балкан» «We Will Rock You»/ «We Are The Champions» | «Smells Like Teen Spirit» «Балкан» «We Will Rock You»/ «We Are The Champions» | «Smells Like Teen Spirit» «Балкан» «We Will Rock You»/ «We Are The Champions» | «Smells Like Teen Spirit» «Балкан» «We Will Rock You»/ «We Are The Champions» | «Smells Like Teen Spirit» «Балкан» «We Will Rock You»/ «We Are The Champions» | «Smells Like Teen Spirit» «Балкан» «We Will Rock You»/ «We Are The Champions» | «Smells Like Teen Spirit» «Балкан» «We Will Rock You»/ «We Are The Champions» | «Smells Like Teen Spirit» «Балкан» «We Will Rock You»/ «We Are The Champions» | «Smells Like Teen Spirit» «Балкан» «We Will Rock You»/ «We Are The Champions» | «Smells Like Teen Spirit» «Балкан» «We Will Rock You»/ «We Are The Champions» | «Smells Like Teen Spirit» «Балкан» «We Will Rock You»/ «We Are The Champions» | «Smells Like Teen Spirit» «Балкан» «We Will Rock You»/ «We Are The Champions» | «Smells Like Teen Spirit» «Балкан» «We Will Rock You»/ «We Are The Champions» | «Smells Like Teen Spirit» «Балкан» «We Will Rock You»/ «We Are The Champions» | «Smells Like Teen Spirit» «Балкан» «We Will Rock You»/ «We Are The Champions» | «Smells Like Teen Spirit» «Балкан» «We Will Rock You»/ «We Are The Champions» | «Smells Like Teen Spirit» «Балкан» «We Will Rock You»/ «We Are The Champions» | один в дуэте с Николой Саричем с А. Бебичем, С.Бакичем, Н. Саричем и Д. Павловичем | один в дуэте с Николой Саричем с А. Бебичем, С.Бакичем, Н. Саричем и Д. Павловичем | один в дуэте с Николой Саричем с А. Бебичем, С.Бакичем, Н. Саричем и Д. Павловичем | один в дуэте с Николой Саричем с А. Бебичем, С.Бакичем, Н. Саричем и Д. Павловичем | один в дуэте с Николой Саричем с А. Бебичем, С.Бакичем, Н. Саричем и Д. Павловичем | один в дуэте с Николой Саричем с А. Бебичем, С.Бакичем, Н. Саричем и Д. Павловичем | один в дуэте с Николой Саричем с А. Бебичем, С.Бакичем, Н. Саричем и Д. Павловичем | один в дуэте с Николой Саричем с А. Бебичем, С.Бакичем, Н. Саричем и Д. Павловичем | один в дуэте с Николой Саричем с А. Бебичем, С.Бакичем, Н. Саричем и Д. Павловичем | один в дуэте с Николой Саричем с А. Бебичем, С.Бакичем, Н. Саричем и Д. Павловичем | один в дуэте с Николой Саричем с А. Бебичем, С.Бакичем, Н. Саричем и Д. Павловичем | один в дуэте с Николой Саричем с А. Бебичем, С.Бакичем, Н. Саричем и Д. Павловичем | один в дуэте с Николой Саричем с А. Бебичем, С.Бакичем, Н. Саричем и Д. Павловичем | один в дуэте с Николой Саричем с А. Бебичем, С.Бакичем, Н. Саричем и Д. Павловичем | один в дуэте с Николой Саричем с А. Бебичем, С.Бакичем, Н. Саричем и Д. Павловичем | один в дуэте с Николой Саричем с А. Бебичем, С.Бакичем, Н. Саричем и Д. Павловичем | один в дуэте с Николой Саричем с А. Бебичем, С.Бакичем, Н. Саричем и Д. Павловичем | один в дуэте с Николой Саричем с А. Бебичем, С.Бакичем, Н. Саричем и Д. Павловичем | один в дуэте с Николой Саричем с А. Бебичем, С.Бакичем, Н. Саричем и Д. Павловичем | один в дуэте с Николой Саричем с А. Бебичем, С.Бакичем, Н. Саричем и Д. Павловичем | один в дуэте с Николой Саричем с А. Бебичем, С.Бакичем, Н. Саричем и Д. Павловичем | один в дуэте с Николой Саричем с А. Бебичем, С.Бакичем, Н. Саричем и Д. Павловичем | один в дуэте с Николой Саричем с А. Бебичем, С.Бакичем, Н. Саричем и Д. Павловичем | один в дуэте с Николой Саричем с А. Бебичем, С.Бакичем, Н. Саричем и Д. Павловичем | один в дуэте с Николой Саричем с А. Бебичем, С.Бакичем, Н. Саричем и Д. Павловичем | один в дуэте с Николой Саричем с А. Бебичем, С.Бакичем, Н. Саричем и Д. Павловичем | один в дуэте с Николой Саричем с А. Бебичем, С.Бакичем, Н. Саричем и Д. Павловичем | один в дуэте с Николой Саричем с А. Бебичем, С.Бакичем, Н. Саричем и Д. Павловичем | один в дуэте с Николой Саричем с А. Бебичем, С.Бакичем, Н. Саричем и Д. Павловичем | один в дуэте с Николой Саричем с А. Бебичем, С.Бакичем, Н. Саричем и Д. Павловичем | один в дуэте с Николой Саричем с А. Бебичем, С.Бакичем, Н. Саричем и Д. Павловичем | один в дуэте с Николой Саричем с А. Бебичем, С.Бакичем, Н. Саричем и Д. Павловичем | один в дуэте с Николой Саричем с А. Бебичем, С.Бакичем, Н. Саричем и Д. Павловичем | один в дуэте с Николой Саричем с А. Бебичем, С.Бакичем, Н. Саричем и Д. Павловичем | один в дуэте с Николой Саричем с А. Бебичем, С.Бакичем, Н. Саричем и Д. Павловичем | один в дуэте с Николой Саричем с А. Бебичем, С.Бакичем, Н. Саричем и Д. Павловичем | один в дуэте с Николой Саричем с А. Бебичем, С.Бакичем, Н. Саричем и Д. Павловичем | один в дуэте с Николой Саричем с А. Бебичем, С.Бакичем, Н. Саричем и Д. Павловичем | один в дуэте с Николой Саричем с А. Бебичем, С.Бакичем, Н. Саричем и Д. Павловичем | один в дуэте с Николой Саричем с А. Бебичем, С.Бакичем, Н. Саричем и Д. Павловичем | один в дуэте с Николой Саричем с А. Бебичем, С.Бакичем, Н. Саричем и Д. Павловичем | один в дуэте с Николой Саричем с А. Бебичем, С.Бакичем, Н. Саричем и Д. Павловичем | один в дуэте с Николой Саричем с А. Бебичем, С.Бакичем, Н. Саричем и Д. Павловичем | один в дуэте с Николой Саричем с А. Бебичем, С.Бакичем, Н. Саричем и Д. Павловичем | один в дуэте с Николой Саричем с А. Бебичем, С.Бакичем, Н. Саричем и Д. Павловичем | один в дуэте с Николой Саричем с А. Бебичем, С.Бакичем, Н. Саричем и Д. Павловичем | один в дуэте с Николой Саричем с А. Бебичем, С.Бакичем, Н. Саричем и Д. Павловичем | один в дуэте с Николой Саричем с А. Бебичем, С.Бакичем, Н. Саричем и Д. Павловичем | один в дуэте с Николой Саричем с А. Бебичем, С.Бакичем, Н. Саричем и Д. Павловичем | один в дуэте с Николой Саричем с А. Бебичем, С.Бакичем, Н. Саричем и Д. Павловичем | один в дуэте с Николой Саричем с А. Бебичем, С.Бакичем, Н. Саричем и Д. Павловичем | один в дуэте с Николой Саричем с А. Бебичем, С.Бакичем, Н. Саричем и Д. Павловичем | один в дуэте с Николой Саричем с А. Бебичем, С.Бакичем, Н. Саричем и Д. Павловичем | один в дуэте с Николой Саричем с А. Бебичем, С.Бакичем, Н. Саричем и Д. Павловичем | один в дуэте с Николой Саричем с А. Бебичем, С.Бакичем, Н. Саричем и Д. Павловичем | один в дуэте с Николой Саричем с А. Бебичем, С.Бакичем, Н. Саричем и Д. Павловичем | один в дуэте с Николой Саричем с А. Бебичем, С.Бакичем, Н. Саричем и Д. Павловичем | один в дуэте с Николой Саричем с А. Бебичем, С.Бакичем, Н. Саричем и Д. Павловичем | один в дуэте с Николой Саричем с А. Бебичем, С.Бакичем, Н. Саричем и Д. Павловичем | один в дуэте с Николой Саричем с А. Бебичем, С.Бакичем, Н. Саричем и Д. Павловичем | один в дуэте с Николой Саричем с А. Бебичем, С.Бакичем, Н. Саричем и Д. Павловичем | один в дуэте с Николой Саричем с А. Бебичем, С.Бакичем, Н. Саричем и Д. Павловичем | один в дуэте с Николой Саричем с А. Бебичем, С.Бакичем, Н. Саричем и Д. Павловичем | один в дуэте с Николой Саричем с А. Бебичем, С.Бакичем, Н. Саричем и Д. Павловичем | один в дуэте с Николой Саричем с А. Бебичем, С.Бакичем, Н. Саричем и Д. Павловичем | один в дуэте с Николой Саричем с А. Бебичем, С.Бакичем, Н. Саричем и Д. Павловичем | один в дуэте с Николой Саричем с А. Бебичем, С.Бакичем, Н. Саричем и Д. Павловичем | один в дуэте с Николой Саричем с А. Бебичем, С.Бакичем, Н. Саричем и Д. Павловичем | один в дуэте с Николой Саричем с А. Бебичем, С.Бакичем, Н. Саричем и Д. Павловичем | один в дуэте с Николой Саричем с А. Бебичем, С.Бакичем, Н. Саричем и Д. Павловичем | один в дуэте с Николой Саричем с А. Бебичем, С.Бакичем, Н. Саричем и Д. Павловичем | один в дуэте с Николой Саричем с А. Бебичем, С.Бакичем, Н. Саричем и Д. Павловичем | один в дуэте с Николой Саричем с А. Бебичем, С.Бакичем, Н. Саричем и Д. Павловичем | один в дуэте с Николой Саричем с А. Бебичем, С.Бакичем, Н. Саричем и Д. Павловичем | один в дуэте с Николой Саричем с А. Бебичем, С.Бакичем, Н. Саричем и Д. Павловичем | один в дуэте с Николой Саричем с А. Бебичем, С.Бакичем, Н. Саричем и Д. Павловичем | один в дуэте с Николой Саричем с А. Бебичем, С.Бакичем, Н. Саричем и Д. Павловичем | один в дуэте с Николой Саричем с А. Бебичем, С.Бакичем, Н. Саричем и Д. Павловичем | один в дуэте с Николой Саричем с А. Бебичем, С.Бакичем, Н. Саричем и Д. Павловичем | один в дуэте с Николой Саричем с А. Бебичем, С.Бакичем, Н. Саричем и Д. Павловичем | один в дуэте с Николой Саричем с А. Бебичем, С.Бакичем, Н. Саричем и Д. Павловичем | один в дуэте с Николой Саричем с А. Бебичем, С.Бакичем, Н. Саричем и Д. Павловичем | один в дуэте с Николой Саричем с А. Бебичем, С.Бакичем, Н. Саричем и Д. Павловичем | один в дуэте с Николой Саричем с А. Бебичем, С.Бакичем, Н. Саричем и Д. Павловичем | один в дуэте с Николой Саричем с А. Бебичем, С.Бакичем, Н. Саричем и Д. Павловичем | один в дуэте с Николой Саричем с А. Бебичем, С.Бакичем, Н. Саричем и Д. Павловичем | один в дуэте с Николой Саричем с А. Бебичем, С.Бакичем, Н. Саричем и Д. Павловичем | один в дуэте с Николой Саричем с А. Бебичем, С.Бакичем, Н. Саричем и Д. Павловичем | один в дуэте с Николой Саричем с А. Бебичем, С.Бакичем, Н. Саричем и Д. Павловичем | один в дуэте с Николой Саричем с А. Бебичем, С.Бакичем, Н. Саричем и Д. Павловичем | один в дуэте с Николой Саричем с А. Бебичем, С.Бакичем, Н. Саричем и Д. Павловичем | один в дуэте с Николой Саричем с А. Бебичем, С.Бакичем, Н. Саричем и Д. Павловичем | один в дуэте с Николой Саричем с А. Бебичем, С.Бакичем, Н. Саричем и Д. Павловичем | один в дуэте с Николой Саричем с А. Бебичем, С.Бакичем, Н. Саричем и Д. Павловичем | один в дуэте с Николой Саричем с А. Бебичем, С.Бакичем, Н. Саричем и Д. Павловичем | один в дуэте с Николой Саричем с А. Бебичем, С.Бакичем, Н. Саричем и Д. Павловичем | один в дуэте с Николой Саричем с А. Бебичем, С.Бакичем, Н. Саричем и Д. Павловичем | один в дуэте с Николой Саричем с А. Бебичем, С.Бакичем, Н. Саричем и Д. Павловичем | один в дуэте с Николой Саричем с А. Бебичем, С.Бакичем, Н. Саричем и Д. Павловичем | один в дуэте с Николой Саричем с А. Бебичем, С.Бакичем, Н. Саричем и Д. Павловичем | один в дуэте с Николой Саричем с А. Бебичем, С.Бакичем, Н. Саричем и Д. Павловичем | один в дуэте с Николой Саричем с А. Бебичем, С.Бакичем, Н. Саричем и Д. Павловичем | один в дуэте с Николой Саричем с А. Бебичем, С.Бакичем, Н. Саричем и Д. Павловичем | один в дуэте с Николой Саричем с А. Бебичем, С.Бакичем, Н. Саричем и Д. Павловичем | один в дуэте с Николой Саричем с А. Бебичем, С.Бакичем, Н. Саричем и Д. Павловичем | один в дуэте с Николой Саричем с А. Бебичем, С.Бакичем, Н. Саричем и Д. Павловичем | один в дуэте с Николой Саричем с А. Бебичем, С.Бакичем, Н. Саричем и Д. Павловичем | один в дуэте с Николой Саричем с А. Бебичем, С.Бакичем, Н. Саричем и Д. Павловичем | один в дуэте с Николой Саричем с А. Бебичем, С.Бакичем, Н. Саричем и Д. Павловичем | один в дуэте с Николой Саричем с А. Бебичем, С.Бакичем, Н. Саричем и Д. Павловичем | один в дуэте с Николой Саричем с А. Бебичем, С.Бакичем, Н. Саричем и Д. Павловичем | один в дуэте с Николой Саричем с А. Бебичем, С.Бакичем, Н. Саричем и Д. Павловичем | один в дуэте с Николой Саричем с А. Бебичем, С.Бакичем, Н. Саричем и Д. Павловичем | один в дуэте с Николой Саричем с А. Бебичем, С.Бакичем, Н. Саричем и Д. Павловичем | один в дуэте с Николой Саричем с А. Бебичем, С.Бакичем, Н. Саричем и Д. Павловичем | один в дуэте с Николой Саричем с А. Бебичем, С.Бакичем, Н. Саричем и Д. Павловичем | один в дуэте с Николой Саричем с А. Бебичем, С.Бакичем, Н. Саричем и Д. Павловичем | один в дуэте с Николой Саричем с А. Бебичем, С.Бакичем, Н. Саричем и Д. Павловичем | один в дуэте с Николой Саричем с А. Бебичем, С.Бакичем, Н. Саричем и Д. Павловичем | один в дуэте с Николой Саричем с А. Бебичем, С.Бакичем, Н. Саричем и Д. Павловичем | один в дуэте с Николой Саричем с А. Бебичем, С.Бакичем, Н. Саричем и Д. Павловичем | один в дуэте с Николой Саричем с А. Бебичем, С.Бакичем, Н. Саричем и Д. Павловичем | один в дуэте с Николой Саричем с А. Бебичем, С.Бакичем, Н. Саричем и Д. Павловичем | один в дуэте с Николой Саричем с А. Бебичем, С.Бакичем, Н. Саричем и Д. Павловичем | один в дуэте с Николой Саричем с А. Бебичем, С.Бакичем, Н. Саричем и Д. Павловичем | один в дуэте с Николой Саричем с А. Бебичем, С.Бакичем, Н. Саричем и Д. Павловичем | один в дуэте с Николой Саричем с А. Бебичем, С.Бакичем, Н. Саричем и Д. Павловичем | один в дуэте с Николой Саричем с А. Бебичем, С.Бакичем, Н. Саричем и Д. Павловичем | один в дуэте с Николой Саричем с А. Бебичем, С.Бакичем, Н. Саричем и Д. Павловичем | один в дуэте с Николой Саричем с А. Бебичем, С.Бакичем, Н. Саричем и Д. Павловичем | Nirvana Азра Queen                        | Nirvana Азра Queen                        | Nirvana Азра Queen                        | Nirvana Азра Queen                        | Nirvana Азра Queen                        | Nirvana Азра Queen                        | Nirvana Азра Queen                        | Nirvana Азра Queen                        | Nirvana Азра Queen                        | Nirvana Азра Queen                        | Nirvana Азра Queen                        | Nirvana Азра Queen                        | Nirvana Азра Queen                        | Nirvana Азра Queen                        | Nirvana Азра Queen                        | Nirvana Азра Queen                        | Nirvana Азра Queen                        | Nirvana Азра Queen                        | Nirvana Азра Queen                        | Nirvana Азра Queen                        | Nirvana Азра Queen                        | Nirvana Азра Queen                        | Nirvana Азра Queen                        | Nirvana Азра Queen                        | Nirvana Азра Queen                        | Nirvana Азра Queen                        | Nirvana Азра Queen                        | Nirvana Азра Queen                        | Nirvana Азра Queen                        | Nirvana Азра Queen                        | Nirvana Азра Queen                        | Nirvana Азра Queen                        | Nirvana Азра Queen                        | Nirvana Азра Queen                        | Nirvana Азра Queen                        | Nirvana Азра Queen                        | Nirvana Азра Queen                        | Nirvana Азра Queen                        | Nirvana Азра Queen                        | Nirvana Азра Queen                        | Nirvana Азра Queen                        | Nirvana Азра Queen                        | Nirvana Азра Queen                        | Nirvana Азра Queen                        | Nirvana Азра Queen                        | Nirvana Азра Queen                        | Nirvana Азра Queen                        | Nirvana Азра Queen                        | Nirvana Азра Queen                        | Nirvana Азра Queen                        | Nirvana Азра Queen                        | Nirvana Азра Queen                        | Nirvana Азра Queen                        | Nirvana Азра Queen                        | Nirvana Азра Queen                        | Nirvana Азра Queen                        | Nirvana Азра Queen                        | Nirvana Азра Queen                        | Nirvana Азра Queen                        | Nirvana Азра Queen                        | Nirvana Азра Queen                        | Nirvana Азра Queen                        | Nirvana Азра Queen                        | Nirvana Азра Queen                        | Nirvana Азра Queen                        | Nirvana Азра Queen                        | Nirvana Азра Queen                        | Nirvana Азра Queen                        | Nirvana Азра Queen                        | Nirvana Азра Queen                        | Nirvana Азра Queen                        | Nirvana Азра Queen                        | Nirvana Азра Queen                        | Nirvana Азра Queen                        | Nirvana Азра Queen                        | Nirvana Азра Queen                        | Nirvana Азра Queen                        | Nirvana Азра Queen                        | Nirvana Азра Queen                        | Nirvana Азра Queen                        | Nirvana Азра Queen                        | Nirvana Азра Queen                        | Nirvana Азра Queen                        | Nirvana Азра Queen                        | Nirvana Азра Queen                        | Nirvana Азра Queen                        | Nirvana Азра Queen                        | Nirvana Азра Queen                        | Nirvana Азра Queen                        | Nirvana Азра Queen                        | Nirvana Азра Queen                        | Nirvana Азра Queen                        | Nirvana Азра Queen                        | Nirvana Азра Queen                        | Nirvana Азра Queen                        | Nirvana Азра Queen                        | Nirvana Азра Queen                        | Nirvana Азра Queen                        | Nirvana Азра Queen                        | Nirvana Азра Queen                        | прошёл/ Н (а Соней Бакич)     | прошёл/ Н (а Соней Бакич)     | прошёл/ Н (а Соней Бакич)     | прошёл/ Н (а Соней Бакич)     | прошёл/ Н (а Соней Бакич)     | прошёл/ Н (а Соней Бакич)     | прошёл/ Н (а Соней Бакич)     | прошёл/ Н (а Соней Бакич)     | прошёл/ Н (а Соней Бакич)     | прошёл/ Н (а Соней Бакич)     | прошёл/ Н (а Соней Бакич)     | прошёл/ Н (а Соней Бакич)     | прошёл/ Н (а Соней Бакич)     | прошёл/ Н (а Соней Бакич)     | прошёл/ Н (а Соней Бакич)     | прошёл/ Н (а Соней Бакич)     | прошёл/ Н (а Соней Бакич)     | прошёл/ Н (а Соней Бакич)     | прошёл/ Н (а Соней Бакич)     | прошёл/ Н (а Соней Бакич)     | прошёл/ Н (а Соней Бакич)     | прошёл/ Н (а Соней Бакич)     | прошёл/ Н (а Соней Бакич)     | прошёл/ Н (а Соней Бакич)     | прошёл/ Н (а Соней Бакич)     | прошёл/ Н (а Соней Бакич)     | прошёл/ Н (а Соней Бакич)     | прошёл/ Н (а Соней Бакич)     | прошёл/ Н (а Соней Бакич)     | прошёл/ Н (а Соней Бакич)     | прошёл/ Н (а Соней Бакич)     | прошёл/ Н (а Соней Бакич)     | прошёл/ Н (а Соней Бакич)     | прошёл/ Н (а Соней Бакич)     | прошёл/ Н (а Соней Бакич)     | прошёл/ Н (а Соней Бакич)     | прошёл/ Н (а Соней Бакич)     | прошёл/ Н (а Соней Бакич)     | прошёл/ Н (а Соней Бакич)     | прошёл/ Н (а Соней Бакич)     | прошёл/ Н (а Соней Бакич)     | прошёл/ Н (а Соней Бакич)     | прошёл/ Н (а Соней Бакич)     | прошёл/ Н (а Соней Бакич)     | прошёл/ Н (а Соней Бакич)     | прошёл/ Н (а Соней Бакич)     | прошёл/ Н (а Соней Бакич)     | прошёл/ Н (а Соней Бакич)     | прошёл/ Н (а Соней Бакич)     | прошёл/ Н (а Соней Бакич)     | прошёл/ Н (а Соней Бакич)     | прошёл/ Н (а Соней Бакич)     | прошёл/ Н (а Соней Бакич)     | прошёл/ Н (а Соней Бакич)     | прошёл/ Н (а Соней Бакич)     | прошёл/ Н (а Соней Бакич)     | прошёл/ Н (а Соней Бакич)     | прошёл/ Н (а Соней Бакич)     | прошёл/ Н (а Соней Бакич)     | прошёл/ Н (а Соней Бакич)     | прошёл/ Н (а Соней Бакич)     | прошёл/ Н (а Соней Бакич)     | прошёл/ Н (а Соней Бакич)     | прошёл/ Н (а Соней Бакич)     | прошёл/ Н (а Соней Бакич)     | прошёл/ Н (а Соней Бакич)     | прошёл/ Н (а Соней Бакич)     | прошёл/ Н (а Соней Бакич)     | прошёл/ Н (а Соней Бакич)     | прошёл/ Н (а Соней Бакич)     | прошёл/ Н (а Соней Бакич)     | прошёл/ Н (а Соней Бакич)     | прошёл/ Н (а Соней Бакич)     | прошёл/ Н (а Соней Бакич)     | прошёл/ Н (а Соней Бакич)     | прошёл/ Н (а Соней Бакич)     | прошёл/ Н (а Соней Бакич)     | прошёл/ Н (а Соней Бакич)     | прошёл/ Н (а Соней Бакич)     | прошёл/ Н (а Соней Бакич)     | прошёл/ Н (а Соней Бакич)     | прошёл/ Н (а Соней Бакич)     | прошёл/ Н (а Соней Бакич)     | прошёл/ Н (а Соней Бакич)     | прошёл/ Н (а Соней Бакич)     | прошёл/ Н (а Соней Бакич)     | прошёл/ Н (а Соней Бакич)     | прошёл/ Н (а Соней Бакич)     | прошёл/ Н (а Соней Бакич)     | прошёл/ Н (а Соней Бакич)     | прошёл/ Н (а Соней Бакич)     | прошёл/ Н (а Соней Бакич)     | прошёл/ Н (а Соней Бакич)     | прошёл/ Н (а Соней Бакич)     | прошёл/ Н (а Соней Бакич)     | прошёл/ Н (а Соней Бакич)     | прошёл/ Н (а Соней Бакич)     | прошёл/ Н (а Соней Бакич)     | прошёл/ Н (а Соней Бакич)     | прошёл/ Н (а Соней Бакич)     |
| 12        | 12        | 12        | 12        | 12        | 12        | 12        | 12        | 12        | 12        | 12        | 12        | 12        | 12        | 12        | 12        | 12        | 12        | 12        | 12        | 12        | 12        | 12        | 12        | 12        | 12        | 12        | 12        | 12        | 12        | 12        | 12        | 12        | 12        | 12        | 12        | 12        | 12        | 12        | 12        | 12        | 12        | 12        | 12        | 12        | 12        | 12        | 12        | 12        | 12        | 12        | 12        | 12        | 12        | 12        | 12        | 12        | 12        | 12        | 12        | 12        | 12        | 12        | 12        | 12        | 12        | 12        | 12        | 12        | 12        | 12        | 12        | 12        | 12        | 12        | 12        | 12        | 12        | 12        | 12        | 12        | 12        | 12        | 12        | 12        | 12        | 12        | 12        | 12        | 12        | «Nothing Else Matters» «Мир грусти» «Мы танцуем»/ «Маљчики»                   | «Nothing Else Matters» «Мир грусти» «Мы танцуем»/ «Маљчики»                   | «Nothing Else Matters» «Мир грусти» «Мы танцуем»/ «Маљчики»                   | «Nothing Else Matters» «Мир грусти» «Мы танцуем»/ «Маљчики»                   | «Nothing Else Matters» «Мир грусти» «Мы танцуем»/ «Маљчики»                   | «Nothing Else Matters» «Мир грусти» «Мы танцуем»/ «Маљчики»                   | «Nothing Else Matters» «Мир грусти» «Мы танцуем»/ «Маљчики»                   | «Nothing Else Matters» «Мир грусти» «Мы танцуем»/ «Маљчики»                   | «Nothing Else Matters» «Мир грусти» «Мы танцуем»/ «Маљчики»                   | «Nothing Else Matters» «Мир грусти» «Мы танцуем»/ «Маљчики»                   | «Nothing Else Matters» «Мир грусти» «Мы танцуем»/ «Маљчики»                   | «Nothing Else Matters» «Мир грусти» «Мы танцуем»/ «Маљчики»                   | «Nothing Else Matters» «Мир грусти» «Мы танцуем»/ «Маљчики»                   | «Nothing Else Matters» «Мир грусти» «Мы танцуем»/ «Маљчики»                   | «Nothing Else Matters» «Мир грусти» «Мы танцуем»/ «Маљчики»                   | «Nothing Else Matters» «Мир грусти» «Мы танцуем»/ «Маљчики»                   | «Nothing Else Matters» «Мир грусти» «Мы танцуем»/ «Маљчики»                   | «Nothing Else Matters» «Мир грусти» «Мы танцуем»/ «Маљчики»                   | «Nothing Else Matters» «Мир грусти» «Мы танцуем»/ «Маљчики»                   | «Nothing Else Matters» «Мир грусти» «Мы танцуем»/ «Маљчики»                   | «Nothing Else Matters» «Мир грусти» «Мы танцуем»/ «Маљчики»                   | «Nothing Else Matters» «Мир грусти» «Мы танцуем»/ «Маљчики»                   | «Nothing Else Matters» «Мир грусти» «Мы танцуем»/ «Маљчики»                   | «Nothing Else Matters» «Мир грусти» «Мы танцуем»/ «Маљчики»                   | «Nothing Else Matters» «Мир грусти» «Мы танцуем»/ «Маљчики»                   | «Nothing Else Matters» «Мир грусти» «Мы танцуем»/ «Маљчики»                   | «Nothing Else Matters» «Мир грусти» «Мы танцуем»/ «Маљчики»                   | «Nothing Else Matters» «Мир грусти» «Мы танцуем»/ «Маљчики»                   | «Nothing Else Matters» «Мир грусти» «Мы танцуем»/ «Маљчики»                   | «Nothing Else Matters» «Мир грусти» «Мы танцуем»/ «Маљчики»                   | «Nothing Else Matters» «Мир грусти» «Мы танцуем»/ «Маљчики»                   | «Nothing Else Matters» «Мир грусти» «Мы танцуем»/ «Маљчики»                   | «Nothing Else Matters» «Мир грусти» «Мы танцуем»/ «Маљчики»                   | «Nothing Else Matters» «Мир грусти» «Мы танцуем»/ «Маљчики»                   | «Nothing Else Matters» «Мир грусти» «Мы танцуем»/ «Маљчики»                   | «Nothing Else Matters» «Мир грусти» «Мы танцуем»/ «Маљчики»                   | «Nothing Else Matters» «Мир грусти» «Мы танцуем»/ «Маљчики»                   | «Nothing Else Matters» «Мир грусти» «Мы танцуем»/ «Маљчики»                   | «Nothing Else Matters» «Мир грусти» «Мы танцуем»/ «Маљчики»                   | «Nothing Else Matters» «Мир грусти» «Мы танцуем»/ «Маљчики»                   | «Nothing Else Matters» «Мир грусти» «Мы танцуем»/ «Маљчики»                   | «Nothing Else Matters» «Мир грусти» «Мы танцуем»/ «Маљчики»                   | «Nothing Else Matters» «Мир грусти» «Мы танцуем»/ «Маљчики»                   | «Nothing Else Matters» «Мир грусти» «Мы танцуем»/ «Маљчики»                   | «Nothing Else Matters» «Мир грусти» «Мы танцуем»/ «Маљчики»                   | «Nothing Else Matters» «Мир грусти» «Мы танцуем»/ «Маљчики»                   | «Nothing Else Matters» «Мир грусти» «Мы танцуем»/ «Маљчики»                   | «Nothing Else Matters» «Мир грусти» «Мы танцуем»/ «Маљчики»                   | «Nothing Else Matters» «Мир грусти» «Мы танцуем»/ «Маљчики»                   | «Nothing Else Matters» «Мир грусти» «Мы танцуем»/ «Маљчики»                   | «Nothing Else Matters» «Мир грусти» «Мы танцуем»/ «Маљчики»                   | «Nothing Else Matters» «Мир грусти» «Мы танцуем»/ «Маљчики»                   | «Nothing Else Matters» «Мир грусти» «Мы танцуем»/ «Маљчики»                   | «Nothing Else Matters» «Мир грусти» «Мы танцуем»/ «Маљчики»                   | «Nothing Else Matters» «Мир грусти» «Мы танцуем»/ «Маљчики»                   | «Nothing Else Matters» «Мир грусти» «Мы танцуем»/ «Маљчики»                   | «Nothing Else Matters» «Мир грусти» «Мы танцуем»/ «Маљчики»                   | «Nothing Else Matters» «Мир грусти» «Мы танцуем»/ «Маљчики»                   | «Nothing Else Matters» «Мир грусти» «Мы танцуем»/ «Маљчики»                   | «Nothing Else Matters» «Мир грусти» «Мы танцуем»/ «Маљчики»                   | «Nothing Else Matters» «Мир грусти» «Мы танцуем»/ «Маљчики»                   | «Nothing Else Matters» «Мир грусти» «Мы танцуем»/ «Маљчики»                   | «Nothing Else Matters» «Мир грусти» «Мы танцуем»/ «Маљчики»                   | «Nothing Else Matters» «Мир грусти» «Мы танцуем»/ «Маљчики»                   | «Nothing Else Matters» «Мир грусти» «Мы танцуем»/ «Маљчики»                   | «Nothing Else Matters» «Мир грусти» «Мы танцуем»/ «Маљчики»                   | «Nothing Else Matters» «Мир грусти» «Мы танцуем»/ «Маљчики»                   | «Nothing Else Matters» «Мир грусти» «Мы танцуем»/ «Маљчики»                   | «Nothing Else Matters» «Мир грусти» «Мы танцуем»/ «Маљчики»                   | «Nothing Else Matters» «Мир грусти» «Мы танцуем»/ «Маљчики»                   | «Nothing Else Matters» «Мир грусти» «Мы танцуем»/ «Маљчики»                   | «Nothing Else Matters» «Мир грусти» «Мы танцуем»/ «Маљчики»                   | «Nothing Else Matters» «Мир грусти» «Мы танцуем»/ «Маљчики»                   | «Nothing Else Matters» «Мир грусти» «Мы танцуем»/ «Маљчики»                   | «Nothing Else Matters» «Мир грусти» «Мы танцуем»/ «Маљчики»                   | «Nothing Else Matters» «Мир грусти» «Мы танцуем»/ «Маљчики»                   | «Nothing Else Matters» «Мир грусти» «Мы танцуем»/ «Маљчики»                   | «Nothing Else Matters» «Мир грусти» «Мы танцуем»/ «Маљчики»                   | «Nothing Else Matters» «Мир грусти» «Мы танцуем»/ «Маљчики»                   | «Nothing Else Matters» «Мир грусти» «Мы танцуем»/ «Маљчики»                   | «Nothing Else Matters» «Мир грусти» «Мы танцуем»/ «Маљчики»                   | «Nothing Else Matters» «Мир грусти» «Мы танцуем»/ «Маљчики»                   | «Nothing Else Matters» «Мир грусти» «Мы танцуем»/ «Маљчики»                   | «Nothing Else Matters» «Мир грусти» «Мы танцуем»/ «Маљчики»                   | «Nothing Else Matters» «Мир грусти» «Мы танцуем»/ «Маљчики»                   | «Nothing Else Matters» «Мир грусти» «Мы танцуем»/ «Маљчики»                   | «Nothing Else Matters» «Мир грусти» «Мы танцуем»/ «Маљчики»                   | «Nothing Else Matters» «Мир грусти» «Мы танцуем»/ «Маљчики»                   | «Nothing Else Matters» «Мир грусти» «Мы танцуем»/ «Маљчики»                   | «Nothing Else Matters» «Мир грусти» «Мы танцуем»/ «Маљчики»                   | «Nothing Else Matters» «Мир грусти» «Мы танцуем»/ «Маљчики»                   | «Nothing Else Matters» «Мир грусти» «Мы танцуем»/ «Маљчики»                   | «Nothing Else Matters» «Мир грусти» «Мы танцуем»/ «Маљчики»                   | «Nothing Else Matters» «Мир грусти» «Мы танцуем»/ «Маљчики»                   | «Nothing Else Matters» «Мир грусти» «Мы танцуем»/ «Маљчики»                   | «Nothing Else Matters» «Мир грусти» «Мы танцуем»/ «Маљчики»                   | «Nothing Else Matters» «Мир грусти» «Мы танцуем»/ «Маљчики»                   | «Nothing Else Matters» «Мир грусти» «Мы танцуем»/ «Маљчики»                   | «Nothing Else Matters» «Мир грусти» «Мы танцуем»/ «Маљчики»                   | «Nothing Else Matters» «Мир грусти» «Мы танцуем»/ «Маљчики»                   | один в дуэте с Соней Бакич с Игорем Цукровым и Анной Бебич                         | один в дуэте с Соней Бакич с Игорем Цукровым и Анной Бебич                         | один в дуэте с Соней Бакич с Игорем Цукровым и Анной Бебич                         | один в дуэте с Соней Бакич с Игорем Цукровым и Анной Бебич                         | один в дуэте с Соней Бакич с Игорем Цукровым и Анной Бебич                         | один в дуэте с Соней Бакич с Игорем Цукровым и Анной Бебич                         | один в дуэте с Соней Бакич с Игорем Цукровым и Анной Бебич                         | один в дуэте с Соней Бакич с Игорем Цукровым и Анной Бебич                         | один в дуэте с Соней Бакич с Игорем Цукровым и Анной Бебич                         | один в дуэте с Соней Бакич с Игорем Цукровым и Анной Бебич                         | один в дуэте с Соней Бакич с Игорем Цукровым и Анной Бебич                         | один в дуэте с Соней Бакич с Игорем Цукровым и Анной Бебич                         | один в дуэте с Соней Бакич с Игорем Цукровым и Анной Бебич                         | один в дуэте с Соней Бакич с Игорем Цукровым и Анной Бебич                         | один в дуэте с Соней Бакич с Игорем Цукровым и Анной Бебич                         | один в дуэте с Соней Бакич с Игорем Цукровым и Анной Бебич                         | один в дуэте с Соней Бакич с Игорем Цукровым и Анной Бебич                         | один в дуэте с Соней Бакич с Игорем Цукровым и Анной Бебич                         | один в дуэте с Соней Бакич с Игорем Цукровым и Анной Бебич                         | один в дуэте с Соней Бакич с Игорем Цукровым и Анной Бебич                         | один в дуэте с Соней Бакич с Игорем Цукровым и Анной Бебич                         | один в дуэте с Соней Бакич с Игорем Цукровым и Анной Бебич                         | один в дуэте с Соней Бакич с Игорем Цукровым и Анной Бебич                         | один в дуэте с Соней Бакич с Игорем Цукровым и Анной Бебич                         | один в дуэте с Соней Бакич с Игорем Цукровым и Анной Бебич                         | один в дуэте с Соней Бакич с Игорем Цукровым и Анной Бебич                         | один в дуэте с Соней Бакич с Игорем Цукровым и Анной Бебич                         | один в дуэте с Соней Бакич с Игорем Цукровым и Анной Бебич                         | один в дуэте с Соней Бакич с Игорем Цукровым и Анной Бебич                         | один в дуэте с Соней Бакич с Игорем Цукровым и Анной Бебич                         | один в дуэте с Соней Бакич с Игорем Цукровым и Анной Бебич                         | один в дуэте с Соней Бакич с Игорем Цукровым и Анной Бебич                         | один в дуэте с Соней Бакич с Игорем Цукровым и Анной Бебич                         | один в дуэте с Соней Бакич с Игорем Цукровым и Анной Бебич                         | один в дуэте с Соней Бакич с Игорем Цукровым и Анной Бебич                         | один в дуэте с Соней Бакич с Игорем Цукровым и Анной Бебич                         | один в дуэте с Соней Бакич с Игорем Цукровым и Анной Бебич                         | один в дуэте с Соней Бакич с Игорем Цукровым и Анной Бебич                         | один в дуэте с Соней Бакич с Игорем Цукровым и Анной Бебич                         | один в дуэте с Соней Бакич с Игорем Цукровым и Анной Бебич                         | один в дуэте с Соней Бакич с Игорем Цукровым и Анной Бебич                         | один в дуэте с Соней Бакич с Игорем Цукровым и Анной Бебич                         | один в дуэте с Соней Бакич с Игорем Цукровым и Анной Бебич                         | один в дуэте с Соней Бакич с Игорем Цукровым и Анной Бебич                         | один в дуэте с Соней Бакич с Игорем Цукровым и Анной Бебич                         | один в дуэте с Соней Бакич с Игорем Цукровым и Анной Бебич                         | один в дуэте с Соней Бакич с Игорем Цукровым и Анной Бебич                         | один в дуэте с Соней Бакич с Игорем Цукровым и Анной Бебич                         | один в дуэте с Соней Бакич с Игорем Цукровым и Анной Бебич                         | один в дуэте с Соней Бакич с Игорем Цукровым и Анной Бебич                         | один в дуэте с Соней Бакич с Игорем Цукровым и Анной Бебич                         | один в дуэте с Соней Бакич с Игорем Цукровым и Анной Бебич                         | один в дуэте с Соней Бакич с Игорем Цукровым и Анной Бебич                         | один в дуэте с Соней Бакич с Игорем Цукровым и Анной Бебич                         | один в дуэте с Соней Бакич с Игорем Цукровым и Анной Бебич                         | один в дуэте с Соней Бакич с Игорем Цукровым и Анной Бебич                         | один в дуэте с Соней Бакич с Игорем Цукровым и Анной Бебич                         | один в дуэте с Соней Бакич с Игорем Цукровым и Анной Бебич                         | один в дуэте с Соней Бакич с Игорем Цукровым и Анной Бебич                         | один в дуэте с Соней Бакич с Игорем Цукровым и Анной Бебич                         | один в дуэте с Соней Бакич с Игорем Цукровым и Анной Бебич                         | один в дуэте с Соней Бакич с Игорем Цукровым и Анной Бебич                         | один в дуэте с Соней Бакич с Игорем Цукровым и Анной Бебич                         | один в дуэте с Соней Бакич с Игорем Цукровым и Анной Бебич                         | один в дуэте с Соней Бакич с Игорем Цукровым и Анной Бебич                         | один в дуэте с Соней Бакич с Игорем Цукровым и Анной Бебич                         | один в дуэте с Соней Бакич с Игорем Цукровым и Анной Бебич                         | один в дуэте с Соней Бакич с Игорем Цукровым и Анной Бебич                         | один в дуэте с Соней Бакич с Игорем Цукровым и Анной Бебич                         | один в дуэте с Соней Бакич с Игорем Цукровым и Анной Бебич                         | один в дуэте с Соней Бакич с Игорем Цукровым и Анной Бебич                         | один в дуэте с Соней Бакич с Игорем Цукровым и Анной Бебич                         | один в дуэте с Соней Бакич с Игорем Цукровым и Анной Бебич                         | один в дуэте с Соней Бакич с Игорем Цукровым и Анной Бебич                         | один в дуэте с Соней Бакич с Игорем Цукровым и Анной Бебич                         | один в дуэте с Соней Бакич с Игорем Цукровым и Анной Бебич                         | один в дуэте с Соней Бакич с Игорем Цукровым и Анной Бебич                         | один в дуэте с Соней Бакич с Игорем Цукровым и Анной Бебич                         | один в дуэте с Соней Бакич с Игорем Цукровым и Анной Бебич                         | один в дуэте с Соней Бакич с Игорем Цукровым и Анной Бебич                         | один в дуэте с Соней Бакич с Игорем Цукровым и Анной Бебич                         | один в дуэте с Соней Бакич с Игорем Цукровым и Анной Бебич                         | один в дуэте с Соней Бакич с Игорем Цукровым и Анной Бебич                         | один в дуэте с Соней Бакич с Игорем Цукровым и Анной Бебич                         | один в дуэте с Соней Бакич с Игорем Цукровым и Анной Бебич                         | один в дуэте с Соней Бакич с Игорем Цукровым и Анной Бебич                         | один в дуэте с Соней Бакич с Игорем Цукровым и Анной Бебич                         | один в дуэте с Соней Бакич с Игорем Цукровым и Анной Бебич                         | один в дуэте с Соней Бакич с Игорем Цукровым и Анной Бебич                         | один в дуэте с Соней Бакич с Игорем Цукровым и Анной Бебич                         | один в дуэте с Соней Бакич с Игорем Цукровым и Анной Бебич                         | один в дуэте с Соней Бакич с Игорем Цукровым и Анной Бебич                         | один в дуэте с Соней Бакич с Игорем Цукровым и Анной Бебич                         | один в дуэте с Соней Бакич с Игорем Цукровым и Анной Бебич                         | один в дуэте с Соней Бакич с Игорем Цукровым и Анной Бебич                         | один в дуэте с Соней Бакич с Игорем Цукровым и Анной Бебич                         | один в дуэте с Соней Бакич с Игорем Цукровым и Анной Бебич                         | один в дуэте с Соней Бакич с Игорем Цукровым и Анной Бебич                         | один в дуэте с Соней Бакич с Игорем Цукровым и Анной Бебич                         | один в дуэте с Соней Бакич с Игорем Цукровым и Анной Бебич                         | один в дуэте с Соней Бакич с Игорем Цукровым и Анной Бебич                         | один в дуэте с Соней Бакич с Игорем Цукровым и Анной Бебич                         | один в дуэте с Соней Бакич с Игорем Цукровым и Анной Бебич                         | один в дуэте с Соней Бакич с Игорем Цукровым и Анной Бебич                         | один в дуэте с Соней Бакич с Игорем Цукровым и Анной Бебич                         | один в дуэте с Соней Бакич с Игорем Цукровым и Анной Бебич                         | один в дуэте с Соней Бакич с Игорем Цукровым и Анной Бебич                         | один в дуэте с Соней Бакич с Игорем Цукровым и Анной Бебич                         | один в дуэте с Соней Бакич с Игорем Цукровым и Анной Бебич                         | один в дуэте с Соней Бакич с Игорем Цукровым и Анной Бебич                         | один в дуэте с Соней Бакич с Игорем Цукровым и Анной Бебич                         | один в дуэте с Соней Бакич с Игорем Цукровым и Анной Бебич                         | один в дуэте с Соней Бакич с Игорем Цукровым и Анной Бебич                         | один в дуэте с Соней Бакич с Игорем Цукровым и Анной Бебич                         | один в дуэте с Соней Бакич с Игорем Цукровым и Анной Бебич                         | один в дуэте с Соней Бакич с Игорем Цукровым и Анной Бебич                         | один в дуэте с Соней Бакич с Игорем Цукровым и Анной Бебич                         | один в дуэте с Соней Бакич с Игорем Цукровым и Анной Бебич                         | один в дуэте с Соней Бакич с Игорем Цукровым и Анной Бебич                         | один в дуэте с Соней Бакич с Игорем Цукровым и Анной Бебич                         | один в дуэте с Соней Бакич с Игорем Цукровым и Анной Бебич                         | один в дуэте с Соней Бакич с Игорем Цукровым и Анной Бебич                         | один в дуэте с Соней Бакич с Игорем Цукровым и Анной Бебич                         | один в дуэте с Соней Бакич с Игорем Цукровым и Анной Бебич                         | один в дуэте с Соней Бакич с Игорем Цукровым и Анной Бебич                         | один в дуэте с Соней Бакич с Игорем Цукровым и Анной Бебич                         | один в дуэте с Соней Бакич с Игорем Цукровым и Анной Бебич                         | один в дуэте с Соней Бакич с Игорем Цукровым и Анной Бебич                         | один в дуэте с Соней Бакич с Игорем Цукровым и Анной Бебич                         | один в дуэте с Соней Бакич с Игорем Цукровым и Анной Бебич                         | Мetallica Негатив Прляво Казалиште/ Идоли | Мetallica Негатив Прляво Казалиште/ Идоли | Мetallica Негатив Прляво Казалиште/ Идоли | Мetallica Негатив Прляво Казалиште/ Идоли | Мetallica Негатив Прляво Казалиште/ Идоли | Мetallica Негатив Прляво Казалиште/ Идоли | Мetallica Негатив Прляво Казалиште/ Идоли | Мetallica Негатив Прляво Казалиште/ Идоли | Мetallica Негатив Прляво Казалиште/ Идоли | Мetallica Негатив Прляво Казалиште/ Идоли | Мetallica Негатив Прляво Казалиште/ Идоли | Мetallica Негатив Прляво Казалиште/ Идоли | Мetallica Негатив Прляво Казалиште/ Идоли | Мetallica Негатив Прляво Казалиште/ Идоли | Мetallica Негатив Прляво Казалиште/ Идоли | Мetallica Негатив Прляво Казалиште/ Идоли | Мetallica Негатив Прляво Казалиште/ Идоли | Мetallica Негатив Прляво Казалиште/ Идоли | Мetallica Негатив Прляво Казалиште/ Идоли | Мetallica Негатив Прляво Казалиште/ Идоли | Мetallica Негатив Прляво Казалиште/ Идоли | Мetallica Негатив Прляво Казалиште/ Идоли | Мetallica Негатив Прляво Казалиште/ Идоли | Мetallica Негатив Прляво Казалиште/ Идоли | Мetallica Негатив Прляво Казалиште/ Идоли | Мetallica Негатив Прляво Казалиште/ Идоли | Мetallica Негатив Прляво Казалиште/ Идоли | Мetallica Негатив Прляво Казалиште/ Идоли | Мetallica Негатив Прляво Казалиште/ Идоли | Мetallica Негатив Прляво Казалиште/ Идоли | Мetallica Негатив Прляво Казалиште/ Идоли | Мetallica Негатив Прляво Казалиште/ Идоли | Мetallica Негатив Прляво Казалиште/ Идоли | Мetallica Негатив Прляво Казалиште/ Идоли | Мetallica Негатив Прляво Казалиште/ Идоли | Мetallica Негатив Прляво Казалиште/ Идоли | Мetallica Негатив Прляво Казалиште/ Идоли | Мetallica Негатив Прляво Казалиште/ Идоли | Мetallica Негатив Прляво Казалиште/ Идоли | Мetallica Негатив Прляво Казалиште/ Идоли | Мetallica Негатив Прляво Казалиште/ Идоли | Мetallica Негатив Прляво Казалиште/ Идоли | Мetallica Негатив Прляво Казалиште/ Идоли | Мetallica Негатив Прляво Казалиште/ Идоли | Мetallica Негатив Прляво Казалиште/ Идоли | Мetallica Негатив Прляво Казалиште/ Идоли | Мetallica Негатив Прляво Казалиште/ Идоли | Мetallica Негатив Прляво Казалиште/ Идоли | Мetallica Негатив Прляво Казалиште/ Идоли | Мetallica Негатив Прляво Казалиште/ Идоли | Мetallica Негатив Прляво Казалиште/ Идоли | Мetallica Негатив Прляво Казалиште/ Идоли | Мetallica Негатив Прляво Казалиште/ Идоли | Мetallica Негатив Прляво Казалиште/ Идоли | Мetallica Негатив Прляво Казалиште/ Идоли | Мetallica Негатив Прляво Казалиште/ Идоли | Мetallica Негатив Прляво Казалиште/ Идоли | Мetallica Негатив Прляво Казалиште/ Идоли | Мetallica Негатив Прляво Казалиште/ Идоли | Мetallica Негатив Прляво Казалиште/ Идоли | Мetallica Негатив Прляво Казалиште/ Идоли | Мetallica Негатив Прляво Казалиште/ Идоли | Мetallica Негатив Прляво Казалиште/ Идоли | Мetallica Негатив Прляво Казалиште/ Идоли | Мetallica Негатив Прляво Казалиште/ Идоли | Мetallica Негатив Прляво Казалиште/ Идоли | Мetallica Негатив Прляво Казалиште/ Идоли | Мetallica Негатив Прляво Казалиште/ Идоли | Мetallica Негатив Прляво Казалиште/ Идоли | Мetallica Негатив Прляво Казалиште/ Идоли | Мetallica Негатив Прляво Казалиште/ Идоли | Мetallica Негатив Прляво Казалиште/ Идоли | Мetallica Негатив Прляво Казалиште/ Идоли | Мetallica Негатив Прляво Казалиште/ Идоли | Мetallica Негатив Прляво Казалиште/ Идоли | Мetallica Негатив Прляво Казалиште/ Идоли | Мetallica Негатив Прляво Казалиште/ Идоли | Мetallica Негатив Прляво Казалиште/ Идоли | Мetallica Негатив Прляво Казалиште/ Идоли | Мetallica Негатив Прляво Казалиште/ Идоли | Мetallica Негатив Прляво Казалиште/ Идоли | Мetallica Негатив Прляво Казалиште/ Идоли | Мetallica Негатив Прляво Казалиште/ Идоли | Мetallica Негатив Прляво Казалиште/ Идоли | Мetallica Негатив Прляво Казалиште/ Идоли | Мetallica Негатив Прляво Казалиште/ Идоли | Мetallica Негатив Прляво Казалиште/ Идоли | Мetallica Негатив Прляво Казалиште/ Идоли | Мetallica Негатив Прляво Казалиште/ Идоли | Мetallica Негатив Прляво Казалиште/ Идоли | Мetallica Негатив Прляво Казалиште/ Идоли | Мetallica Негатив Прляво Казалиште/ Идоли | Мetallica Негатив Прляво Казалиште/ Идоли | Мetallica Негатив Прляво Казалиште/ Идоли | Мetallica Негатив Прляво Казалиште/ Идоли | Мetallica Негатив Прляво Казалиште/ Идоли | Мetallica Негатив Прляво Казалиште/ Идоли | Мetallica Негатив Прляво Казалиште/ Идоли | Мetallica Негатив Прляво Казалиште/ Идоли | Мetallica Негатив Прляво Казалиште/ Идоли | прошёл/ Н (с Игорем Цукровым) | прошёл/ Н (с Игорем Цукровым) | прошёл/ Н (с Игорем Цукровым) | прошёл/ Н (с Игорем Цукровым) | прошёл/ Н (с Игорем Цукровым) | прошёл/ Н (с Игорем Цукровым) | прошёл/ Н (с Игорем Цукровым) | прошёл/ Н (с Игорем Цукровым) | прошёл/ Н (с Игорем Цукровым) | прошёл/ Н (с Игорем Цукровым) | прошёл/ Н (с Игорем Цукровым) | прошёл/ Н (с Игорем Цукровым) | прошёл/ Н (с Игорем Цукровым) | прошёл/ Н (с Игорем Цукровым) | прошёл/ Н (с Игорем Цукровым) | прошёл/ Н (с Игорем Цукровым) | прошёл/ Н (с Игорем Цукровым) | прошёл/ Н (с Игорем Цукровым) | прошёл/ Н (с Игорем Цукровым) | прошёл/ Н (с Игорем Цукровым) | прошёл/ Н (с Игорем Цукровым) | прошёл/ Н (с Игорем Цукровым) | прошёл/ Н (с Игорем Цукровым) | прошёл/ Н (с Игорем Цукровым) | прошёл/ Н (с Игорем Цукровым) | прошёл/ Н (с Игорем Цукровым) | прошёл/ Н (с Игорем Цукровым) | прошёл/ Н (с Игорем Цукровым) | прошёл/ Н (с Игорем Цукровым) | прошёл/ Н (с Игорем Цукровым) | прошёл/ Н (с Игорем Цукровым) | прошёл/ Н (с Игорем Цукровым) | прошёл/ Н (с Игорем Цукровым) | прошёл/ Н (с Игорем Цукровым) | прошёл/ Н (с Игорем Цукровым) | прошёл/ Н (с Игорем Цукровым) | прошёл/ Н (с Игорем Цукровым) | прошёл/ Н (с Игорем Цукровым) | прошёл/ Н (с Игорем Цукровым) | прошёл/ Н (с Игорем Цукровым) | прошёл/ Н (с Игорем Цукровым) | прошёл/ Н (с Игорем Цукровым) | прошёл/ Н (с Игорем Цукровым) | прошёл/ Н (с Игорем Цукровым) | прошёл/ Н (с Игорем Цукровым) | прошёл/ Н (с Игорем Цукровым) | прошёл/ Н (с Игорем Цукровым) | прошёл/ Н (с Игорем Цукровым) | прошёл/ Н (с Игорем Цукровым) | прошёл/ Н (с Игорем Цукровым) | прошёл/ Н (с Игорем Цукровым) | прошёл/ Н (с Игорем Цукровым) | прошёл/ Н (с Игорем Цукровым) | прошёл/ Н (с Игорем Цукровым) | прошёл/ Н (с Игорем Цукровым) | прошёл/ Н (с Игорем Цукровым) | прошёл/ Н (с Игорем Цукровым) | прошёл/ Н (с Игорем Цукровым) | прошёл/ Н (с Игорем Цукровым) | прошёл/ Н (с Игорем Цукровым) | прошёл/ Н (с Игорем Цукровым) | прошёл/ Н (с Игорем Цукровым) | прошёл/ Н (с Игорем Цукровым) | прошёл/ Н (с Игорем Цукровым) | прошёл/ Н (с Игорем Цукровым) | прошёл/ Н (с Игорем Цукровым) | прошёл/ Н (с Игорем Цукровым) | прошёл/ Н (с Игорем Цукровым) | прошёл/ Н (с Игорем Цукровым) | прошёл/ Н (с Игорем Цукровым) | прошёл/ Н (с Игорем Цукровым) | прошёл/ Н (с Игорем Цукровым) | прошёл/ Н (с Игорем Цукровым) | прошёл/ Н (с Игорем Цукровым) | прошёл/ Н (с Игорем Цукровым) | прошёл/ Н (с Игорем Цукровым) | прошёл/ Н (с Игорем Цукровым) | прошёл/ Н (с Игорем Цукровым) | прошёл/ Н (с Игорем Цукровым) | прошёл/ Н (с Игорем Цукровым) | прошёл/ Н (с Игорем Цукровым) | прошёл/ Н (с Игорем Цукровым) | прошёл/ Н (с Игорем Цукровым) | прошёл/ Н (с Игорем Цукровым) | прошёл/ Н (с Игорем Цукровым) | прошёл/ Н (с Игорем Цукровым) | прошёл/ Н (с Игорем Цукровым) | прошёл/ Н (с Игорем Цукровым) | прошёл/ Н (с Игорем Цукровым) | прошёл/ Н (с Игорем Цукровым) | прошёл/ Н (с Игорем Цукровым) | прошёл/ Н (с Игорем Цукровым) | прошёл/ Н (с Игорем Цукровым) | прошёл/ Н (с Игорем Цукровым) | прошёл/ Н (с Игорем Цукровым) | прошёл/ Н (с Игорем Цукровым) | прошёл/ Н (с Игорем Цукровым) | прошёл/ Н (с Игорем Цукровым) | прошёл/ Н (с Игорем Цукровым) | прошёл/ Н (с Игорем Цукровым) |
| 13        | 13        | 13        | 13        | 13        | 13        | 13        | 13        | 13        | 13        | 13        | 13        | 13        | 13        | 13        | 13        | 13        | 13        | 13        | 13        | 13        | 13        | 13        | 13        | 13        | 13        | 13        | 13        | 13        | 13        | 13        | 13        | 13        | 13        | 13        | 13        | 13        | 13        | 13        | 13        | 13        | 13        | 13        | 13        | 13        | 13        | 13        | 13        | 13        | 13        | 13        | 13        | 13        | 13        | 13        | 13        | 13        | 13        | 13        | 13        | 13        | 13        | 13        | 13        | 13        | 13        | 13        | 13        | 13        | 13        | 13        | 13        | 13        | 13        | 13        | 13        | 13        | 13        | 13        | 13        | 13        | 13        | 13        | 13        | 13        | 13        | 13        | 13        | 13        | 13        | «Годы проходят» «With Or Without You»                                         | «Годы проходят» «With Or Without You»                                         | «Годы проходят» «With Or Without You»                                         | «Годы проходят» «With Or Without You»                                         | «Годы проходят» «With Or Without You»                                         | «Годы проходят» «With Or Without You»                                         | «Годы проходят» «With Or Without You»                                         | «Годы проходят» «With Or Without You»                                         | «Годы проходят» «With Or Without You»                                         | «Годы проходят» «With Or Without You»                                         | «Годы проходят» «With Or Without You»                                         | «Годы проходят» «With Or Without You»                                         | «Годы проходят» «With Or Without You»                                         | «Годы проходят» «With Or Without You»                                         | «Годы проходят» «With Or Without You»                                         | «Годы проходят» «With Or Without You»                                         | «Годы проходят» «With Or Without You»                                         | «Годы проходят» «With Or Without You»                                         | «Годы проходят» «With Or Without You»                                         | «Годы проходят» «With Or Without You»                                         | «Годы проходят» «With Or Without You»                                         | «Годы проходят» «With Or Without You»                                         | «Годы проходят» «With Or Without You»                                         | «Годы проходят» «With Or Without You»                                         | «Годы проходят» «With Or Without You»                                         | «Годы проходят» «With Or Without You»                                         | «Годы проходят» «With Or Without You»                                         | «Годы проходят» «With Or Without You»                                         | «Годы проходят» «With Or Without You»                                         | «Годы проходят» «With Or Without You»                                         | «Годы проходят» «With Or Without You»                                         | «Годы проходят» «With Or Without You»                                         | «Годы проходят» «With Or Without You»                                         | «Годы проходят» «With Or Without You»                                         | «Годы проходят» «With Or Without You»                                         | «Годы проходят» «With Or Without You»                                         | «Годы проходят» «With Or Without You»                                         | «Годы проходят» «With Or Without You»                                         | «Годы проходят» «With Or Without You»                                         | «Годы проходят» «With Or Without You»                                         | «Годы проходят» «With Or Without You»                                         | «Годы проходят» «With Or Without You»                                         | «Годы проходят» «With Or Without You»                                         | «Годы проходят» «With Or Without You»                                         | «Годы проходят» «With Or Without You»                                         | «Годы проходят» «With Or Without You»                                         | «Годы проходят» «With Or Without You»                                         | «Годы проходят» «With Or Without You»                                         | «Годы проходят» «With Or Without You»                                         | «Годы проходят» «With Or Without You»                                         | «Годы проходят» «With Or Without You»                                         | «Годы проходят» «With Or Without You»                                         | «Годы проходят» «With Or Without You»                                         | «Годы проходят» «With Or Without You»                                         | «Годы проходят» «With Or Without You»                                         | «Годы проходят» «With Or Without You»                                         | «Годы проходят» «With Or Without You»                                         | «Годы проходят» «With Or Without You»                                         | «Годы проходят» «With Or Without You»                                         | «Годы проходят» «With Or Without You»                                         | «Годы проходят» «With Or Without You»                                         | «Годы проходят» «With Or Without You»                                         | «Годы проходят» «With Or Without You»                                         | «Годы проходят» «With Or Without You»                                         | «Годы проходят» «With Or Without You»                                         | «Годы проходят» «With Or Without You»                                         | «Годы проходят» «With Or Without You»                                         | «Годы проходят» «With Or Without You»                                         | «Годы проходят» «With Or Without You»                                         | «Годы проходят» «With Or Without You»                                         | «Годы проходят» «With Or Without You»                                         | «Годы проходят» «With Or Without You»                                         | «Годы проходят» «With Or Without You»                                         | «Годы проходят» «With Or Without You»                                         | «Годы проходят» «With Or Without You»                                         | «Годы проходят» «With Or Without You»                                         | «Годы проходят» «With Or Without You»                                         | «Годы проходят» «With Or Without You»                                         | «Годы проходят» «With Or Without You»                                         | «Годы проходят» «With Or Without You»                                         | «Годы проходят» «With Or Without You»                                         | «Годы проходят» «With Or Without You»                                         | «Годы проходят» «With Or Without You»                                         | «Годы проходят» «With Or Without You»                                         | «Годы проходят» «With Or Without You»                                         | «Годы проходят» «With Or Without You»                                         | «Годы проходят» «With Or Without You»                                         | «Годы проходят» «With Or Without You»                                         | «Годы проходят» «With Or Without You»                                         | «Годы проходят» «With Or Without You»                                         | «Годы проходят» «With Or Without You»                                         | «Годы проходят» «With Or Without You»                                         | «Годы проходят» «With Or Without You»                                         | «Годы проходят» «With Or Without You»                                         | «Годы проходят» «With Or Without You»                                         | «Годы проходят» «With Or Without You»                                         | «Годы проходят» «With Or Without You»                                         | «Годы проходят» «With Or Without You»                                         | «Годы проходят» «With Or Without You»                                         | «Годы проходят» «With Or Without You»                                         | один в дуэте с Игорем Цукровым                                                     | один в дуэте с Игорем Цукровым                                                     | один в дуэте с Игорем Цукровым                                                     | один в дуэте с Игорем Цукровым                                                     | один в дуэте с Игорем Цукровым                                                     | один в дуэте с Игорем Цукровым                                                     | один в дуэте с Игорем Цукровым                                                     | один в дуэте с Игорем Цукровым                                                     | один в дуэте с Игорем Цукровым                                                     | один в дуэте с Игорем Цукровым                                                     | один в дуэте с Игорем Цукровым                                                     | один в дуэте с Игорем Цукровым                                                     | один в дуэте с Игорем Цукровым                                                     | один в дуэте с Игорем Цукровым                                                     | один в дуэте с Игорем Цукровым                                                     | один в дуэте с Игорем Цукровым                                                     | один в дуэте с Игорем Цукровым                                                     | один в дуэте с Игорем Цукровым                                                     | один в дуэте с Игорем Цукровым                                                     | один в дуэте с Игорем Цукровым                                                     | один в дуэте с Игорем Цукровым                                                     | один в дуэте с Игорем Цукровым                                                     | один в дуэте с Игорем Цукровым                                                     | один в дуэте с Игорем Цукровым                                                     | один в дуэте с Игорем Цукровым                                                     | один в дуэте с Игорем Цукровым                                                     | один в дуэте с Игорем Цукровым                                                     | один в дуэте с Игорем Цукровым                                                     | один в дуэте с Игорем Цукровым                                                     | один в дуэте с Игорем Цукровым                                                     | один в дуэте с Игорем Цукровым                                                     | один в дуэте с Игорем Цукровым                                                     | один в дуэте с Игорем Цукровым                                                     | один в дуэте с Игорем Цукровым                                                     | один в дуэте с Игорем Цукровым                                                     | один в дуэте с Игорем Цукровым                                                     | один в дуэте с Игорем Цукровым                                                     | один в дуэте с Игорем Цукровым                                                     | один в дуэте с Игорем Цукровым                                                     | один в дуэте с Игорем Цукровым                                                     | один в дуэте с Игорем Цукровым                                                     | один в дуэте с Игорем Цукровым                                                     | один в дуэте с Игорем Цукровым                                                     | один в дуэте с Игорем Цукровым                                                     | один в дуэте с Игорем Цукровым                                                     | один в дуэте с Игорем Цукровым                                                     | один в дуэте с Игорем Цукровым                                                     | один в дуэте с Игорем Цукровым                                                     | один в дуэте с Игорем Цукровым                                                     | один в дуэте с Игорем Цукровым                                                     | один в дуэте с Игорем Цукровым                                                     | один в дуэте с Игорем Цукровым                                                     | один в дуэте с Игорем Цукровым                                                     | один в дуэте с Игорем Цукровым                                                     | один в дуэте с Игорем Цукровым                                                     | один в дуэте с Игорем Цукровым                                                     | один в дуэте с Игорем Цукровым                                                     | один в дуэте с Игорем Цукровым                                                     | один в дуэте с Игорем Цукровым                                                     | один в дуэте с Игорем Цукровым                                                     | один в дуэте с Игорем Цукровым                                                     | один в дуэте с Игорем Цукровым                                                     | один в дуэте с Игорем Цукровым                                                     | один в дуэте с Игорем Цукровым                                                     | один в дуэте с Игорем Цукровым                                                     | один в дуэте с Игорем Цукровым                                                     | один в дуэте с Игорем Цукровым                                                     | один в дуэте с Игорем Цукровым                                                     | один в дуэте с Игорем Цукровым                                                     | один в дуэте с Игорем Цукровым                                                     | один в дуэте с Игорем Цукровым                                                     | один в дуэте с Игорем Цукровым                                                     | один в дуэте с Игорем Цукровым                                                     | один в дуэте с Игорем Цукровым                                                     | один в дуэте с Игорем Цукровым                                                     | один в дуэте с Игорем Цукровым                                                     | один в дуэте с Игорем Цукровым                                                     | один в дуэте с Игорем Цукровым                                                     | один в дуэте с Игорем Цукровым                                                     | один в дуэте с Игорем Цукровым                                                     | один в дуэте с Игорем Цукровым                                                     | один в дуэте с Игорем Цукровым                                                     | один в дуэте с Игорем Цукровым                                                     | один в дуэте с Игорем Цукровым                                                     | один в дуэте с Игорем Цукровым                                                     | один в дуэте с Игорем Цукровым                                                     | один в дуэте с Игорем Цукровым                                                     | один в дуэте с Игорем Цукровым                                                     | один в дуэте с Игорем Цукровым                                                     | один в дуэте с Игорем Цукровым                                                     | один в дуэте с Игорем Цукровым                                                     | один в дуэте с Игорем Цукровым                                                     | один в дуэте с Игорем Цукровым                                                     | один в дуэте с Игорем Цукровым                                                     | один в дуэте с Игорем Цукровым                                                     | один в дуэте с Игорем Цукровым                                                     | один в дуэте с Игорем Цукровым                                                     | один в дуэте с Игорем Цукровым                                                     | один в дуэте с Игорем Цукровым                                                     | один в дуэте с Игорем Цукровым                                                     | один в дуэте с Игорем Цукровым                                                     | один в дуэте с Игорем Цукровым                                                     | один в дуэте с Игорем Цукровым                                                     | один в дуэте с Игорем Цукровым                                                     | один в дуэте с Игорем Цукровым                                                     | один в дуэте с Игорем Цукровым                                                     | один в дуэте с Игорем Цукровым                                                     | один в дуэте с Игорем Цукровым                                                     | один в дуэте с Игорем Цукровым                                                     | один в дуэте с Игорем Цукровым                                                     | один в дуэте с Игорем Цукровым                                                     | один в дуэте с Игорем Цукровым                                                     | один в дуэте с Игорем Цукровым                                                     | один в дуэте с Игорем Цукровым                                                     | один в дуэте с Игорем Цукровым                                                     | один в дуэте с Игорем Цукровым                                                     | один в дуэте с Игорем Цукровым                                                     | один в дуэте с Игорем Цукровым                                                     | один в дуэте с Игорем Цукровым                                                     | один в дуэте с Игорем Цукровым                                                     | один в дуэте с Игорем Цукровым                                                     | один в дуэте с Игорем Цукровым                                                     | один в дуэте с Игорем Цукровым                                                     | один в дуэте с Игорем Цукровым                                                     | один в дуэте с Игорем Цукровым                                                     | один в дуэте с Игорем Цукровым                                                     | один в дуэте с Игорем Цукровым                                                     | один в дуэте с Игорем Цукровым                                                     | один в дуэте с Игорем Цукровым                                                     | один в дуэте с Игорем Цукровым                                                     | Парни Ваљак U2 (Ю Ту)                     | Парни Ваљак U2 (Ю Ту)                     | Парни Ваљак U2 (Ю Ту)                     | Парни Ваљак U2 (Ю Ту)                     | Парни Ваљак U2 (Ю Ту)                     | Парни Ваљак U2 (Ю Ту)                     | Парни Ваљак U2 (Ю Ту)                     | Парни Ваљак U2 (Ю Ту)                     | Парни Ваљак U2 (Ю Ту)                     | Парни Ваљак U2 (Ю Ту)                     | Парни Ваљак U2 (Ю Ту)                     | Парни Ваљак U2 (Ю Ту)                     | Парни Ваљак U2 (Ю Ту)                     | Парни Ваљак U2 (Ю Ту)                     | Парни Ваљак U2 (Ю Ту)                     | Парни Ваљак U2 (Ю Ту)                     | Парни Ваљак U2 (Ю Ту)                     | Парни Ваљак U2 (Ю Ту)                     | Парни Ваљак U2 (Ю Ту)                     | Парни Ваљак U2 (Ю Ту)                     | Парни Ваљак U2 (Ю Ту)                     | Парни Ваљак U2 (Ю Ту)                     | Парни Ваљак U2 (Ю Ту)                     | Парни Ваљак U2 (Ю Ту)                     | Парни Ваљак U2 (Ю Ту)                     | Парни Ваљак U2 (Ю Ту)                     | Парни Ваљак U2 (Ю Ту)                     | Парни Ваљак U2 (Ю Ту)                     | Парни Ваљак U2 (Ю Ту)                     | Парни Ваљак U2 (Ю Ту)                     | Парни Ваљак U2 (Ю Ту)                     | Парни Ваљак U2 (Ю Ту)                     | Парни Ваљак U2 (Ю Ту)                     | Парни Ваљак U2 (Ю Ту)                     | Парни Ваљак U2 (Ю Ту)                     | Парни Ваљак U2 (Ю Ту)                     | Парни Ваљак U2 (Ю Ту)                     | Парни Ваљак U2 (Ю Ту)                     | Парни Ваљак U2 (Ю Ту)                     | Парни Ваљак U2 (Ю Ту)                     | Парни Ваљак U2 (Ю Ту)                     | Парни Ваљак U2 (Ю Ту)                     | Парни Ваљак U2 (Ю Ту)                     | Парни Ваљак U2 (Ю Ту)                     | Парни Ваљак U2 (Ю Ту)                     | Парни Ваљак U2 (Ю Ту)                     | Парни Ваљак U2 (Ю Ту)                     | Парни Ваљак U2 (Ю Ту)                     | Парни Ваљак U2 (Ю Ту)                     | Парни Ваљак U2 (Ю Ту)                     | Парни Ваљак U2 (Ю Ту)                     | Парни Ваљак U2 (Ю Ту)                     | Парни Ваљак U2 (Ю Ту)                     | Парни Ваљак U2 (Ю Ту)                     | Парни Ваљак U2 (Ю Ту)                     | Парни Ваљак U2 (Ю Ту)                     | Парни Ваљак U2 (Ю Ту)                     | Парни Ваљак U2 (Ю Ту)                     | Парни Ваљак U2 (Ю Ту)                     | Парни Ваљак U2 (Ю Ту)                     | Парни Ваљак U2 (Ю Ту)                     | Парни Ваљак U2 (Ю Ту)                     | Парни Ваљак U2 (Ю Ту)                     | Парни Ваљак U2 (Ю Ту)                     | Парни Ваљак U2 (Ю Ту)                     | Парни Ваљак U2 (Ю Ту)                     | Парни Ваљак U2 (Ю Ту)                     | Парни Ваљак U2 (Ю Ту)                     | Парни Ваљак U2 (Ю Ту)                     | Парни Ваљак U2 (Ю Ту)                     | Парни Ваљак U2 (Ю Ту)                     | Парни Ваљак U2 (Ю Ту)                     | Парни Ваљак U2 (Ю Ту)                     | Парни Ваљак U2 (Ю Ту)                     | Парни Ваљак U2 (Ю Ту)                     | Парни Ваљак U2 (Ю Ту)                     | Парни Ваљак U2 (Ю Ту)                     | Парни Ваљак U2 (Ю Ту)                     | Парни Ваљак U2 (Ю Ту)                     | Парни Ваљак U2 (Ю Ту)                     | Парни Ваљак U2 (Ю Ту)                     | Парни Ваљак U2 (Ю Ту)                     | Парни Ваљак U2 (Ю Ту)                     | Парни Ваљак U2 (Ю Ту)                     | Парни Ваљак U2 (Ю Ту)                     | Парни Ваљак U2 (Ю Ту)                     | Парни Ваљак U2 (Ю Ту)                     | Парни Ваљак U2 (Ю Ту)                     | Парни Ваљак U2 (Ю Ту)                     | Парни Ваљак U2 (Ю Ту)                     | Парни Ваљак U2 (Ю Ту)                     | Парни Ваљак U2 (Ю Ту)                     | Парни Ваљак U2 (Ю Ту)                     | Парни Ваљак U2 (Ю Ту)                     | Парни Ваљак U2 (Ю Ту)                     | Парни Ваљак U2 (Ю Ту)                     | Парни Ваљак U2 (Ю Ту)                     | Парни Ваљак U2 (Ю Ту)                     | Парни Ваљак U2 (Ю Ту)                     | Парни Ваљак U2 (Ю Ту)                     | прошёл                        | прошёл                        | прошёл                        | прошёл                        | прошёл                        | прошёл                        | прошёл                        | прошёл                        | прошёл                        | прошёл                        | прошёл                        | прошёл                        | прошёл                        | прошёл                        | прошёл                        | прошёл                        | прошёл                        | прошёл                        | прошёл                        | прошёл                        | прошёл                        | прошёл                        | прошёл                        | прошёл                        | прошёл                        | прошёл                        | прошёл                        | прошёл                        | прошёл                        | прошёл                        | прошёл                        | прошёл                        | прошёл                        | прошёл                        | прошёл                        | прошёл                        | прошёл                        | прошёл                        | прошёл                        | прошёл                        | прошёл                        | прошёл                        | прошёл                        | прошёл                        | прошёл                        | прошёл                        | прошёл                        | прошёл                        | прошёл                        | прошёл                        | прошёл                        | прошёл                        | прошёл                        | прошёл                        | прошёл                        | прошёл                        | прошёл                        | прошёл                        | прошёл                        | прошёл                        | прошёл                        | прошёл                        | прошёл                        | прошёл                        | прошёл                        | прошёл                        | прошёл                        | прошёл                        | прошёл                        | прошёл                        | прошёл                        | прошёл                        | прошёл                        | прошёл                        | прошёл                        | прошёл                        | прошёл                        | прошёл                        | прошёл                        | прошёл                        | прошёл                        | прошёл                        | прошёл                        | прошёл                        | прошёл                        | прошёл                        | прошёл                        | прошёл                        | прошёл                        | прошёл                        | прошёл                        | прошёл                        | прошёл                        | прошёл                        | прошёл                        | прошёл                        | прошёл                        | прошёл                        | прошёл                        | прошёл                        |
| Полуфинал | Полуфинал | Полуфинал | Полуфинал | Полуфинал | Полуфинал | Полуфинал | Полуфинал | Полуфинал | Полуфинал | Полуфинал | Полуфинал | Полуфинал | Полуфинал | Полуфинал | Полуфинал | Полуфинал | Полуфинал | Полуфинал | Полуфинал | Полуфинал | Полуфинал | Полуфинал | Полуфинал | Полуфинал | Полуфинал | Полуфинал | Полуфинал | Полуфинал | Полуфинал | Полуфинал | Полуфинал | Полуфинал | Полуфинал | Полуфинал | Полуфинал | Полуфинал | Полуфинал | Полуфинал | Полуфинал | Полуфинал | Полуфинал | Полуфинал | Полуфинал | Полуфинал | Полуфинал | Полуфинал | Полуфинал | Полуфинал | Полуфинал | Полуфинал | Полуфинал | Полуфинал | Полуфинал | Полуфинал | Полуфинал | Полуфинал | Полуфинал | Полуфинал | Полуфинал | Полуфинал | Полуфинал | Полуфинал | Полуфинал | Полуфинал | Полуфинал | Полуфинал | Полуфинал | Полуфинал | Полуфинал | Полуфинал | Полуфинал | Полуфинал | Полуфинал | Полуфинал | Полуфинал | Полуфинал | Полуфинал | Полуфинал | Полуфинал | Полуфинал | Полуфинал | Полуфинал | Полуфинал | Полуфинал | Полуфинал | Полуфинал | Полуфинал | Полуфинал | Полуфинал | «Угаси ме» «Angels»                                                           | «Угаси ме» «Angels»                                                           | «Угаси ме» «Angels»                                                           | «Угаси ме» «Angels»                                                           | «Угаси ме» «Angels»                                                           | «Угаси ме» «Angels»                                                           | «Угаси ме» «Angels»                                                           | «Угаси ме» «Angels»                                                           | «Угаси ме» «Angels»                                                           | «Угаси ме» «Angels»                                                           | «Угаси ме» «Angels»                                                           | «Угаси ме» «Angels»                                                           | «Угаси ме» «Angels»                                                           | «Угаси ме» «Angels»                                                           | «Угаси ме» «Angels»                                                           | «Угаси ме» «Angels»                                                           | «Угаси ме» «Angels»                                                           | «Угаси ме» «Angels»                                                           | «Угаси ме» «Angels»                                                           | «Угаси ме» «Angels»                                                           | «Угаси ме» «Angels»                                                           | «Угаси ме» «Angels»                                                           | «Угаси ме» «Angels»                                                           | «Угаси ме» «Angels»                                                           | «Угаси ме» «Angels»                                                           | «Угаси ме» «Angels»                                                           | «Угаси ме» «Angels»                                                           | «Угаси ме» «Angels»                                                           | «Угаси ме» «Angels»                                                           | «Угаси ме» «Angels»                                                           | «Угаси ме» «Angels»                                                           | «Угаси ме» «Angels»                                                           | «Угаси ме» «Angels»                                                           | «Угаси ме» «Angels»                                                           | «Угаси ме» «Angels»                                                           | «Угаси ме» «Angels»                                                           | «Угаси ме» «Angels»                                                           | «Угаси ме» «Angels»                                                           | «Угаси ме» «Angels»                                                           | «Угаси ме» «Angels»                                                           | «Угаси ме» «Angels»                                                           | «Угаси ме» «Angels»                                                           | «Угаси ме» «Angels»                                                           | «Угаси ме» «Angels»                                                           | «Угаси ме» «Angels»                                                           | «Угаси ме» «Angels»                                                           | «Угаси ме» «Angels»                                                           | «Угаси ме» «Angels»                                                           | «Угаси ме» «Angels»                                                           | «Угаси ме» «Angels»                                                           | «Угаси ме» «Angels»                                                           | «Угаси ме» «Angels»                                                           | «Угаси ме» «Angels»                                                           | «Угаси ме» «Angels»                                                           | «Угаси ме» «Angels»                                                           | «Угаси ме» «Angels»                                                           | «Угаси ме» «Angels»                                                           | «Угаси ме» «Angels»                                                           | «Угаси ме» «Angels»                                                           | «Угаси ме» «Angels»                                                           | «Угаси ме» «Angels»                                                           | «Угаси ме» «Angels»                                                           | «Угаси ме» «Angels»                                                           | «Угаси ме» «Angels»                                                           | «Угаси ме» «Angels»                                                           | «Угаси ме» «Angels»                                                           | «Угаси ме» «Angels»                                                           | «Угаси ме» «Angels»                                                           | «Угаси ме» «Angels»                                                           | «Угаси ме» «Angels»                                                           | «Угаси ме» «Angels»                                                           | «Угаси ме» «Angels»                                                           | «Угаси ме» «Angels»                                                           | «Угаси ме» «Angels»                                                           | «Угаси ме» «Angels»                                                           | «Угаси ме» «Angels»                                                           | «Угаси ме» «Angels»                                                           | «Угаси ме» «Angels»                                                           | «Угаси ме» «Angels»                                                           | «Угаси ме» «Angels»                                                           | «Угаси ме» «Angels»                                                           | «Угаси ме» «Angels»                                                           | «Угаси ме» «Angels»                                                           | «Угаси ме» «Angels»                                                           | «Угаси ме» «Angels»                                                           | «Угаси ме» «Angels»                                                           | «Угаси ме» «Angels»                                                           | «Угаси ме» «Angels»                                                           | «Угаси ме» «Angels»                                                           | «Угаси ме» «Angels»                                                           | «Угаси ме» «Angels»                                                           | «Угаси ме» «Angels»                                                           | «Угаси ме» «Angels»                                                           | «Угаси ме» «Angels»                                                           | «Угаси ме» «Angels»                                                           | «Угаси ме» «Angels»                                                           | «Угаси ме» «Angels»                                                           | «Угаси ме» «Angels»                                                           | «Угаси ме» «Angels»                                                           | «Угаси ме» «Angels»                                                           | в дуэте с Аки Рахимвоским один                                                     | в дуэте с Аки Рахимвоским один                                                     | в дуэте с Аки Рахимвоским один                                                     | в дуэте с Аки Рахимвоским один                                                     | в дуэте с Аки Рахимвоским один                                                     | в дуэте с Аки Рахимвоским один                                                     | в дуэте с Аки Рахимвоским один                                                     | в дуэте с Аки Рахимвоским один                                                     | в дуэте с Аки Рахимвоским один                                                     | в дуэте с Аки Рахимвоским один                                                     | в дуэте с Аки Рахимвоским один                                                     | в дуэте с Аки Рахимвоским один                                                     | в дуэте с Аки Рахимвоским один                                                     | в дуэте с Аки Рахимвоским один                                                     | в дуэте с Аки Рахимвоским один                                                     | в дуэте с Аки Рахимвоским один                                                     | в дуэте с Аки Рахимвоским один                                                     | в дуэте с Аки Рахимвоским один                                                     | в дуэте с Аки Рахимвоским один                                                     | в дуэте с Аки Рахимвоским один                                                     | в дуэте с Аки Рахимвоским один                                                     | в дуэте с Аки Рахимвоским один                                                     | в дуэте с Аки Рахимвоским один                                                     | в дуэте с Аки Рахимвоским один                                                     | в дуэте с Аки Рахимвоским один                                                     | в дуэте с Аки Рахимвоским один                                                     | в дуэте с Аки Рахимвоским один                                                     | в дуэте с Аки Рахимвоским один                                                     | в дуэте с Аки Рахимвоским один                                                     | в дуэте с Аки Рахимвоским один                                                     | в дуэте с Аки Рахимвоским один                                                     | в дуэте с Аки Рахимвоским один                                                     | в дуэте с Аки Рахимвоским один                                                     | в дуэте с Аки Рахимвоским один                                                     | в дуэте с Аки Рахимвоским один                                                     | в дуэте с Аки Рахимвоским один                                                     | в дуэте с Аки Рахимвоским один                                                     | в дуэте с Аки Рахимвоским один                                                     | в дуэте с Аки Рахимвоским один                                                     | в дуэте с Аки Рахимвоским один                                                     | в дуэте с Аки Рахимвоским один                                                     | в дуэте с Аки Рахимвоским один                                                     | в дуэте с Аки Рахимвоским один                                                     | в дуэте с Аки Рахимвоским один                                                     | в дуэте с Аки Рахимвоским один                                                     | в дуэте с Аки Рахимвоским один                                                     | в дуэте с Аки Рахимвоским один                                                     | в дуэте с Аки Рахимвоским один                                                     | в дуэте с Аки Рахимвоским один                                                     | в дуэте с Аки Рахимвоским один                                                     | в дуэте с Аки Рахимвоским один                                                     | в дуэте с Аки Рахимвоским один                                                     | в дуэте с Аки Рахимвоским один                                                     | в дуэте с Аки Рахимвоским один                                                     | в дуэте с Аки Рахимвоским один                                                     | в дуэте с Аки Рахимвоским один                                                     | в дуэте с Аки Рахимвоским один                                                     | в дуэте с Аки Рахимвоским один                                                     | в дуэте с Аки Рахимвоским один                                                     | в дуэте с Аки Рахимвоским один                                                     | в дуэте с Аки Рахимвоским один                                                     | в дуэте с Аки Рахимвоским один                                                     | в дуэте с Аки Рахимвоским один                                                     | в дуэте с Аки Рахимвоским один                                                     | в дуэте с Аки Рахимвоским один                                                     | в дуэте с Аки Рахимвоским один                                                     | в дуэте с Аки Рахимвоским один                                                     | в дуэте с Аки Рахимвоским один                                                     | в дуэте с Аки Рахимвоским один                                                     | в дуэте с Аки Рахимвоским один                                                     | в дуэте с Аки Рахимвоским один                                                     | в дуэте с Аки Рахимвоским один                                                     | в дуэте с Аки Рахимвоским один                                                     | в дуэте с Аки Рахимвоским один                                                     | в дуэте с Аки Рахимвоским один                                                     | в дуэте с Аки Рахимвоским один                                                     | в дуэте с Аки Рахимвоским один                                                     | в дуэте с Аки Рахимвоским один                                                     | в дуэте с Аки Рахимвоским один                                                     | в дуэте с Аки Рахимвоским один                                                     | в дуэте с Аки Рахимвоским один                                                     | в дуэте с Аки Рахимвоским один                                                     | в дуэте с Аки Рахимвоским один                                                     | в дуэте с Аки Рахимвоским один                                                     | в дуэте с Аки Рахимвоским один                                                     | в дуэте с Аки Рахимвоским один                                                     | в дуэте с Аки Рахимвоским один                                                     | в дуэте с Аки Рахимвоским один                                                     | в дуэте с Аки Рахимвоским один                                                     | в дуэте с Аки Рахимвоским один                                                     | в дуэте с Аки Рахимвоским один                                                     | в дуэте с Аки Рахимвоским один                                                     | в дуэте с Аки Рахимвоским один                                                     | в дуэте с Аки Рахимвоским один                                                     | в дуэте с Аки Рахимвоским один                                                     | в дуэте с Аки Рахимвоским один                                                     | в дуэте с Аки Рахимвоским один                                                     | в дуэте с Аки Рахимвоским один                                                     | в дуэте с Аки Рахимвоским один                                                     | в дуэте с Аки Рахимвоским один                                                     | в дуэте с Аки Рахимвоским один                                                     | в дуэте с Аки Рахимвоским один                                                     | в дуэте с Аки Рахимвоским один                                                     | в дуэте с Аки Рахимвоским один                                                     | в дуэте с Аки Рахимвоским один                                                     | в дуэте с Аки Рахимвоским один                                                     | в дуэте с Аки Рахимвоским один                                                     | в дуэте с Аки Рахимвоским один                                                     | в дуэте с Аки Рахимвоским один                                                     | в дуэте с Аки Рахимвоским один                                                     | в дуэте с Аки Рахимвоским один                                                     | в дуэте с Аки Рахимвоским один                                                     | в дуэте с Аки Рахимвоским один                                                     | в дуэте с Аки Рахимвоским один                                                     | в дуэте с Аки Рахимвоским один                                                     | в дуэте с Аки Рахимвоским один                                                     | в дуэте с Аки Рахимвоским один                                                     | в дуэте с Аки Рахимвоским один                                                     | в дуэте с Аки Рахимвоским один                                                     | в дуэте с Аки Рахимвоским один                                                     | в дуэте с Аки Рахимвоским один                                                     | в дуэте с Аки Рахимвоским один                                                     | в дуэте с Аки Рахимвоским один                                                     | в дуэте с Аки Рахимвоским один                                                     | в дуэте с Аки Рахимвоским один                                                     | в дуэте с Аки Рахимвоским один                                                     | в дуэте с Аки Рахимвоским один                                                     | в дуэте с Аки Рахимвоским один                                                     | в дуэте с Аки Рахимвоским один                                                     | в дуэте с Аки Рахимвоским один                                                     | Парни Ваљак Робби Уильямс                 | Парни Ваљак Робби Уильямс                 | Парни Ваљак Робби Уильямс                 | Парни Ваљак Робби Уильямс                 | Парни Ваљак Робби Уильямс                 | Парни Ваљак Робби Уильямс                 | Парни Ваљак Робби Уильямс                 | Парни Ваљак Робби Уильямс                 | Парни Ваљак Робби Уильямс                 | Парни Ваљак Робби Уильямс                 | Парни Ваљак Робби Уильямс                 | Парни Ваљак Робби Уильямс                 | Парни Ваљак Робби Уильямс                 | Парни Ваљак Робби Уильямс                 | Парни Ваљак Робби Уильямс                 | Парни Ваљак Робби Уильямс                 | Парни Ваљак Робби Уильямс                 | Парни Ваљак Робби Уильямс                 | Парни Ваљак Робби Уильямс                 | Парни Ваљак Робби Уильямс                 | Парни Ваљак Робби Уильямс                 | Парни Ваљак Робби Уильямс                 | Парни Ваљак Робби Уильямс                 | Парни Ваљак Робби Уильямс                 | Парни Ваљак Робби Уильямс                 | Парни Ваљак Робби Уильямс                 | Парни Ваљак Робби Уильямс                 | Парни Ваљак Робби Уильямс                 | Парни Ваљак Робби Уильямс                 | Парни Ваљак Робби Уильямс                 | Парни Ваљак Робби Уильямс                 | Парни Ваљак Робби Уильямс                 | Парни Ваљак Робби Уильямс                 | Парни Ваљак Робби Уильямс                 | Парни Ваљак Робби Уильямс                 | Парни Ваљак Робби Уильямс                 | Парни Ваљак Робби Уильямс                 | Парни Ваљак Робби Уильямс                 | Парни Ваљак Робби Уильямс                 | Парни Ваљак Робби Уильямс                 | Парни Ваљак Робби Уильямс                 | Парни Ваљак Робби Уильямс                 | Парни Ваљак Робби Уильямс                 | Парни Ваљак Робби Уильямс                 | Парни Ваљак Робби Уильямс                 | Парни Ваљак Робби Уильямс                 | Парни Ваљак Робби Уильямс                 | Парни Ваљак Робби Уильямс                 | Парни Ваљак Робби Уильямс                 | Парни Ваљак Робби Уильямс                 | Парни Ваљак Робби Уильямс                 | Парни Ваљак Робби Уильямс                 | Парни Ваљак Робби Уильямс                 | Парни Ваљак Робби Уильямс                 | Парни Ваљак Робби Уильямс                 | Парни Ваљак Робби Уильямс                 | Парни Ваљак Робби Уильямс                 | Парни Ваљак Робби Уильямс                 | Парни Ваљак Робби Уильямс                 | Парни Ваљак Робби Уильямс                 | Парни Ваљак Робби Уильямс                 | Парни Ваљак Робби Уильямс                 | Парни Ваљак Робби Уильямс                 | Парни Ваљак Робби Уильямс                 | Парни Ваљак Робби Уильямс                 | Парни Ваљак Робби Уильямс                 | Парни Ваљак Робби Уильямс                 | Парни Ваљак Робби Уильямс                 | Парни Ваљак Робби Уильямс                 | Парни Ваљак Робби Уильямс                 | Парни Ваљак Робби Уильямс                 | Парни Ваљак Робби Уильямс                 | Парни Ваљак Робби Уильямс                 | Парни Ваљак Робби Уильямс                 | Парни Ваљак Робби Уильямс                 | Парни Ваљак Робби Уильямс                 | Парни Ваљак Робби Уильямс                 | Парни Ваљак Робби Уильямс                 | Парни Ваљак Робби Уильямс                 | Парни Ваљак Робби Уильямс                 | Парни Ваљак Робби Уильямс                 | Парни Ваљак Робби Уильямс                 | Парни Ваљак Робби Уильямс                 | Парни Ваљак Робби Уильямс                 | Парни Ваљак Робби Уильямс                 | Парни Ваљак Робби Уильямс                 | Парни Ваљак Робби Уильямс                 | Парни Ваљак Робби Уильямс                 | Парни Ваљак Робби Уильямс                 | Парни Ваљак Робби Уильямс                 | Парни Ваљак Робби Уильямс                 | Парни Ваљак Робби Уильямс                 | Парни Ваљак Робби Уильямс                 | Парни Ваљак Робби Уильямс                 | Парни Ваљак Робби Уильямс                 | Парни Ваљак Робби Уильямс                 | Парни Ваљак Робби Уильямс                 | Парни Ваљак Робби Уильямс                 | Парни Ваљак Робби Уильямс                 | Парни Ваљак Робби Уильямс                 | ушёл финал на втором месте    | ушёл финал на втором месте    | ушёл финал на втором месте    | ушёл финал на втором месте    | ушёл финал на втором месте    | ушёл финал на втором месте    | ушёл финал на втором месте    | ушёл финал на втором месте    | ушёл финал на втором месте    | ушёл финал на втором месте    | ушёл финал на втором месте    | ушёл финал на втором месте    | ушёл финал на втором месте    | ушёл финал на втором месте    | ушёл финал на втором месте    | ушёл финал на втором месте    | ушёл финал на втором месте    | ушёл финал на втором месте    | ушёл финал на втором месте    | ушёл финал на втором месте    | ушёл финал на втором месте    | ушёл финал на втором месте    | ушёл финал на втором месте    | ушёл финал на втором месте    | ушёл финал на втором месте    | ушёл финал на втором месте    | ушёл финал на втором месте    | ушёл финал на втором месте    | ушёл финал на втором месте    | ушёл финал на втором месте    | ушёл финал на втором месте    | ушёл финал на втором месте    | ушёл финал на втором месте    | ушёл финал на втором месте    | ушёл финал на втором месте    | ушёл финал на втором месте    | ушёл финал на втором месте    | ушёл финал на втором месте    | ушёл финал на втором месте    | ушёл финал на втором месте    | ушёл финал на втором месте    | ушёл финал на втором месте    | ушёл финал на втором месте    | ушёл финал на втором месте    | ушёл финал на втором месте    | ушёл финал на втором месте    | ушёл финал на втором месте    | ушёл финал на втором месте    | ушёл финал на втором месте    | ушёл финал на втором месте    | ушёл финал на втором месте    | ушёл финал на втором месте    | ушёл финал на втором месте    | ушёл финал на втором месте    | ушёл финал на втором месте    | ушёл финал на втором месте    | ушёл финал на втором месте    | ушёл финал на втором месте    | ушёл финал на втором месте    | ушёл финал на втором месте    | ушёл финал на втором месте    | ушёл финал на втором месте    | ушёл финал на втором месте    | ушёл финал на втором месте    | ушёл финал на втором месте    | ушёл финал на втором месте    | ушёл финал на втором месте    | ушёл финал на втором месте    | ушёл финал на втором месте    | ушёл финал на втором месте    | ушёл финал на втором месте    | ушёл финал на втором месте    | ушёл финал на втором месте    | ушёл финал на втором месте    | ушёл финал на втором месте    | ушёл финал на втором месте    | ушёл финал на втором месте    | ушёл финал на втором месте    | ушёл финал на втором месте    | ушёл финал на втором месте    | ушёл финал на втором месте    | ушёл финал на втором месте    | ушёл финал на втором месте    | ушёл финал на втором месте    | ушёл финал на втором месте    | ушёл финал на втором месте    | ушёл финал на втором месте    | ушёл финал на втором месте    | ушёл финал на втором месте    | ушёл финал на втором месте    | ушёл финал на втором месте    | ушёл финал на втором месте    | ушёл финал на втором месте    | ушёл финал на втором месте    | ушёл финал на втором месте    | ушёл финал на втором месте    | ушёл финал на втором месте    | ушёл финал на втором месте    | ушёл финал на втором месте    | ушёл финал на втором месте    |
| Финал     | Финал     | Финал     | Финал     | Финал     | Финал     | Финал     | Финал     | Финал     | Финал     | Финал     | Финал     | Финал     | Финал     | Финал     | Финал     | Финал     | Финал     | Финал     | Финал     | Финал     | Финал     | Финал     | Финал     | Финал     | Финал     | Финал     | Финал     | Финал     | Финал     | Финал     | Финал     | Финал     | Финал     | Финал     | Финал     | Финал     | Финал     | Финал     | Финал     | Финал     | Финал     | Финал     | Финал     | Финал     | Финал     | Финал     | Финал     | Финал     | Финал     | Финал     | Финал     | Финал     | Финал     | Финал     | Финал     | Финал     | Финал     | Финал     | Финал     | Финал     | Финал     | Финал     | Финал     | Финал     | Финал     | Финал     | Финал     | Финал     | Финал     | Финал     | Финал     | Финал     | Финал     | Финал     | Финал     | Финал     | Финал     | Финал     | Финал     | Финал     | Финал     | Финал     | Финал     | Финал     | Финал     | Финал     | Финал     | Финал     | Финал     | «Live And Let Die» «Easy» «More Than Words» «Highway To Hell»                 | «Live And Let Die» «Easy» «More Than Words» «Highway To Hell»                 | «Live And Let Die» «Easy» «More Than Words» «Highway To Hell»                 | «Live And Let Die» «Easy» «More Than Words» «Highway To Hell»                 | «Live And Let Die» «Easy» «More Than Words» «Highway To Hell»                 | «Live And Let Die» «Easy» «More Than Words» «Highway To Hell»                 | «Live And Let Die» «Easy» «More Than Words» «Highway To Hell»                 | «Live And Let Die» «Easy» «More Than Words» «Highway To Hell»                 | «Live And Let Die» «Easy» «More Than Words» «Highway To Hell»                 | «Live And Let Die» «Easy» «More Than Words» «Highway To Hell»                 | «Live And Let Die» «Easy» «More Than Words» «Highway To Hell»                 | «Live And Let Die» «Easy» «More Than Words» «Highway To Hell»                 | «Live And Let Die» «Easy» «More Than Words» «Highway To Hell»                 | «Live And Let Die» «Easy» «More Than Words» «Highway To Hell»                 | «Live And Let Die» «Easy» «More Than Words» «Highway To Hell»                 | «Live And Let Die» «Easy» «More Than Words» «Highway To Hell»                 | «Live And Let Die» «Easy» «More Than Words» «Highway To Hell»                 | «Live And Let Die» «Easy» «More Than Words» «Highway To Hell»                 | «Live And Let Die» «Easy» «More Than Words» «Highway To Hell»                 | «Live And Let Die» «Easy» «More Than Words» «Highway To Hell»                 | «Live And Let Die» «Easy» «More Than Words» «Highway To Hell»                 | «Live And Let Die» «Easy» «More Than Words» «Highway To Hell»                 | «Live And Let Die» «Easy» «More Than Words» «Highway To Hell»                 | «Live And Let Die» «Easy» «More Than Words» «Highway To Hell»                 | «Live And Let Die» «Easy» «More Than Words» «Highway To Hell»                 | «Live And Let Die» «Easy» «More Than Words» «Highway To Hell»                 | «Live And Let Die» «Easy» «More Than Words» «Highway To Hell»                 | «Live And Let Die» «Easy» «More Than Words» «Highway To Hell»                 | «Live And Let Die» «Easy» «More Than Words» «Highway To Hell»                 | «Live And Let Die» «Easy» «More Than Words» «Highway To Hell»                 | «Live And Let Die» «Easy» «More Than Words» «Highway To Hell»                 | «Live And Let Die» «Easy» «More Than Words» «Highway To Hell»                 | «Live And Let Die» «Easy» «More Than Words» «Highway To Hell»                 | «Live And Let Die» «Easy» «More Than Words» «Highway To Hell»                 | «Live And Let Die» «Easy» «More Than Words» «Highway To Hell»                 | «Live And Let Die» «Easy» «More Than Words» «Highway To Hell»                 | «Live And Let Die» «Easy» «More Than Words» «Highway To Hell»                 | «Live And Let Die» «Easy» «More Than Words» «Highway To Hell»                 | «Live And Let Die» «Easy» «More Than Words» «Highway To Hell»                 | «Live And Let Die» «Easy» «More Than Words» «Highway To Hell»                 | «Live And Let Die» «Easy» «More Than Words» «Highway To Hell»                 | «Live And Let Die» «Easy» «More Than Words» «Highway To Hell»                 | «Live And Let Die» «Easy» «More Than Words» «Highway To Hell»                 | «Live And Let Die» «Easy» «More Than Words» «Highway To Hell»                 | «Live And Let Die» «Easy» «More Than Words» «Highway To Hell»                 | «Live And Let Die» «Easy» «More Than Words» «Highway To Hell»                 | «Live And Let Die» «Easy» «More Than Words» «Highway To Hell»                 | «Live And Let Die» «Easy» «More Than Words» «Highway To Hell»                 | «Live And Let Die» «Easy» «More Than Words» «Highway To Hell»                 | «Live And Let Die» «Easy» «More Than Words» «Highway To Hell»                 | «Live And Let Die» «Easy» «More Than Words» «Highway To Hell»                 | «Live And Let Die» «Easy» «More Than Words» «Highway To Hell»                 | «Live And Let Die» «Easy» «More Than Words» «Highway To Hell»                 | «Live And Let Die» «Easy» «More Than Words» «Highway To Hell»                 | «Live And Let Die» «Easy» «More Than Words» «Highway To Hell»                 | «Live And Let Die» «Easy» «More Than Words» «Highway To Hell»                 | «Live And Let Die» «Easy» «More Than Words» «Highway To Hell»                 | «Live And Let Die» «Easy» «More Than Words» «Highway To Hell»                 | «Live And Let Die» «Easy» «More Than Words» «Highway To Hell»                 | «Live And Let Die» «Easy» «More Than Words» «Highway To Hell»                 | «Live And Let Die» «Easy» «More Than Words» «Highway To Hell»                 | «Live And Let Die» «Easy» «More Than Words» «Highway To Hell»                 | «Live And Let Die» «Easy» «More Than Words» «Highway To Hell»                 | «Live And Let Die» «Easy» «More Than Words» «Highway To Hell»                 | «Live And Let Die» «Easy» «More Than Words» «Highway To Hell»                 | «Live And Let Die» «Easy» «More Than Words» «Highway To Hell»                 | «Live And Let Die» «Easy» «More Than Words» «Highway To Hell»                 | «Live And Let Die» «Easy» «More Than Words» «Highway To Hell»                 | «Live And Let Die» «Easy» «More Than Words» «Highway To Hell»                 | «Live And Let Die» «Easy» «More Than Words» «Highway To Hell»                 | «Live And Let Die» «Easy» «More Than Words» «Highway To Hell»                 | «Live And Let Die» «Easy» «More Than Words» «Highway To Hell»                 | «Live And Let Die» «Easy» «More Than Words» «Highway To Hell»                 | «Live And Let Die» «Easy» «More Than Words» «Highway To Hell»                 | «Live And Let Die» «Easy» «More Than Words» «Highway To Hell»                 | «Live And Let Die» «Easy» «More Than Words» «Highway To Hell»                 | «Live And Let Die» «Easy» «More Than Words» «Highway To Hell»                 | «Live And Let Die» «Easy» «More Than Words» «Highway To Hell»                 | «Live And Let Die» «Easy» «More Than Words» «Highway To Hell»                 | «Live And Let Die» «Easy» «More Than Words» «Highway To Hell»                 | «Live And Let Die» «Easy» «More Than Words» «Highway To Hell»                 | «Live And Let Die» «Easy» «More Than Words» «Highway To Hell»                 | «Live And Let Die» «Easy» «More Than Words» «Highway To Hell»                 | «Live And Let Die» «Easy» «More Than Words» «Highway To Hell»                 | «Live And Let Die» «Easy» «More Than Words» «Highway To Hell»                 | «Live And Let Die» «Easy» «More Than Words» «Highway To Hell»                 | «Live And Let Die» «Easy» «More Than Words» «Highway To Hell»                 | «Live And Let Die» «Easy» «More Than Words» «Highway To Hell»                 | «Live And Let Die» «Easy» «More Than Words» «Highway To Hell»                 | «Live And Let Die» «Easy» «More Than Words» «Highway To Hell»                 | «Live And Let Die» «Easy» «More Than Words» «Highway To Hell»                 | «Live And Let Die» «Easy» «More Than Words» «Highway To Hell»                 | «Live And Let Die» «Easy» «More Than Words» «Highway To Hell»                 | «Live And Let Die» «Easy» «More Than Words» «Highway To Hell»                 | «Live And Let Die» «Easy» «More Than Words» «Highway To Hell»                 | «Live And Let Die» «Easy» «More Than Words» «Highway To Hell»                 | «Live And Let Die» «Easy» «More Than Words» «Highway To Hell»                 | «Live And Let Die» «Easy» «More Than Words» «Highway To Hell»                 | «Live And Let Die» «Easy» «More Than Words» «Highway To Hell»                 | «Live And Let Die» «Easy» «More Than Words» «Highway To Hell»                 | все финалисты один                                                                 | все финалисты один                                                                 | все финалисты один                                                                 | все финалисты один                                                                 | все финалисты один                                                                 | все финалисты один                                                                 | все финалисты один                                                                 | все финалисты один                                                                 | все финалисты один                                                                 | все финалисты один                                                                 | все финалисты один                                                                 | все финалисты один                                                                 | все финалисты один                                                                 | все финалисты один                                                                 | все финалисты один                                                                 | все финалисты один                                                                 | все финалисты один                                                                 | все финалисты один                                                                 | все финалисты один                                                                 | все финалисты один                                                                 | все финалисты один                                                                 | все финалисты один                                                                 | все финалисты один                                                                 | все финалисты один                                                                 | все финалисты один                                                                 | все финалисты один                                                                 | все финалисты один                                                                 | все финалисты один                                                                 | все финалисты один                                                                 | все финалисты один                                                                 | все финалисты один                                                                 | все финалисты один                                                                 | все финалисты один                                                                 | все финалисты один                                                                 | все финалисты один                                                                 | все финалисты один                                                                 | все финалисты один                                                                 | все финалисты один                                                                 | все финалисты один                                                                 | все финалисты один                                                                 | все финалисты один                                                                 | все финалисты один                                                                 | все финалисты один                                                                 | все финалисты один                                                                 | все финалисты один                                                                 | все финалисты один                                                                 | все финалисты один                                                                 | все финалисты один                                                                 | все финалисты один                                                                 | все финалисты один                                                                 | все финалисты один                                                                 | все финалисты один                                                                 | все финалисты один                                                                 | все финалисты один                                                                 | все финалисты один                                                                 | все финалисты один                                                                 | все финалисты один                                                                 | все финалисты один                                                                 | все финалисты один                                                                 | все финалисты один                                                                 | все финалисты один                                                                 | все финалисты один                                                                 | все финалисты один                                                                 | все финалисты один                                                                 | все финалисты один                                                                 | все финалисты один                                                                 | все финалисты один                                                                 | все финалисты один                                                                 | все финалисты один                                                                 | все финалисты один                                                                 | все финалисты один                                                                 | все финалисты один                                                                 | все финалисты один                                                                 | все финалисты один                                                                 | все финалисты один                                                                 | все финалисты один                                                                 | все финалисты один                                                                 | все финалисты один                                                                 | все финалисты один                                                                 | все финалисты один                                                                 | все финалисты один                                                                 | все финалисты один                                                                 | все финалисты один                                                                 | все финалисты один                                                                 | все финалисты один                                                                 | все финалисты один                                                                 | все финалисты один                                                                 | все финалисты один                                                                 | все финалисты один                                                                 | все финалисты один                                                                 | все финалисты один                                                                 | все финалисты один                                                                 | все финалисты один                                                                 | все финалисты один                                                                 | все финалисты один                                                                 | все финалисты один                                                                 | все финалисты один                                                                 | все финалисты один                                                                 | все финалисты один                                                                 | все финалисты один                                                                 | все финалисты один                                                                 | все финалисты один                                                                 | все финалисты один                                                                 | все финалисты один                                                                 | все финалисты один                                                                 | все финалисты один                                                                 | все финалисты один                                                                 | все финалисты один                                                                 | все финалисты один                                                                 | все финалисты один                                                                 | все финалисты один                                                                 | все финалисты один                                                                 | все финалисты один                                                                 | все финалисты один                                                                 | все финалисты один                                                                 | все финалисты один                                                                 | все финалисты один                                                                 | все финалисты один                                                                 | все финалисты один                                                                 | все финалисты один                                                                 | все финалисты один                                                                 | все финалисты один                                                                 | все финалисты один                                                                 | все финалисты один                                                                 | все финалисты один                                                                 | все финалисты один                                                                 | все финалисты один                                                                 | все финалисты один                                                                 | все финалисты один                                                                 | все финалисты один                                                                 | Guns N' Roses Commodores Extreme AC/DC    | Guns N' Roses Commodores Extreme AC/DC    | Guns N' Roses Commodores Extreme AC/DC    | Guns N' Roses Commodores Extreme AC/DC    | Guns N' Roses Commodores Extreme AC/DC    | Guns N' Roses Commodores Extreme AC/DC    | Guns N' Roses Commodores Extreme AC/DC    | Guns N' Roses Commodores Extreme AC/DC    | Guns N' Roses Commodores Extreme AC/DC    | Guns N' Roses Commodores Extreme AC/DC    | Guns N' Roses Commodores Extreme AC/DC    | Guns N' Roses Commodores Extreme AC/DC    | Guns N' Roses Commodores Extreme AC/DC    | Guns N' Roses Commodores Extreme AC/DC    | Guns N' Roses Commodores Extreme AC/DC    | Guns N' Roses Commodores Extreme AC/DC    | Guns N' Roses Commodores Extreme AC/DC    | Guns N' Roses Commodores Extreme AC/DC    | Guns N' Roses Commodores Extreme AC/DC    | Guns N' Roses Commodores Extreme AC/DC    | Guns N' Roses Commodores Extreme AC/DC    | Guns N' Roses Commodores Extreme AC/DC    | Guns N' Roses Commodores Extreme AC/DC    | Guns N' Roses Commodores Extreme AC/DC    | Guns N' Roses Commodores Extreme AC/DC    | Guns N' Roses Commodores Extreme AC/DC    | Guns N' Roses Commodores Extreme AC/DC    | Guns N' Roses Commodores Extreme AC/DC    | Guns N' Roses Commodores Extreme AC/DC    | Guns N' Roses Commodores Extreme AC/DC    | Guns N' Roses Commodores Extreme AC/DC    | Guns N' Roses Commodores Extreme AC/DC    | Guns N' Roses Commodores Extreme AC/DC    | Guns N' Roses Commodores Extreme AC/DC    | Guns N' Roses Commodores Extreme AC/DC    | Guns N' Roses Commodores Extreme AC/DC    | Guns N' Roses Commodores Extreme AC/DC    | Guns N' Roses Commodores Extreme AC/DC    | Guns N' Roses Commodores Extreme AC/DC    | Guns N' Roses Commodores Extreme AC/DC    | Guns N' Roses Commodores Extreme AC/DC    | Guns N' Roses Commodores Extreme AC/DC    | Guns N' Roses Commodores Extreme AC/DC    | Guns N' Roses Commodores Extreme AC/DC    | Guns N' Roses Commodores Extreme AC/DC    | Guns N' Roses Commodores Extreme AC/DC    | Guns N' Roses Commodores Extreme AC/DC    | Guns N' Roses Commodores Extreme AC/DC    | Guns N' Roses Commodores Extreme AC/DC    | Guns N' Roses Commodores Extreme AC/DC    | Guns N' Roses Commodores Extreme AC/DC    | Guns N' Roses Commodores Extreme AC/DC    | Guns N' Roses Commodores Extreme AC/DC    | Guns N' Roses Commodores Extreme AC/DC    | Guns N' Roses Commodores Extreme AC/DC    | Guns N' Roses Commodores Extreme AC/DC    | Guns N' Roses Commodores Extreme AC/DC    | Guns N' Roses Commodores Extreme AC/DC    | Guns N' Roses Commodores Extreme AC/DC    | Guns N' Roses Commodores Extreme AC/DC    | Guns N' Roses Commodores Extreme AC/DC    | Guns N' Roses Commodores Extreme AC/DC    | Guns N' Roses Commodores Extreme AC/DC    | Guns N' Roses Commodores Extreme AC/DC    | Guns N' Roses Commodores Extreme AC/DC    | Guns N' Roses Commodores Extreme AC/DC    | Guns N' Roses Commodores Extreme AC/DC    | Guns N' Roses Commodores Extreme AC/DC    | Guns N' Roses Commodores Extreme AC/DC    | Guns N' Roses Commodores Extreme AC/DC    | Guns N' Roses Commodores Extreme AC/DC    | Guns N' Roses Commodores Extreme AC/DC    | Guns N' Roses Commodores Extreme AC/DC    | Guns N' Roses Commodores Extreme AC/DC    | Guns N' Roses Commodores Extreme AC/DC    | Guns N' Roses Commodores Extreme AC/DC    | Guns N' Roses Commodores Extreme AC/DC    | Guns N' Roses Commodores Extreme AC/DC    | Guns N' Roses Commodores Extreme AC/DC    | Guns N' Roses Commodores Extreme AC/DC    | Guns N' Roses Commodores Extreme AC/DC    | Guns N' Roses Commodores Extreme AC/DC    | Guns N' Roses Commodores Extreme AC/DC    | Guns N' Roses Commodores Extreme AC/DC    | Guns N' Roses Commodores Extreme AC/DC    | Guns N' Roses Commodores Extreme AC/DC    | Guns N' Roses Commodores Extreme AC/DC    | Guns N' Roses Commodores Extreme AC/DC    | Guns N' Roses Commodores Extreme AC/DC    | Guns N' Roses Commodores Extreme AC/DC    | Guns N' Roses Commodores Extreme AC/DC    | Guns N' Roses Commodores Extreme AC/DC    | Guns N' Roses Commodores Extreme AC/DC    | Guns N' Roses Commodores Extreme AC/DC    | Guns N' Roses Commodores Extreme AC/DC    | Guns N' Roses Commodores Extreme AC/DC    | Guns N' Roses Commodores Extreme AC/DC    | Guns N' Roses Commodores Extreme AC/DC    | Guns N' Roses Commodores Extreme AC/DC    | Guns N' Roses Commodores Extreme AC/DC    | на втором месте               | на втором месте               | на втором месте               | на втором месте               | на втором месте               | на втором месте               | на втором месте               | на втором месте               | на втором месте               | на втором месте               | на втором месте               | на втором месте               | на втором месте               | на втором месте               | на втором месте               | на втором месте               | на втором месте               | на втором месте               | на втором месте               | на втором месте               | на втором месте               | на втором месте               | на втором месте               | на втором месте               | на втором месте               | на втором месте               | на втором месте               | на втором месте               | на втором месте               | на втором месте               | на втором месте               | на втором месте               | на втором месте               | на втором месте               | на втором месте               | на втором месте               | на втором месте               | на втором месте               | на втором месте               | на втором месте               | на втором месте               | на втором месте               | на втором месте               | на втором месте               | на втором месте               | на втором месте               | на втором месте               | на втором месте               | на втором месте               | на втором месте               | на втором месте               | на втором месте               | на втором месте               | на втором месте               | на втором месте               | на втором месте               | на втором месте               | на втором месте               | на втором месте               | на втором месте               | на втором месте               | на втором месте               | на втором месте               | на втором месте               | на втором месте               | на втором месте               | на втором месте               | на втором месте               | на втором месте               | на втором месте               | на втором месте               | на втором месте               | на втором месте               | на втором месте               | на втором месте               | на втором месте               | на втором месте               | на втором месте               | на втором месте               | на втором месте               | на втором месте               | на втором месте               | на втором месте               | на втором месте               | на втором месте               | на втором месте               | на втором месте               | на втором месте               | на втором месте               | на втором месте               | на втором месте               | на втором месте               | на втором месте               | на втором месте               | на втором месте               | на втором месте               | на втором месте               | на втором месте               | на втором месте               | на втором месте               |

## Беовизия 2009
На следующей Беовизии Вукашин выступит в составе ОТ Бэнда с коллегами с академии, Николой Пауновичем, Джорджем Гоговым и Ноколой Саричем с песней «Благословение для конца».

## Синглы
ОТ Бэнд — Благословение для конца.